# Lijst van personen overleden in 2010
Dit is een lijst van personen die zijn overleden in 2010.

## Januari

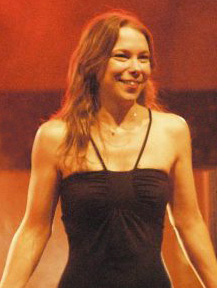
Lhasa de Sela
1 januari

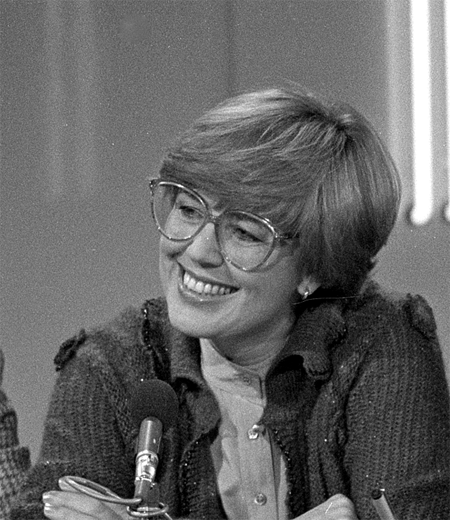
Lous Haasdijk
3 januari

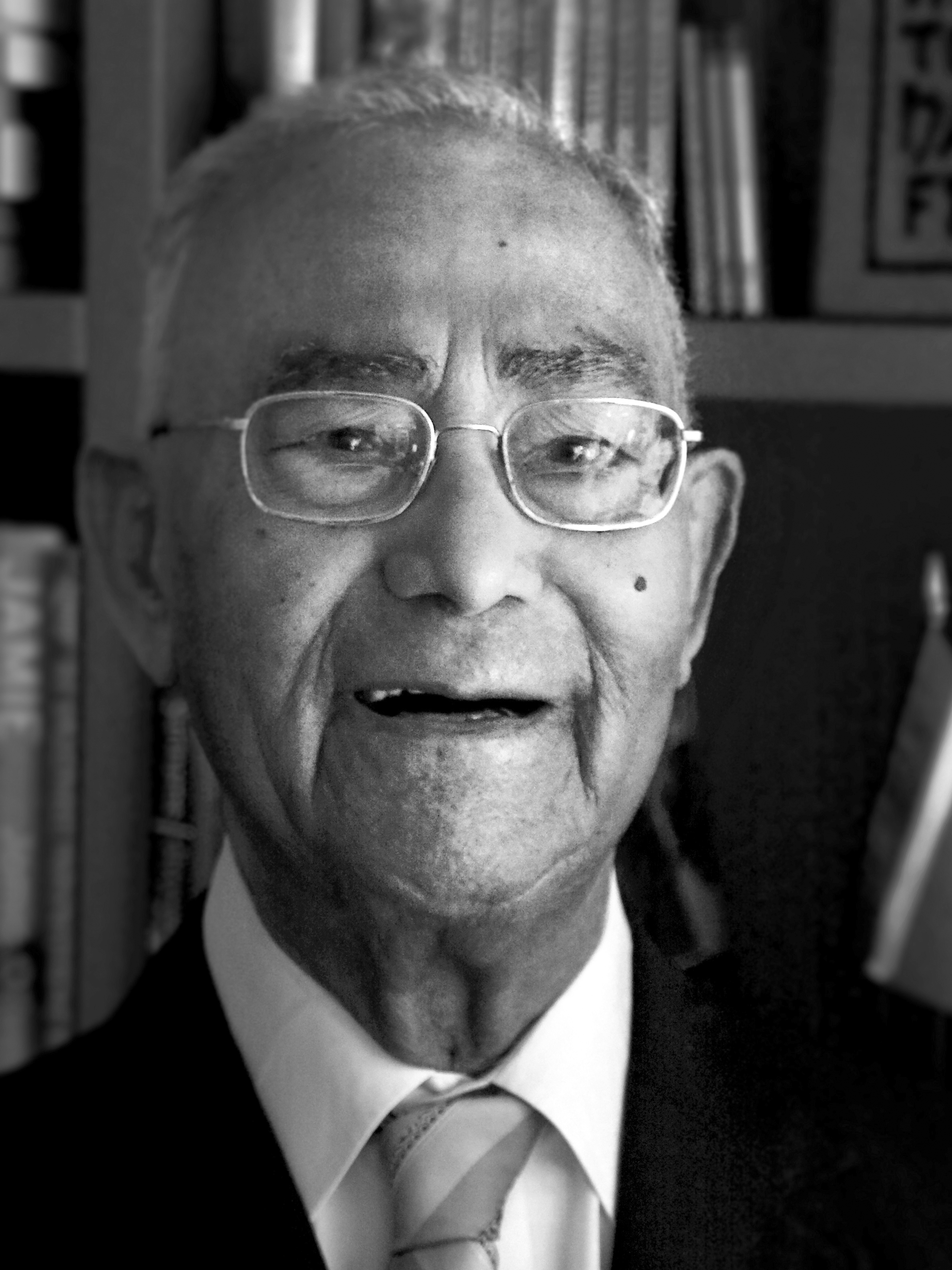
Johan Ferrier
4 januari

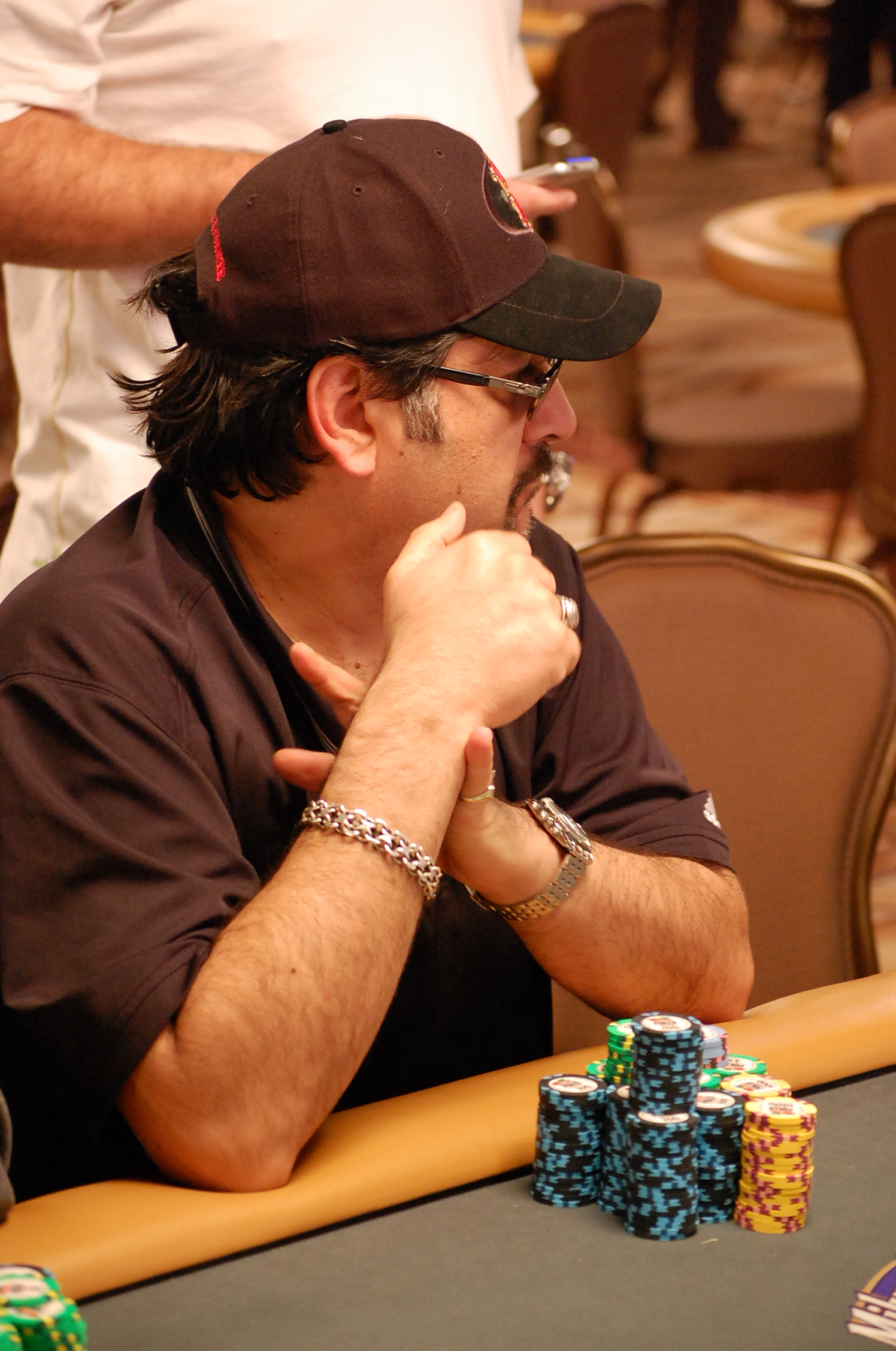
Amir Vahedi
8 januari

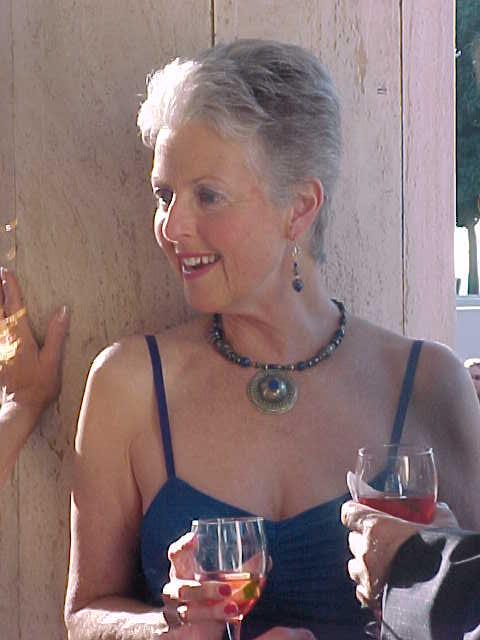
Juliet Anderson
11 januari

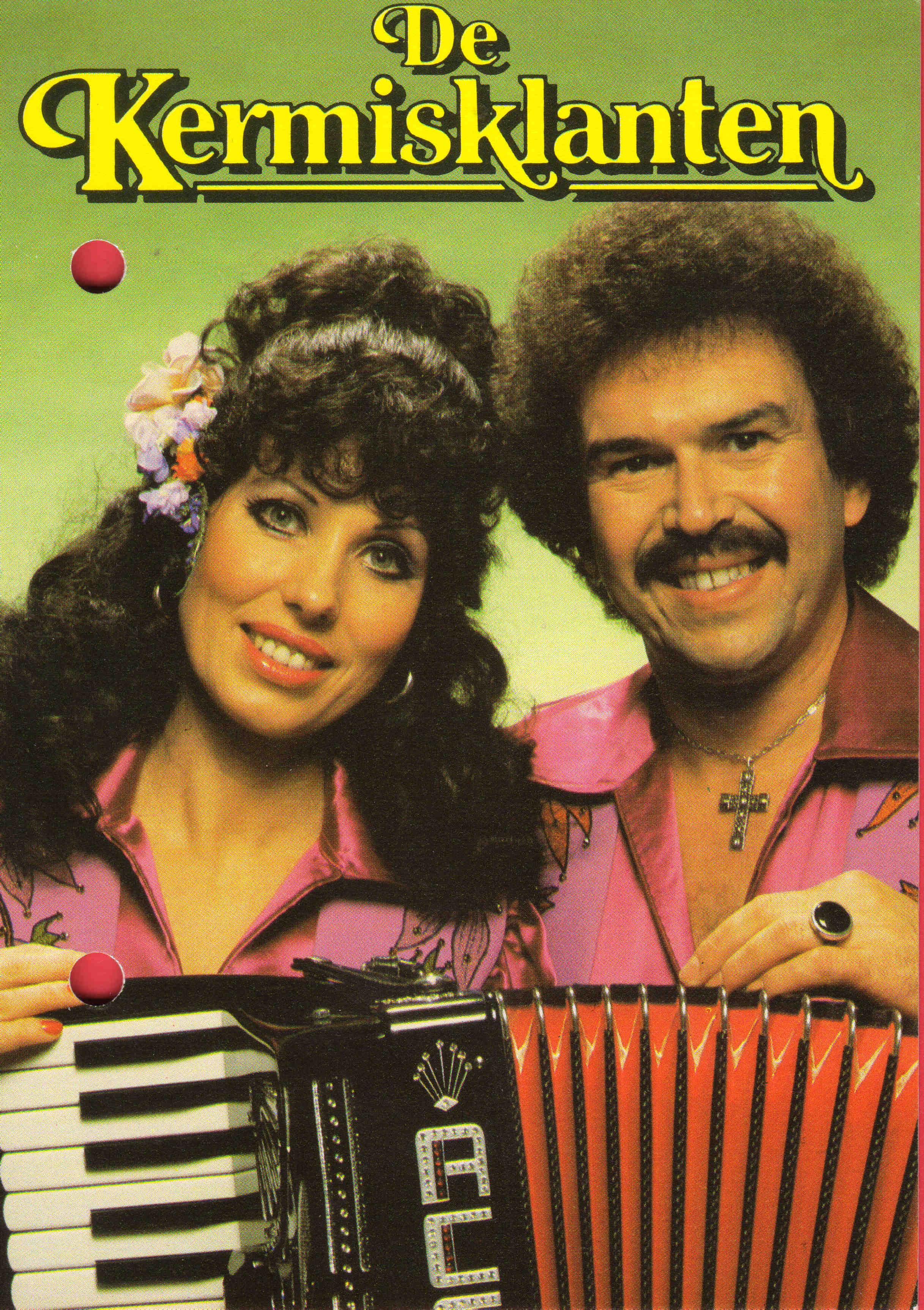
Henny van Voskuylen (rechts)
12 januari

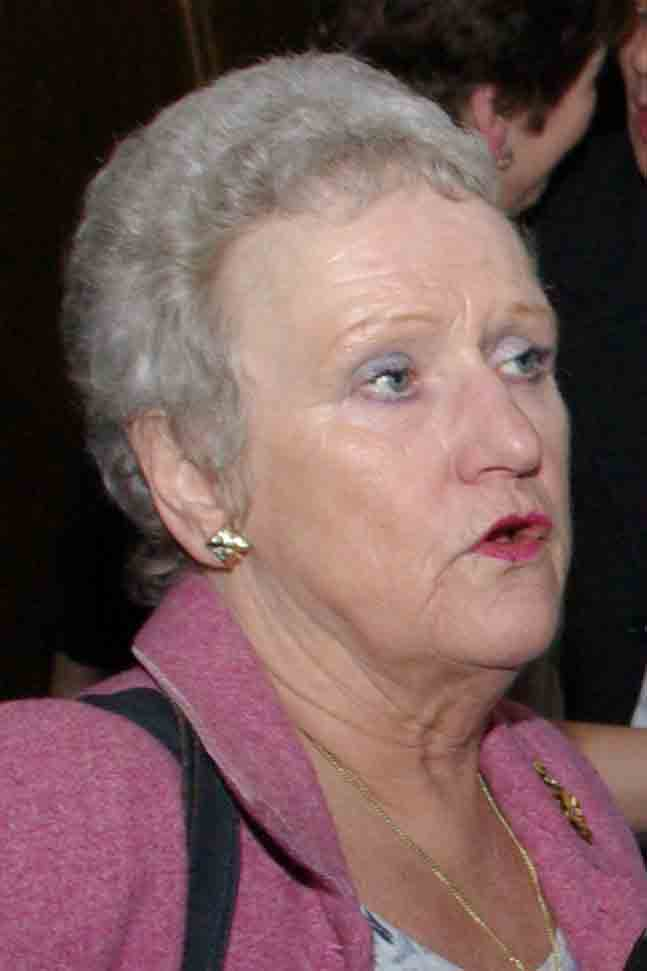
Nora Salomons
16 januari

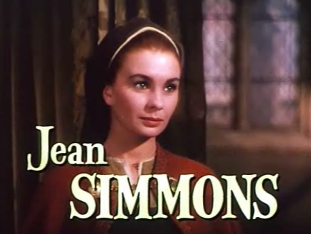
Jean Simmons
22 januari

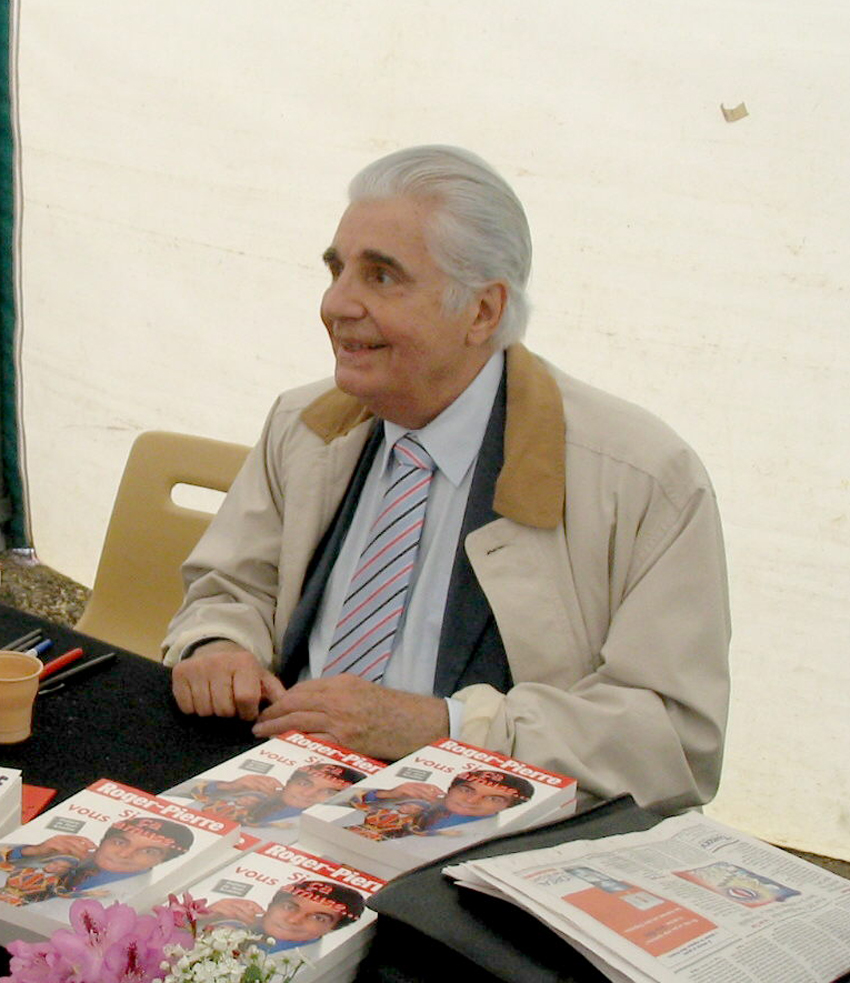
Roger Pierre
23 januari

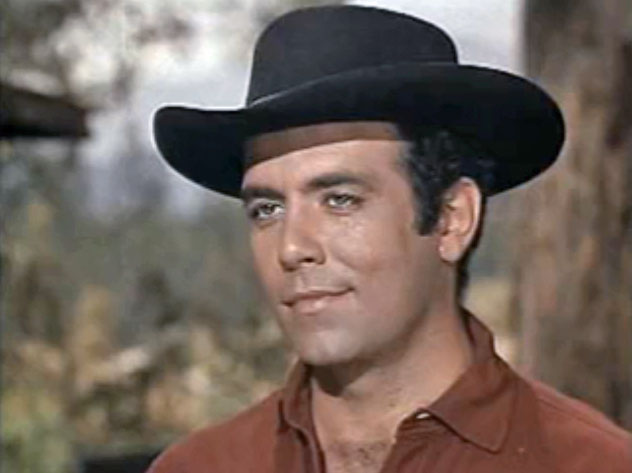
Pernell Roberts
24 januari

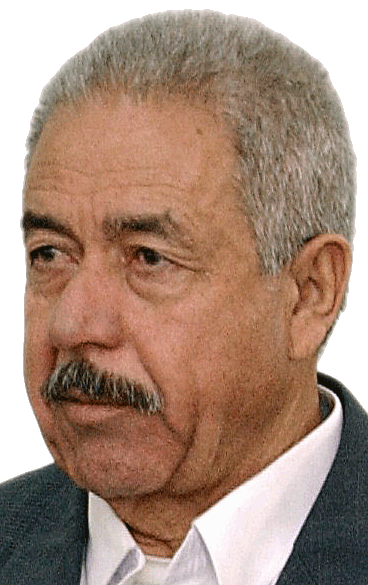
Ali Hassan al-Majid
25 januari

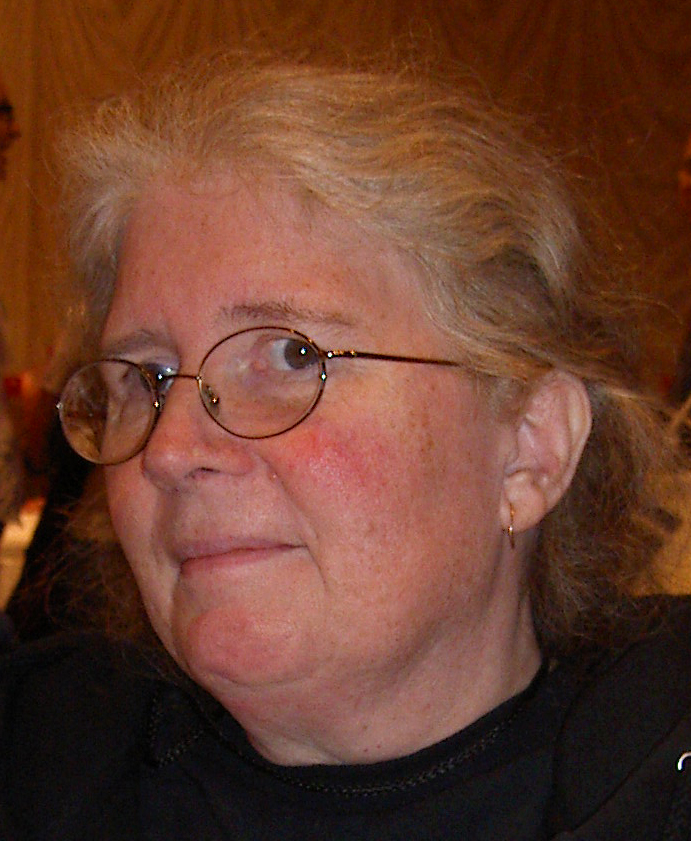
Kage Baker
31 januari

| 1 | 2 | 3 | 4 | 5 | 6 | 7 | 8 | 9 | 10 | 11 | 12 | 13 | 14 | 15 | 16 | 17 | 18 | 19 | 20 | 21 | 22 | 23 | 24 | 25 | 26 | 27 | 28 | 29 | 30 | 31 |
| - | - | - | - | - | - | - | - | - | -- | -- | -- | -- | -- | -- | -- | -- | -- | -- | -- | -- | -- | -- | -- | -- | -- | -- | -- | -- | -- | -- |

### 1 januari
- Cor Aaftink (75), Nederlands muziekproducent en tekstschrijver
- Jean Carroll (98), Amerikaans actrice[1]
- Periyasamy Chandrasekaran (52), Sri Lankaans politicus
- Michael Dwyer (58), Iers journalist
- Alfredo Mario Espósito Castro (82), Argentijns bisschop
- Sergio Messen (60), Chileens voetballer
- Freya von Moltke (98), Duits verzetsstrijdster
- Tetsuo Narikawa (65), Japans acteur
- Marlene Neubauer-Woerner (91), Duits beeldhouwer
- Tan Sri Mohamed Rahmat (71), Maleisisch politicus
- Lhasa de Sela (37), Mexicaans-Amerikaans singer-songwriter
- Faisal Bin Shamlan (75), Jemenitisch politicus
- John Shelton Wilder (88), Amerikaans politicus

### 2 januari
- Hannie Pollmann-Zaal (57), Nederlands ambassadrice[2]

### 3 januari
- Gustavo Becerra-Schmidt (84), Chileens componist
- Gianni Bonichon (65), Italiaans bobsleeër
- Mary Daly (81), Amerikaans filosofe en theologe
- Michel Grandpierre (76), Frans politicus
- Lous Haasdijk (71), Nederlands omroepster, presentatrice en nieuwslezeres[3]
- Tibet (78), Frans striptekenaar

### 4 januari
- Sandro de América (64), Argentijns zanger
- Tony Clarke (68), Brits musicus en muziekproducent
- Donal Donnelly (78), Iers acteur
- Hywel Teifi Edwards (75), Welsh schrijver
- Johan Ferrier (99), Surinaams politicus
- Tsutomu Yamaguchi (93), Japans ingenieur die zowel de atoombom op Hiroshima als die op Nagasaki overleefde

### 5 januari
- Beverly Aadland (67), Amerikaans actrice
- Franz Bartzsch (62), Duits muzikant, zanger en componist
- Gisela Kraft (73), Duits schrijfster
- Bernard Le Nail (63), Bretoens publicist
- Willie Mitchell (82), Amerikaans muziekproducent
- Kenneth Noland (85), Amerikaans kunstschilder
- Courage Quashigah (62), Ghanees politicus
- Sander Simons (47), Nederlands nieuwslezer, journalist, communicatieadviseur en publicist[4]
- George Syrimis (88), Cypriotisch politicus
- Toni Tecuceanu (37), Roemeens acteur
- Gerard Van De Steene (87), Belgisch wielrenner
- Cornelius van Velsen (88), Nederlands affichekunstenaar[5]

### 6 januari
- Manuel Falces (57), Spaans fotograaf
- George Leonard (86), Amerikaans schrijver en opvoedkundige
- Graham Leonard (88), Brits geestelijke
- Ivan Medek (84), Tsjechisch journalist
- Beniamino Placido (80), Italiaans journalist
- Bruno Roy (66), Canadees schrijver

### 7 januari
- Herpert van Foreest (74), Nederlands militair
- Erlend van der Hagen (76), Nederlands topman (Nutricia/Numico)[6]
- Stephen Huneck (60), Amerikaans houtsnijder
- Alex Parker (74), Schots voetballer
- Donald Edmond Pelotte (64), Amerikaans bisschop
- Philippe Séguin (66), Frans politicus

### 8 januari
- Kamel Aouis (57), Algerijns voetballer
- Piero De Bernardi (83), Italiaans scenarioschrijver
- Tony Halme (47), Fins professioneel worstelaar, bokser, politicus, filmacteur, schrijver en zanger
- Radovan Ivsic (47), Kroatisch dichter en theaterauteur[7]
- Eugenie Kain (49), Oostenrijks schrijfster
- Otmar Suitner (87), Oostenrijks dirigent
- Amir Vahedi (48), Iraans pokerspeler[8]

### 9 januari
- Amélété Abalo (47), Togolees voetballer en voetbaltrainer
- Christopher Shaman Abba (74), Nigeriaans bisschop
- Artur Beul (94), Zwitsers componist
- Gerard van Grieken (74), Nederlands beeldend kunstenaar[9]
- Per N. Hagen (73), Noors politicus
- Fatimah Hashim (85), Maleisisch politicus
- Slavka Maneva (75), Macedonisch schrijfster
- Diether Posser (87), Duits politicus
- Armand Gaétan Razafindratandra (84), Malagassisch aartsbisschop en kardinaal
- Pierre Wijnnobel (93), Nederlands componist, tekstdichter en musicus[10]

### 10 januari
- Mina Bern (98), Amerikaans toneelspeelster[11]
- Wien van den Brink (64), Nederlands vakbondsbestuurder en politicus[12]
- Bert Bushnell (88), Brits olympisch roeikampioen
- Roger De Corte (86), Belgisch wielrenner
- Dick Johnson (84), Amerikaans jazzsaxofonist
- Jan de Koning (72), Nederlands politicus
- Nadav Levitan (64), Israëlisch filmregisseur en scenarioschrijver
- Mano Solo (46), Frans zanger[13]
- Torbjørn Yggeseth (75), Noors schansspringer

### 11 januari
- Juliet Anderson (71), Amerikaans pornoactrice
- Georgi Garanjan (75), Russisch jazzmuzikant
- Miep Gies (100), Nederlands verzetsstrijdster[14]
- Esther Gorintin (96), Frans actrice
- Bob Noorda (82), Nederlands designer[15]
- Éric Rohmer (89), Frans regisseur
- Joe Rollino (104), Amerikaans krachtpatser[16]
- Dennis Stock (81), Amerikaans fotograaf[17]

### 12 januari
- Georges Anglade (65), Haïtiaans schrijver, geograaf en politicus
- Hédi Annabi (65), Tunesisch hoofd van de vredesmissie van de VN
- Zilda Arns (75), Braziliaans kinderarts
- Massud Ali-Mohammadi (49), Iraans atoomgeleerde
- Daniel Bensaïd (63), Frans filosoof
- Ken Colbung (78), West-Australische leider van de Bibbulman Nyungah Aborigines
- Brian Damage (46), Amerikaans drummer
- Joseph Serge Miot (63), Haïtiaans aartsbisschop
- Henny van Voskuylen (68), Nederlands musicus[18]
- Yabby You (63), Jamaicaans reggaemuzikant

### 13 januari
- François Gerbaud (82), Frans politicus
- Rein Matrona (71), Nederlands/Surinaams zanger[19]
- Bill Moss (76), Brits autocoureur
- Teddy Pendergrass (59), Amerikaans zanger en componist[20]
- Jay Reatard (29), Amerikaans punkmuzikant
- Petra Schürmann (74), Duits televisiepresentatrice[21]
- Tommy Sloan (84), Schots voetballer
- Ed Thigpen (79), Amerikaans drummer
- Adrianus van 't Verlaat (91), Nederlands burgemeester
- Edgar Vos (78), Nederlands modeontwerper[22]

### 14 januari
- Bobby Charles (71), Amerikaans singer-songwriter
- Antonio Fontán (86), Spaans politicus en journalist
- Henk Neuman (83), Nederlands journalist
- P.K. Page (93), Canadees dichter
- Andrés Pazos (65), Uruguayaans-Spaans acteur
- Katharina Rutschky (68), Duits pedagoge
- Antonio Vilaplana Molina (83), Spaans bisschop

### 15 januari
- Asim Butt (38), Pakistaans kunstenaar
- Bahman Jalali (65), Iraans fotograaf
- Detlev Lauscher (57), Duits voetballer
- Marshall Nirenberg (82), Amerikaans Nobelprijswinnaar geneeskunde

### 16 januari
- Alexandre Hébert (88), Frans syndicalist
- Felice Quinto (80), Italiaans fotograaf[23]
- Nora Salomons (64), Nederlands politica[24]
- Takumi Shibano (83), Japans sciencefictionschrijver
- Carl Smith (82), Amerikaans countryzanger

### 17 januari
- Kurt Bartsch (72), Duits schrijver
- Jyoti Basu (95), Indiaas politicus
- Michalis Papakonstandinou (91), Grieks politicus
- Karel Roskam (78), Nederlands radiocommentator[25]
- Erich Segal (72), Amerikaans schrijver[26]

### 18 januari
- Bibeb (95), Nederlands journaliste[27]
- Willem Bijsterbosch (54), Nederlands auteur[28]
- Lino Grava (82), Italiaans voetballer
- Kate McGarrigle (63), Canadees folkzangeres
- Robert B. Parker (77), Amerikaans auteur
- Josephus Tethool (75), Indonesisch bisschop
- Werner Theunissen (67), Nederlands muzikant en componist[29]
- Ursula Vian-Kübler (84), Zwitsers danseres en actrice

### 19 januari
- Herman Krikhaar (79), Nederlands kunstschilder en galeriehouder[30]
- Panajot Pano (70), Albanees voetballer
- Cerge Remonde (51), Filipijns journalist en presidentieel woordvoerder
- Abraham Sutzkever (96), Pools-Israëlisch dichter en verzetsstrijder

### 20 januari
- Arjen Grolleman (37), Nederlands radio-dj en voice-over[31]
- Calvin Maglinger (85), Amerikaans kunstschilder
- Jack Parry (86), Welsh voetballer
- Lynn Taitt (75), Jamaicaans muzikant, afkomstig uit Trinidad

### 21 januari
- Lawrence Garfinkel (88), Amerikaans epidemioloog
- Jacques Martin (88), Frans striptekenaar
- Camille Maurane (98), Frans baritonzanger
- Guillermo Abadía Morales (97), Colombiaans etnoloog
- Heinz Rosenbauer (71), Duits politicus
- Jef Smeets (82), Belgisch politicus

### 22 januari
- Apache (45), Amerikaans rapper
- Mahmud Iskandar (77), Maleisisch monarch
- Jennifer Lyn Jackson (40), Amerikaans model[32]
- Andrew Lange (52), Amerikaans astrofysicus
- Jean Simmons (80), Engels-Amerikaans actrice[33]
- Luca Vuerich (34), Italiaans klimmer
- Dolf Zwerver (77), Nederlands kunstschilder

### 23 januari
- Quinto Bertoloni (83), Italiaans voetballer
- Maxime Leroux (58), Frans acteur
- Roger Pierre (86), Frans acteur
- Earl Wild (94), Amerikaans pianist en componist

### 24 januari
- Lawrence Aloysius Burke (77), Jamaicaans aartsbisschop
- Robert Mosbacher (82), Amerikaans politicus
- Leonid Netsjajev (70), Russisch regisseur
- Pernell Roberts (81), Amerikaans acteur[34]
- Ghazali Shafie (87), Maleisisch politicus

### 25 januari
- Orlando Cole (101), Amerikaans celloleraar
- Ali Hassan al-Majid (Ali Chemicali) (68), Iraaks generaal en politicus
- Ivan Prenđa (70), Kroatisch aartsbisschop
- Frans Veldman (89), Nederlands fysiotherapeut, grondlegger van de haptonomie

### 26 januari
- Louis Auchincloss (92), Amerikaans schrijver
- Juliusz Bardach (95), Pools historicus
- Geoffrey Burbidge (84), Amerikaans astronoom
- Dag Frøland (64), Noors zanger en komiek
- Götz Kauffmann (61), Oostenrijks acteur
- Julio César Mármol (72), Venezolaans regisseur en scenarioschrijver
- Paul Verdzekov (79), Kameroens aartsbisschop

### 27 januari
- Lee Archer (90), Amerikaans piloot
- Shirley Collie (78), Amerikaans countryzangeres
- Marian Grześczak (75), Pools dichter
- Yiannis Marditsis (76), Grieks voetballer
- Zelda Rubinstein (76), Amerikaans actrice[35]
- J.D. Salinger (91), Amerikaans schrijver
- Ajmer Singh (69), Indiaas olympisch atleet
- Howard Zinn (87), Amerikaans historicus

### 28 januari
- Eduardo Catalano (92), Argentijns architect
- José Eugênio Corrêa (95), Braziliaans bisschop
- Alistair Hulett (57), Schots-Australisch folkzanger
- Wilfried Kirschl (79), Oostenrijks kunstschilder
- Ömer Uluç (79), Turks kunstschilder

### 29 januari
- Jevgeni Agranovitsj (91), Russisch dichter en schrijver
- Max Binder (98), Duits politicus
- Jan van Burg (85), Nederlands politicus
- Ralph McInerny (80), Amerikaans auteur
- Ram Niwas Mirdha (85), Indiaas politicus
- Karen Schmeer (39), Amerikaans filmeditor
- Zahid Sheikh (60), Pakistaans hockeyspeler

### 30 januari
- Ruth Cohn (97), Duits psychotherapeute
- Sølve Grotmol (70), Noors sportcommentator
- Jackie Newton (84), Engels voetballer
- Carrie de Swaan (63), Nederlands documentairemaker[36]
- Tan Eng Yoon (82), Singaporees atleet[37]

### 31 januari
- Kage Baker (57), Amerikaans schrijfster
- Pauly Fuemana (40), Nieuw-Zeelands zanger
- Viktor Kaisiëpo (61), West-Papoeaans politiek activist[38]
- Tomás Eloy Martínez (75), Argentijns schrijver
- Giulio Petroni (92), Italiaans regisseur
- Tan Eng Yoon (82), Singaporees olympisch atleet[39]
- Pierre Vaneck (78), Frans acteur
- Jos Van Kerckhoven (88), Belgisch burgemeester

## Februari

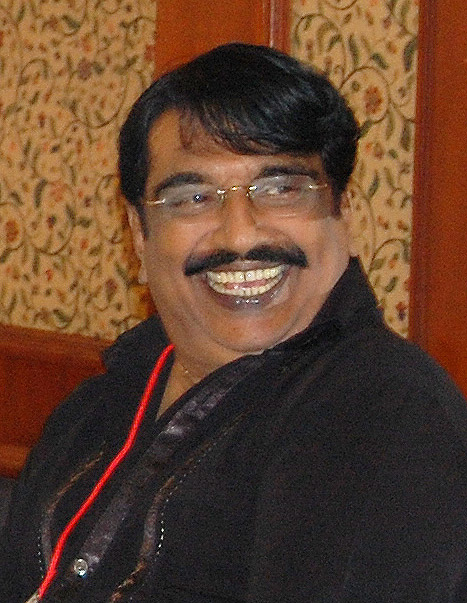
Cochin Haneefa
2 februari

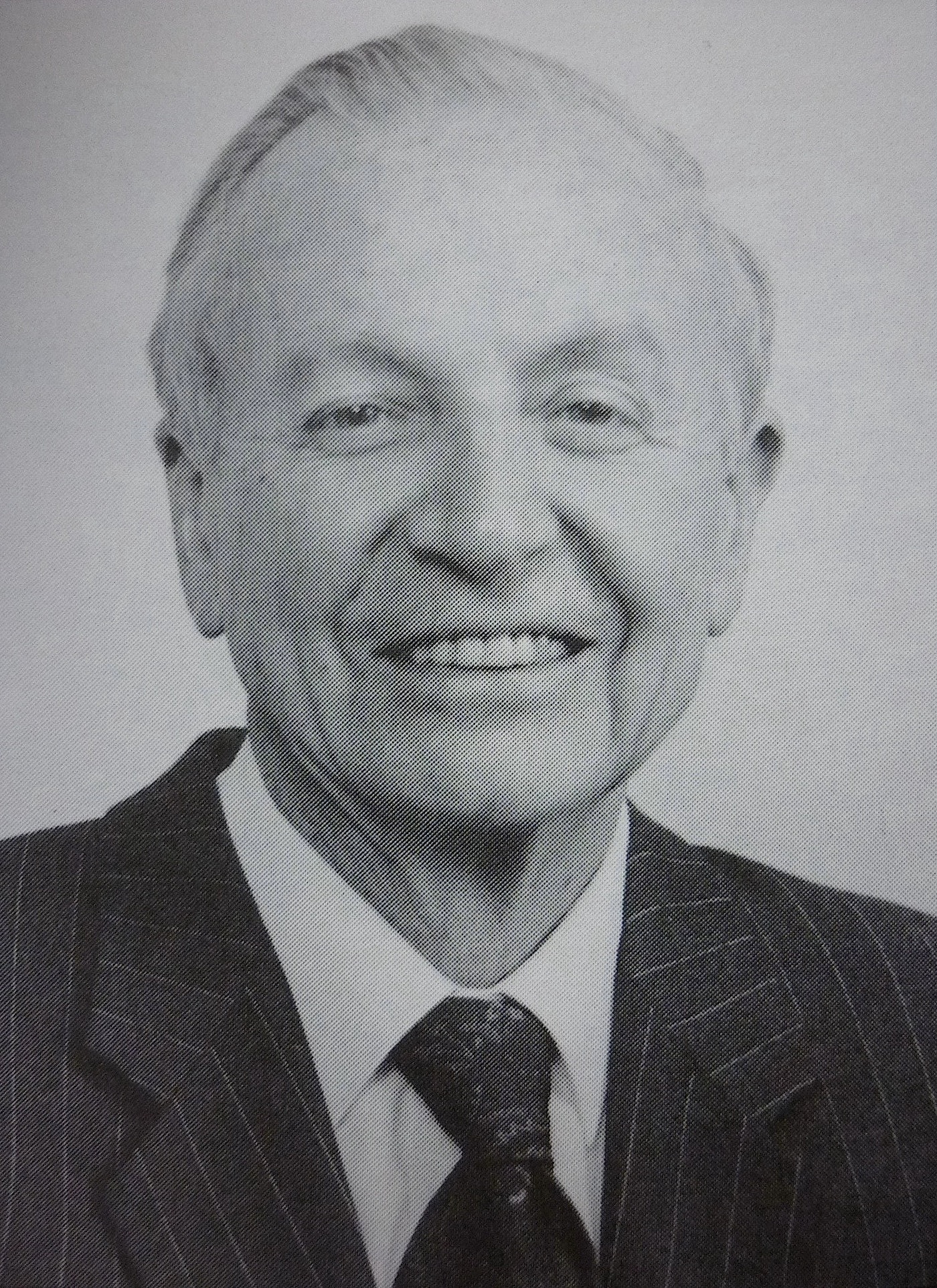
Harry Schwarz
5 februari

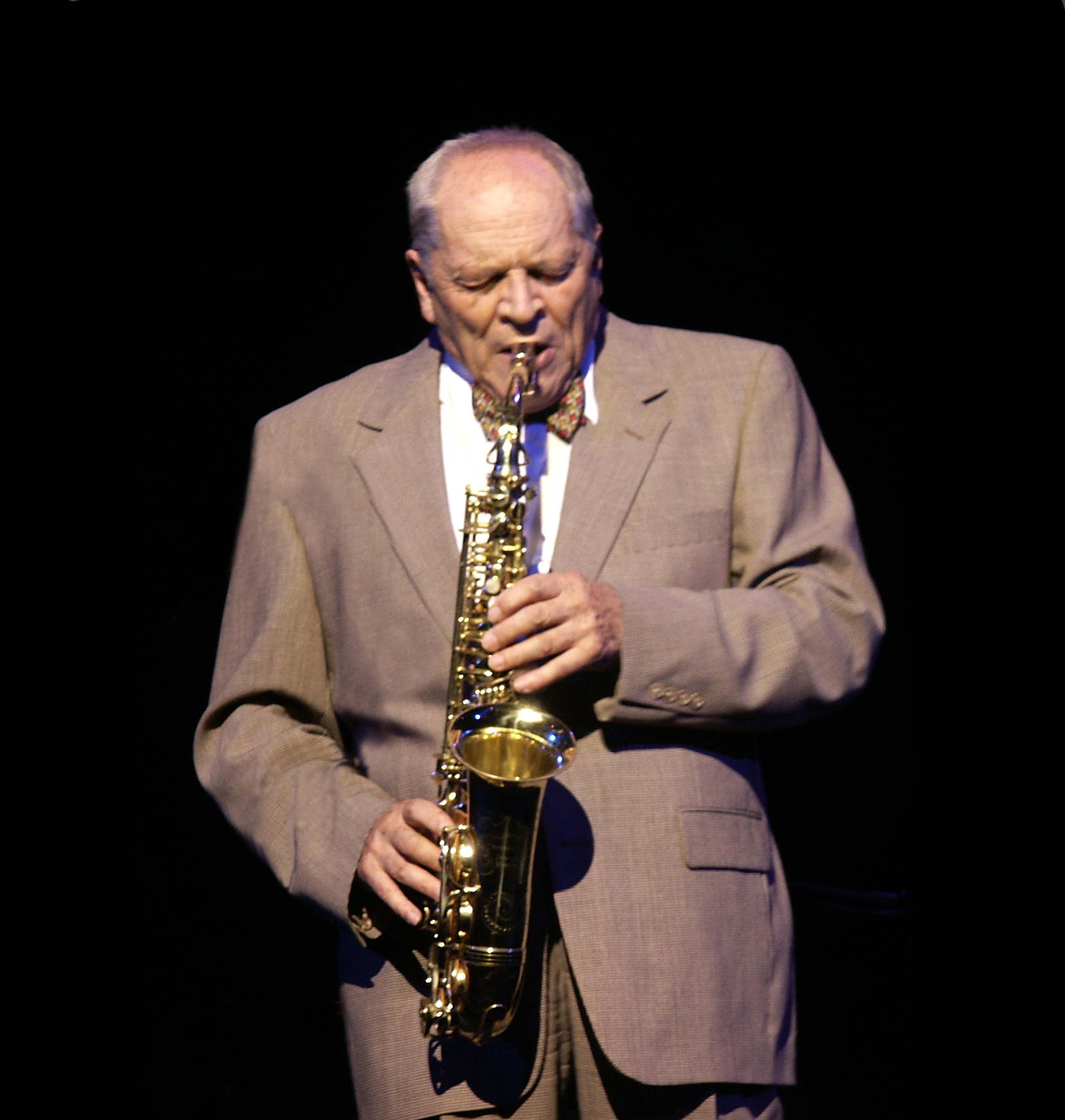
John Dankworth
6 februari

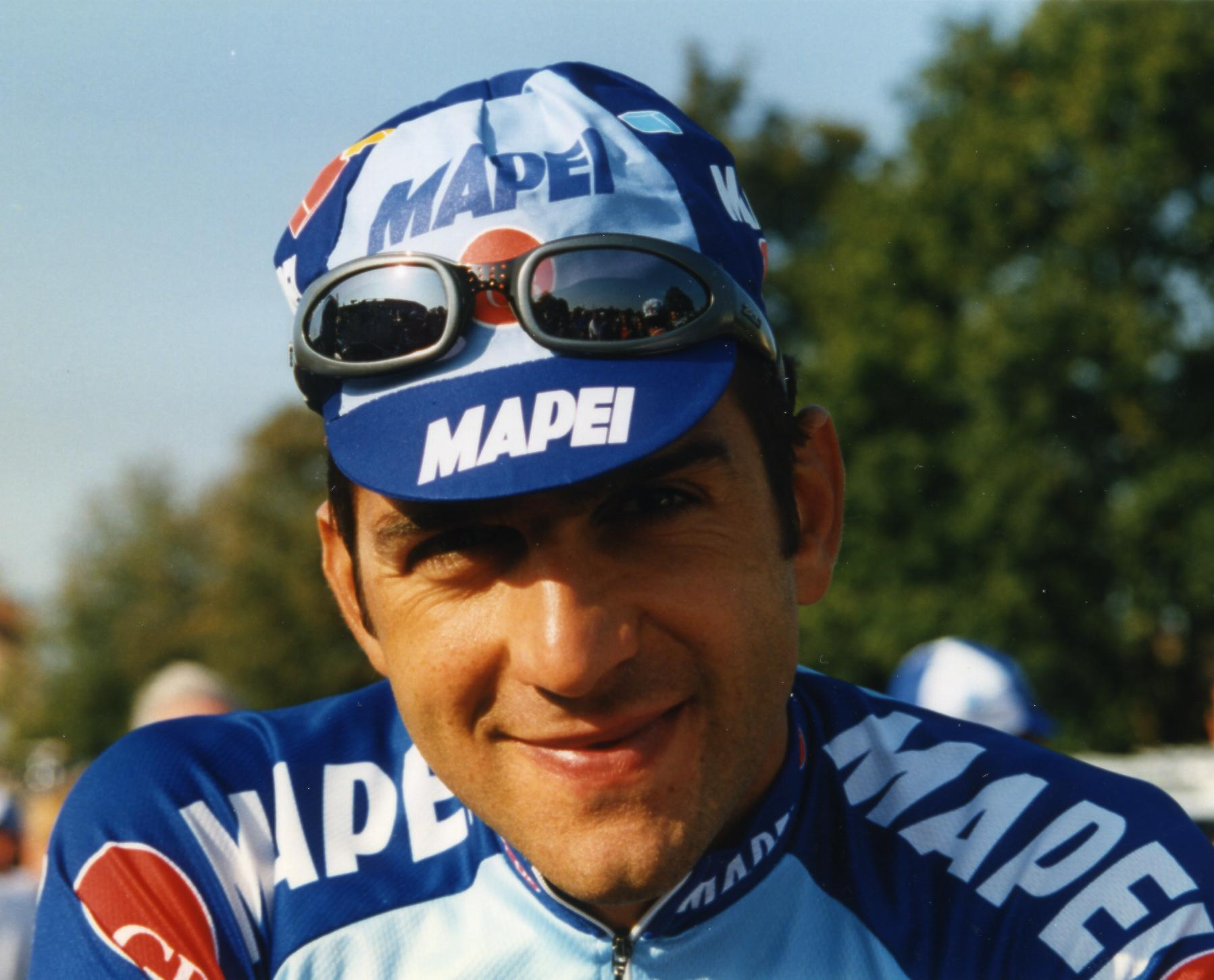
Franco Ballerin
7 februari

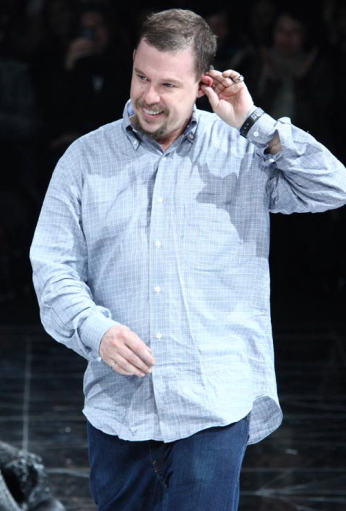
Alexander McQueen
11 februari

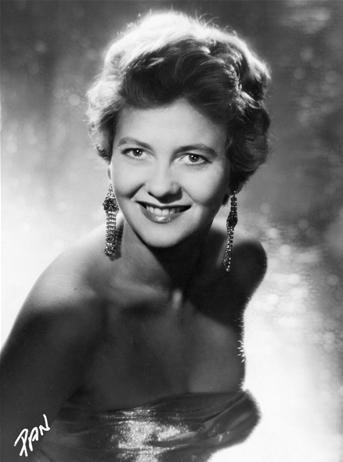
Grethe Sønck
12 februari

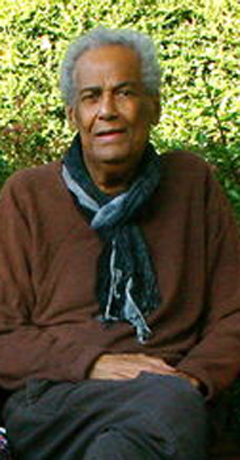
Cy Grant
13 februari

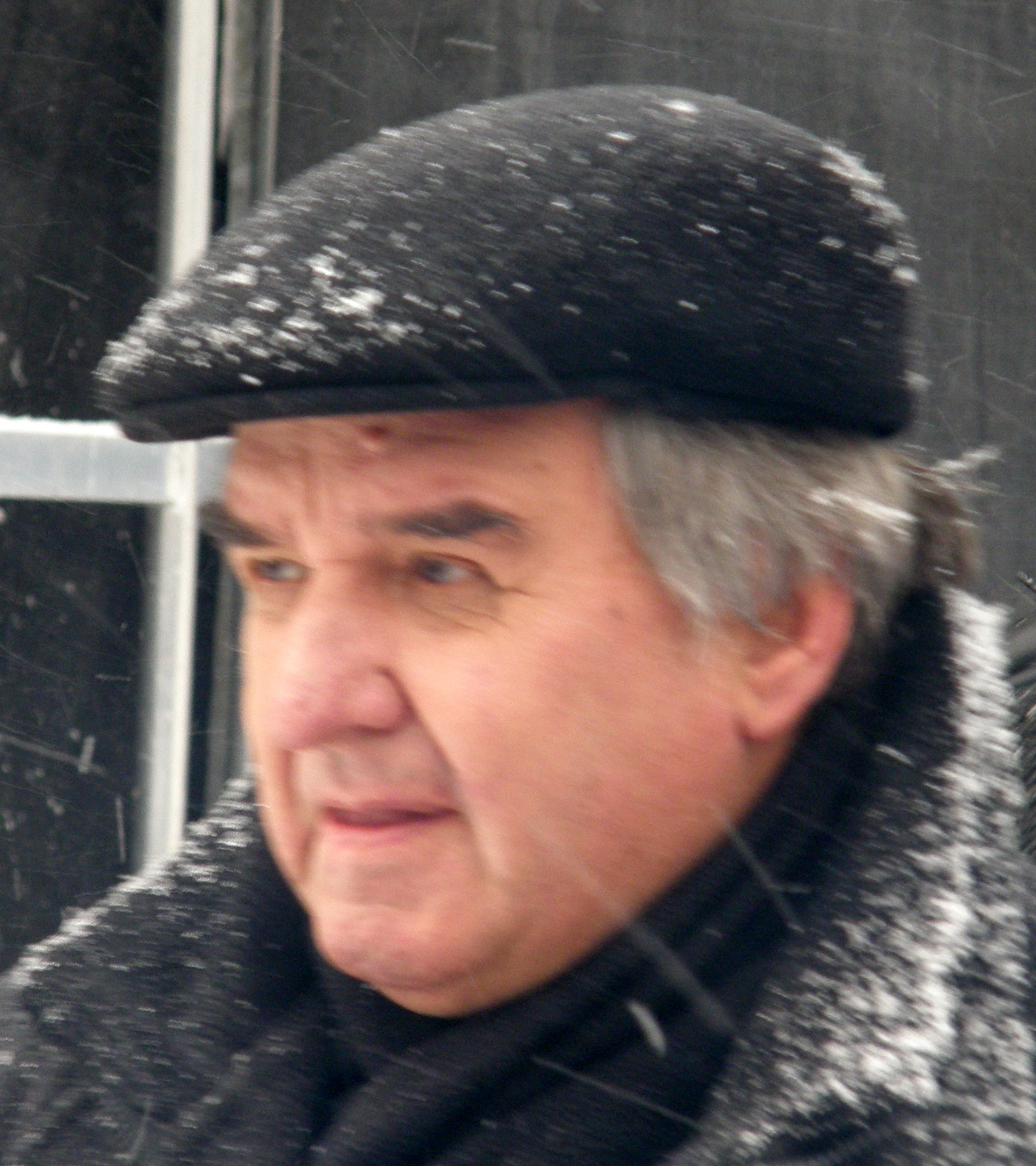
Linnart Mäll
14 februari

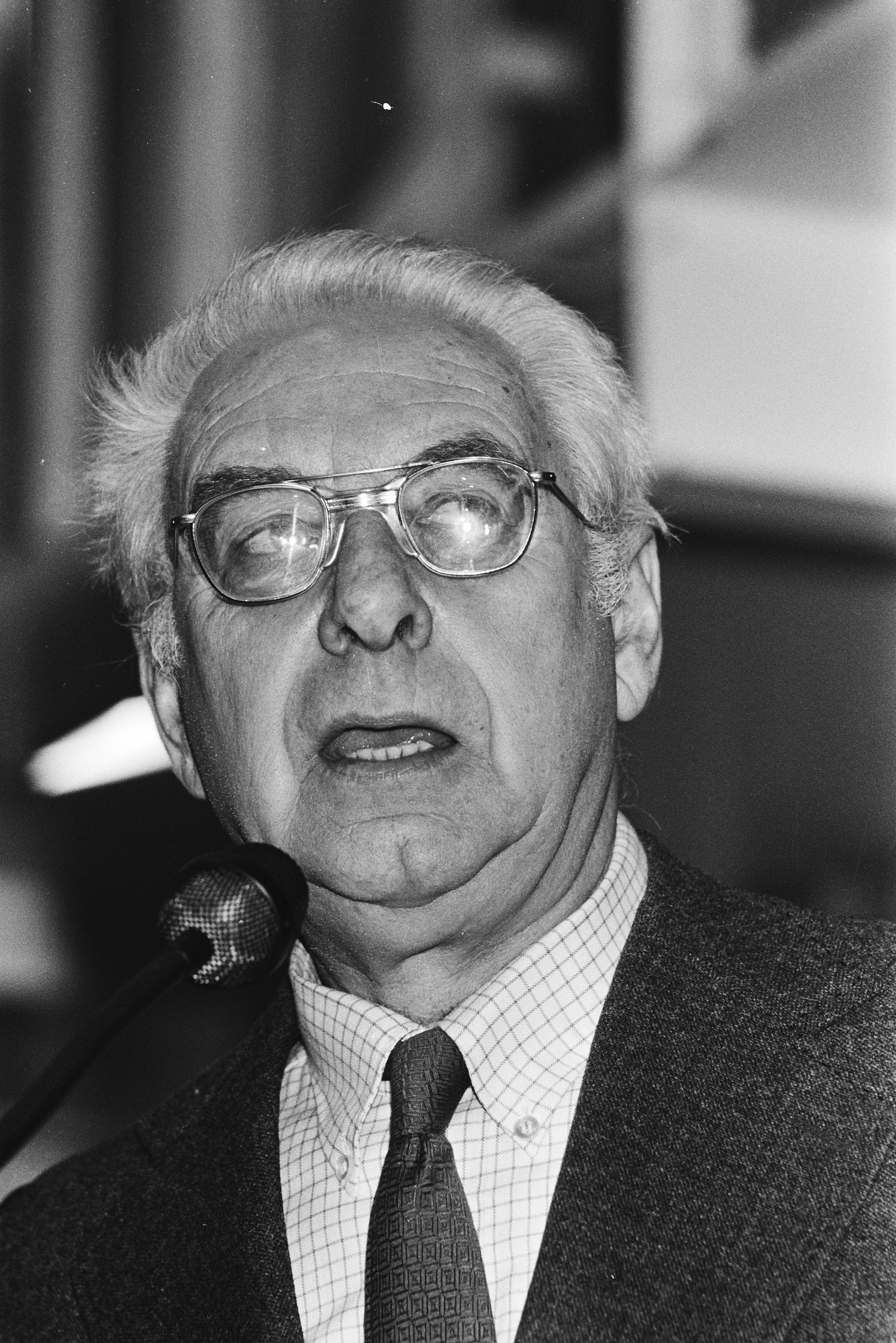
Jan Pen
14 februari

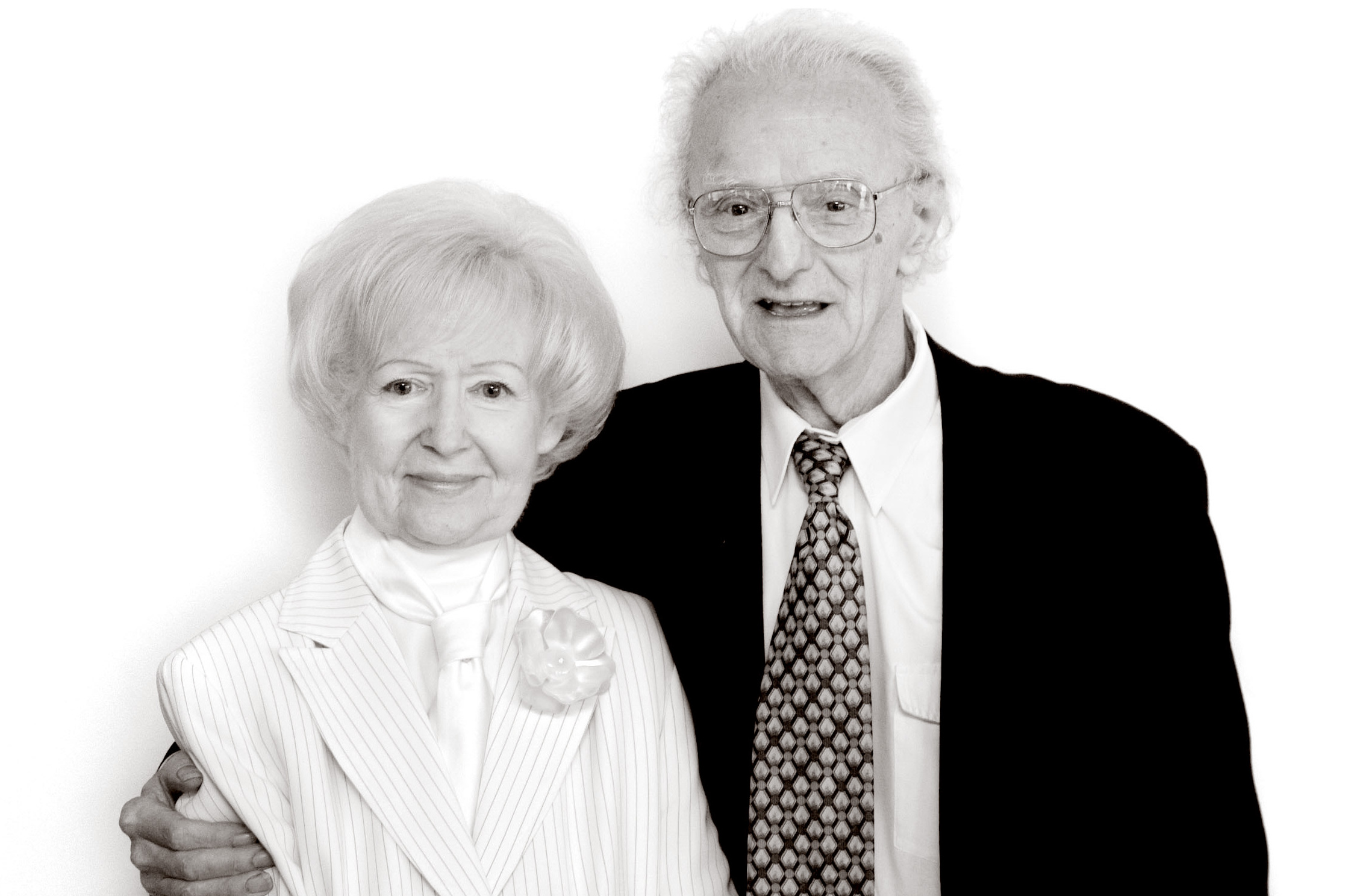
Bob Davidse (r)
16 februari

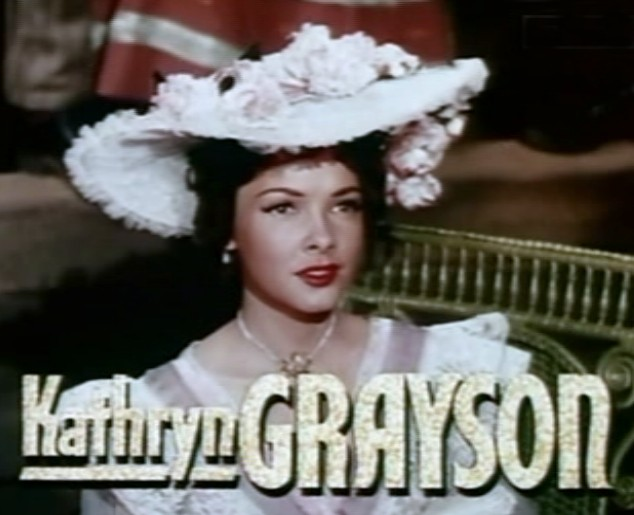
Kathryn Grayson
17 februari

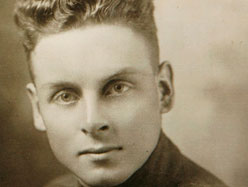
John Babcock
18 februari

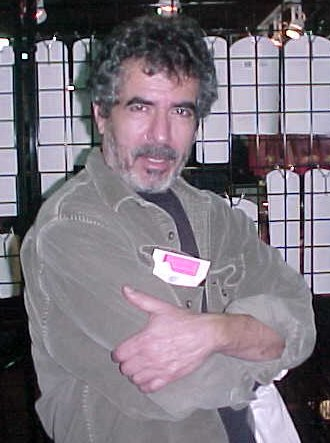
Jamie Gillis
19 februari

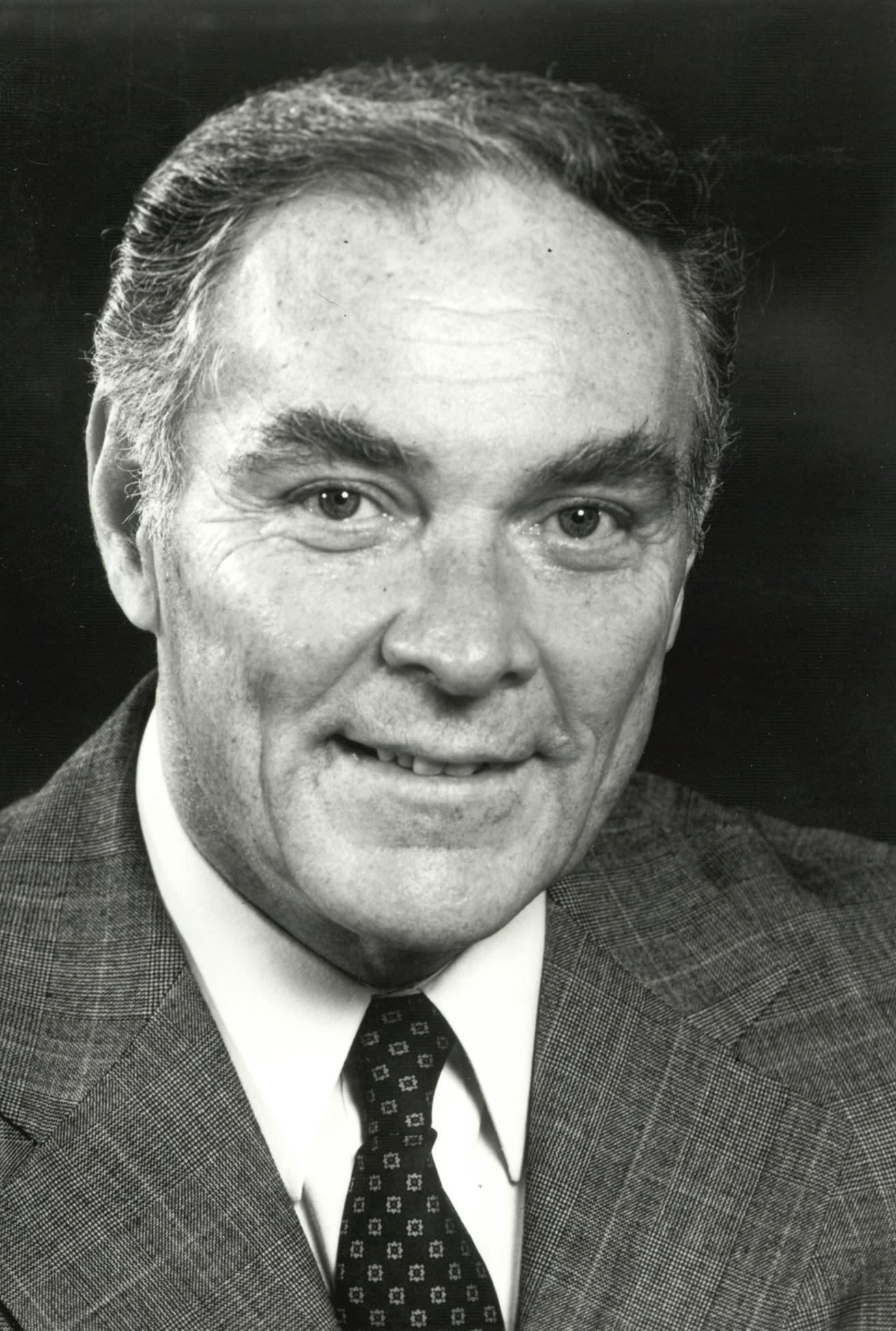
Alexander Haig
20 februari

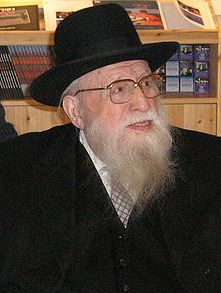
Menachem Porush
21 februari

| 1 | 2 | 3 | 4 | 5 | 6 | 7 | 8 | 9 | 10 | 11 | 12 | 13 | 14 | 15 | 16 | 17 | 18 | 19 | 20 | 21 | 22 | 23 | 24 | 25 | 26 | 27 | 28 |
| - | - | - | - | - | - | - | - | - | -- | -- | -- | -- | -- | -- | -- | -- | -- | -- | -- | -- | -- | -- | -- | -- | -- | -- | -- |

### 1 februari
- David Brown (93), Amerikaans filmproducer
- Steingrímur Hermannsson (81), IJslands premier
- Azzedine Laraki (80), Marokkaans eerste minister
- Justin Mentell (27), Amerikaans acteur
- Jaap van der Poll (95), Nederlands atleet

### 2 februari
- Ben Akkerman (89), Nederlands kunstenaar[40]
- Cochin Haneefa (58), Indiaas filmacteur, filmregisseur en scenarioschrijver
- Eustace Mullins (86), Amerikaans essayist
- Nelli Sjkolnikova (82), Oekraïens violiste
- Raymond Wang Chong Lin (88), Chinees bisschop

### 3 februari
- Jacques De Grave (67), Belgisch politicus
- John McCallum (91), Australisch acteur en geestelijk vader van Skippy[41]
- Gil Merrick (88), Engels voetballer[42]
- Regina van Saksen-Meiningen (85), Duits prinses
- Elazar ben Tsedaka (83), Samaritaans-Israëlisch hogepriester
- Georges Wilson (88), Frans acteur

### 4 februari
- Kostas Axelos (85), Grieks filosoof
- Tomás Mac Giolla (85), Iers politicus
- Phillip Martin (83), Amerikaans Indianenleider
- Joseph Ignace Randrianasolo (62), Malagassisch bisschop
- Allan Wicks (86), Engels organist[43]

### 5 februari
- Ian Carmichael (89), Brits acteur
- Galimzjan Choesainov (72), Russisch voetballer
- Clarke Scholes (79), Amerikaans zwemmer
- Harry Schwarz (85), Zuid-Afrikaans anti-apartheidsleider

### 6 februari
- Albert Booth (82), Engels politicus
- John Dankworth (82), Brits jazzsaxofonist
- Ernest van der Eyken (96), Belgisch dirigent-componist
- Jan Jongepier (66), Nederlands handballer[44]
- Theo Mols (81), Nederlands glazenier, mozaïekkunstenaar, schilder, tekenaar en textielkunstenaar

### 7 februari
- Franco Ballerini (45), Italiaans wielrenner
- Bobby Dougan (83), Schots voetballer
- André Kolingba (73), Centraal-Afrikaans president
- Mihailo Marković (86), Servisch filosoof
- William Tenn (89), Amerikaans sciencefictionschrijver
- Farroechi Qosim (61), Tadzjieks toneelspeler, -schrijver en -regisseur

### 8 februari
- Eduardo de Carvalho (47), Oost-Timorees politicus
- Jean-Jacques Delmas (71), Frans politicus
- Angelo Franzosi (88), Italiaans voetballer
- David Froman (71), Amerikaans acteur
- Antonio Giolitti (94), Italiaans politicus
- James Heuga (66), Amerikaans skiër
- Erich Meier (74), Duits voetballer
- Anna Samochina (47), Russisch actrice
- Krzysztof Skubiszewski (83), Pools minister
- Isidoor Van de Wiele (85), Belgisch atleet

### 9 februari
- Davy Coenen (29), Belgisch mountainbiker
- Malcolm Davies (57), Brits hoogleraar
- Alfred Gregory (96), Brits klimmer en fotograaf
- Jan Michielsen (70), Nederlands kunstschilder en graficus
- Walter Frederick Morrison (90), Amerikaans uitvinder

### 10 februari
- Joseph Azran (68), Israëlisch opperrabbijn en politicus
- Gabriela Konevska-Trajkovska (38), Macedonisch politica
- Orlando Peçanha de Carvalho (74), Braziliaans voetballer
- José Joaquín Trejos Fernández (93), Costa Ricaans president
- Edoeard Vinokoerov (68), Kazachs sabelschermer
- Charlie Wilson (76), Amerikaans politicus

### 11 februari
- Irina Archipova (85), Russisch operazangeres
- Roman Dmitrijev (62), Russisch worstelaar
- Brian Godfrey (70), Welsh voetballer
- Mona Hofland (80), Noors actrice
- Bo Holmberg (67), Zweeds politicus
- Jim Janssen van Raaij (77), Nederlands advocaat en politicus[45]
- Alexander McQueen (40), Brits modeontwerper[46]
- Caroline McWilliams (64), Amerikaans actrice[47]
- Joeri Sevidov (65), Russisch voetballer

### 12 februari
- Petar Borota (57), Servisch voetballer
- Jake Hanna (78), Amerikaans jazzdrummer
- Nodar Koemaritasjvili (21), Georgisch rodelaar[48]
- Werner Krämer (70), Duits voetballer
- Luis Molowny (84), Spaans voetballer
- Willie Polland (75), Schots voetballer
- Erwin Ross (83), Duits afficheschilder
- Grethe Sønck (80), Deens actrice

### 13 februari
- Lucille Clifton (73), Amerikaans dichter
- Ken Emerson (80), Australisch cartoonist
- Cy Grant (90), Brits acteur[49]
- Dale Hawkins (73), Amerikaans zanger
- Rob Hazelhoff (79), Nederlands bankier, oud-topman ABN AMRO[50]
- Raymond Mason (87), Engels beeldhouwer
- Roger Vannieuwenhuyze (83), Belgisch politicus

### 14 februari
- Doug Fieger (57), Amerikaans singer-songwriter
- Dick Francis (89), Brits jockey en schrijver
- Jean Kickx (91), Belgisch politicus
- Linnart Mäll, (71), Estisch historicus en oriëntalist[51]
- Jan Pen (88), Nederlands econoom[52]

### 15 februari
- Maurizio Balocchi (67), Italiaans politicus
- Jan de Boer (98), Nederlands natuurkundige en hoogleraar
- Juan Carlos González (85), Uruguayaans voetballer
- Ian Gray (46), Australisch voetballer
- Washington Luiz de Paula (57), Braziliaans voetballer
- Art Van Damme (89), Amerikaans jazzmuzikant
- Arnold Vogelaar (67), Nederlands burgemeester[53]

### 16 februari
- Franz Berding (94), Duits politicus
- Jim Bibby (65), Amerikaans honkballer
- Bob Davidse (89), Belgisch presentator
- Wan Chi Keung (53), Hongkongs voetballer en acteur
- Emilio Lavazza (78), Italiaans ondernemer

### 17 februari
- Roger-Émile Aubry (86), Zwitsers bisschop in Bolivia
- Arnold Beichman (96), Amerikaans politicoloog
- Giulio de Florian (74), Italiaans langlaufkampioen
- Makoto Fujita (76), Japans acteur
- Kathryn Grayson (88), Amerikaans actrice[54]
- Wolfram Lindner (68), Duits wielrenploegleider[55]
- Ignatius P. Lobo (90), Indiaas bisschop
- Ines Paulke (51), Duits rockzangeres en actrice[56]
- Witold Skaruch (80), Pools acteur

### 18 februari
- John Babcock (109), laatste Canadese veteraan van de Eerste Wereldoorlog
- George Bonello Dupuis (82), Maltees minister
- Alan Gordon (65), Schots voetballer
- Robert Pandraud (81), Frans politicus
- Ariel Ramírez (88), Argentijns componist

### 19 februari
- Jesús Díez del Corral (76), Spaans schaakgrootmeester
- Jamie Gillis (66), Amerikaans pornoster en pornofilmregisseur
- Bruno Gironcoli (73), Oostenrijks beeldhouwer
- Lionel Jeffries (83), Engels acteur
- Rafael Muñoz Núñez (85), Mexicaans bisschop
- Bull Verweij (100), Nederlands zakenman, mede-oprichter van Veronica[57]
- Mladen Veža (94), Kroatisch kunstschilder

### 20 februari
- Bobby Cox (76), Schots voetballer
- Johanna Dohnal (71), Oostenrijks feministe en politica
- Alexander Haig (85), Amerikaans militair en politicus
- Giovanni Pettenella (66), Italiaans wielrenner

### 21 februari
- Stefan Hormuth (60), Duits sociaal psycholoog
- Jacek Karpiński (83), Pools computerspecialist
- Bob Kommer (89), Nederlands audiovisueel pionier[58]
- Vladimir Motyl (82), Wit-Russisch filmregisseur
- Menachem Porush (93), Israëlisch rabbijn, journalist en politicus
- George Strickland (84), Amerikaans honkballer

### 22 februari
- Juan Angel Belda Dardiñá (83), Spaans bisschop
- Fred Chaffart (74), Belgisch ondernemer
- Zdena Frýbová (75), Tsjechisch schrijfster
- Ernesto Meléndez (70), Cubaans revolutionair en diplomaat
- Margret van Munster (89), Duits actrice
- Steffie Sidney-Splaver (74), Amerikaans actrice en schrijfster

### 23 februari
- Mervyn Jones (87), Engels schrijver
- Wyn Morris (81), Welsh dirigent
- Gerhardt Neef (63), Duits voetballer
- Bobby Smith (56), Schots voetballer
- Orlando Zapata Tamayo (42), Cubaans dissident
- Klaus Zechiel-Eckes (50), Duits historicus

### 24 februari
- Esther Castañeda (63), Peruviaans dichter

### 25 februari
- Ernst Beyeler (88), Zwitsers kunstverzamelaar
- İhsan Doğramacı (94), Turks arts
- Per Agne Erkelius (75), Zweeds schrijver
- Andrew Koenig (41), Amerikaans acteur
- Miloš Marković (63), Joegoslavisch waterpoloër
- John Bernard McDowell (88), Amerikaans bisschop
- Rafael de Penagos (85), Spaans acteur en dichter
- David Soyer (87), Amerikaans cellist
- Ad Snijders (80), Nederlands schilder, tekenaar, collagist en beeldhouwer
- Ahmet Vardar (73), Turks journalist

### 26 februari
- David Bankier (63), Israëlisch historicus
- Charles le Gai Eaton (88), Brits diplomaat van Zwitserse afkomst
- Oscar Obligacion (86), Filipijns acteur
- Jacques Polak (95), Nederlands econoom

### 27 februari
- Siep Arends (89), Nederlands radiopresentatrice
- Charlie Crowe (85), Engels voetballer
- Frans De Blaes (100), Belgisch kanoër
- Nanaji Deshmukh (93), Indiaas sociaal activist en politicus
- Vladislav Galkin (38), Russisch acteur
- Carlos Montemayor (62), Mexicaans schrijver en intellectueel
- Nathan Scott (94), Amerikaans tv- en filmcomponist
- Wendy Toye (92), Engels regisseur, choreografe en actrice
- T-Bone Wolk (58), Amerikaans bassist

### 28 februari
- Martin Benson (91), Engels acteur
- Adam Blacklaw (72), Schots voetballer
- Ninì Grassia (65), Italiaans regisseur
- Rose Gray (70), Engels topkok
- Chushiro Hayashi (89), Japans astrofysicus
- Jorge Villamil (80), Colombiaans componist

## Maart

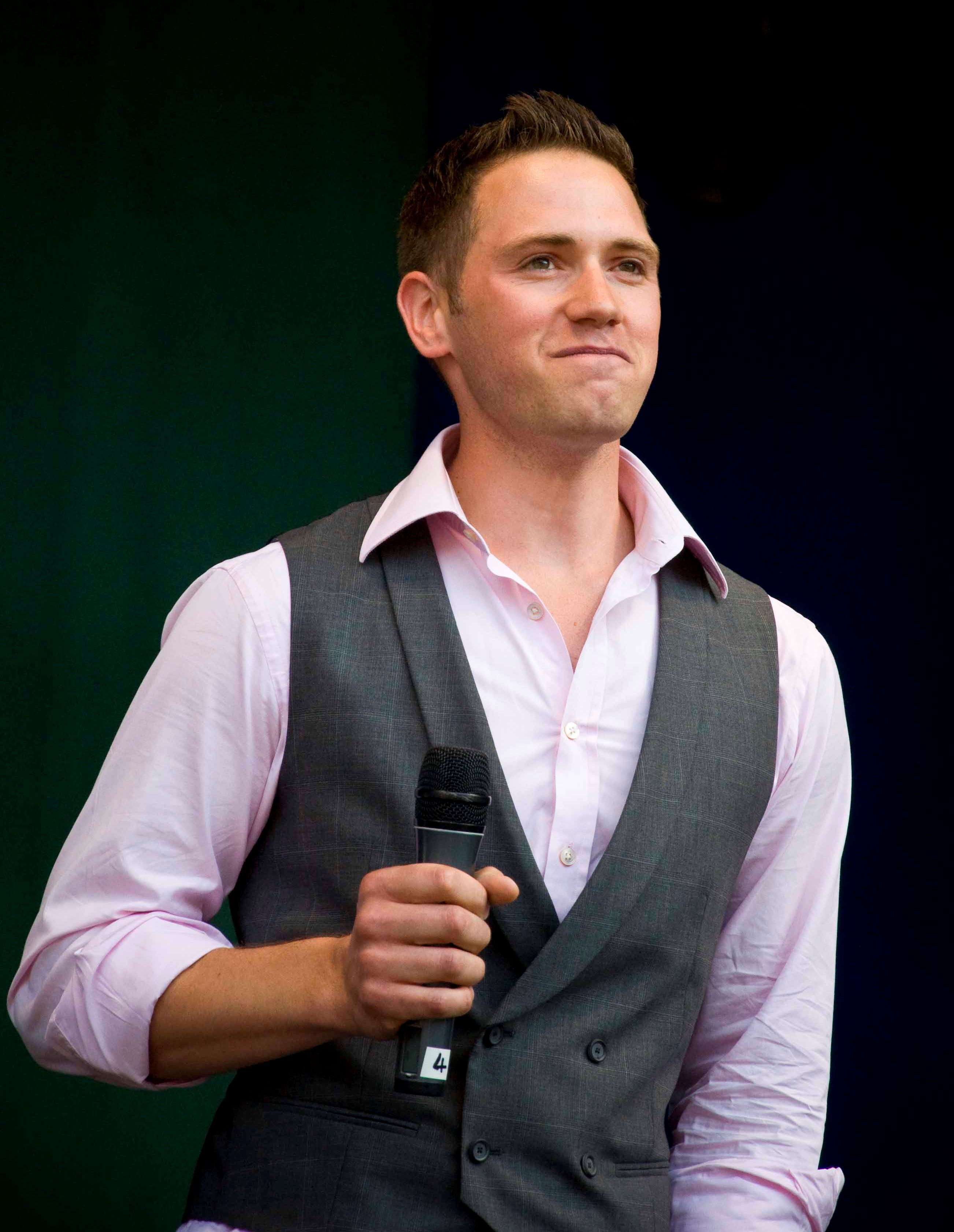
Kristian Digby
1 maart

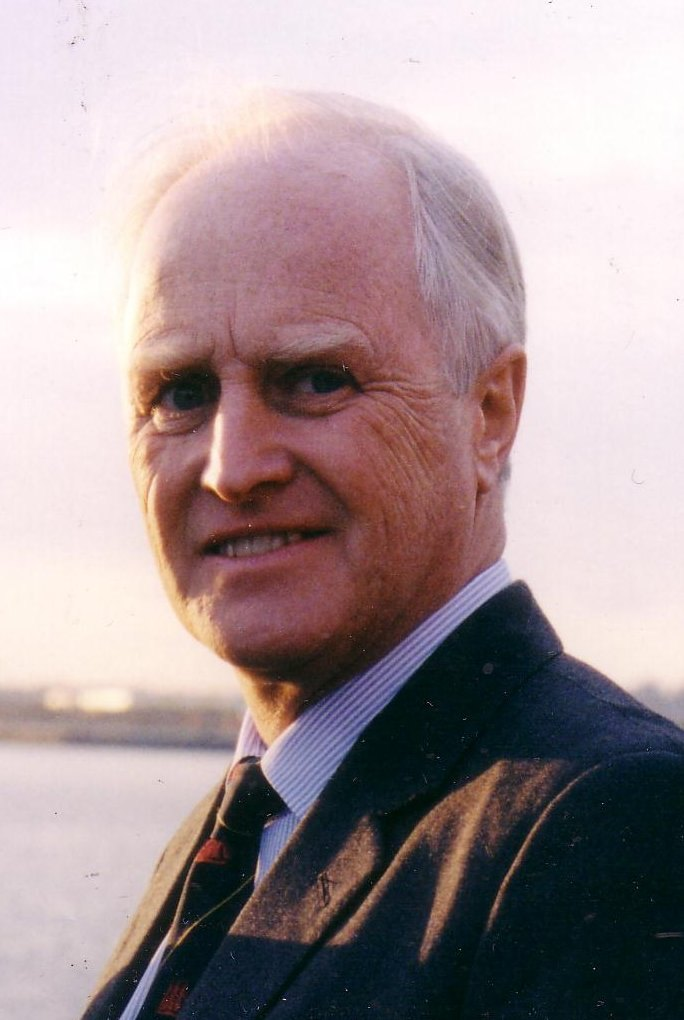
Winston Spencer-Churchill
2 maart

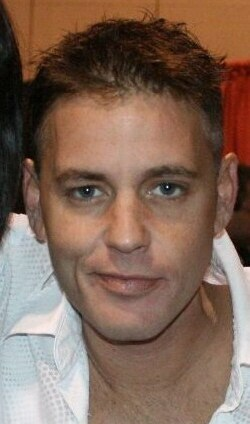
Corey Haim
10 maart

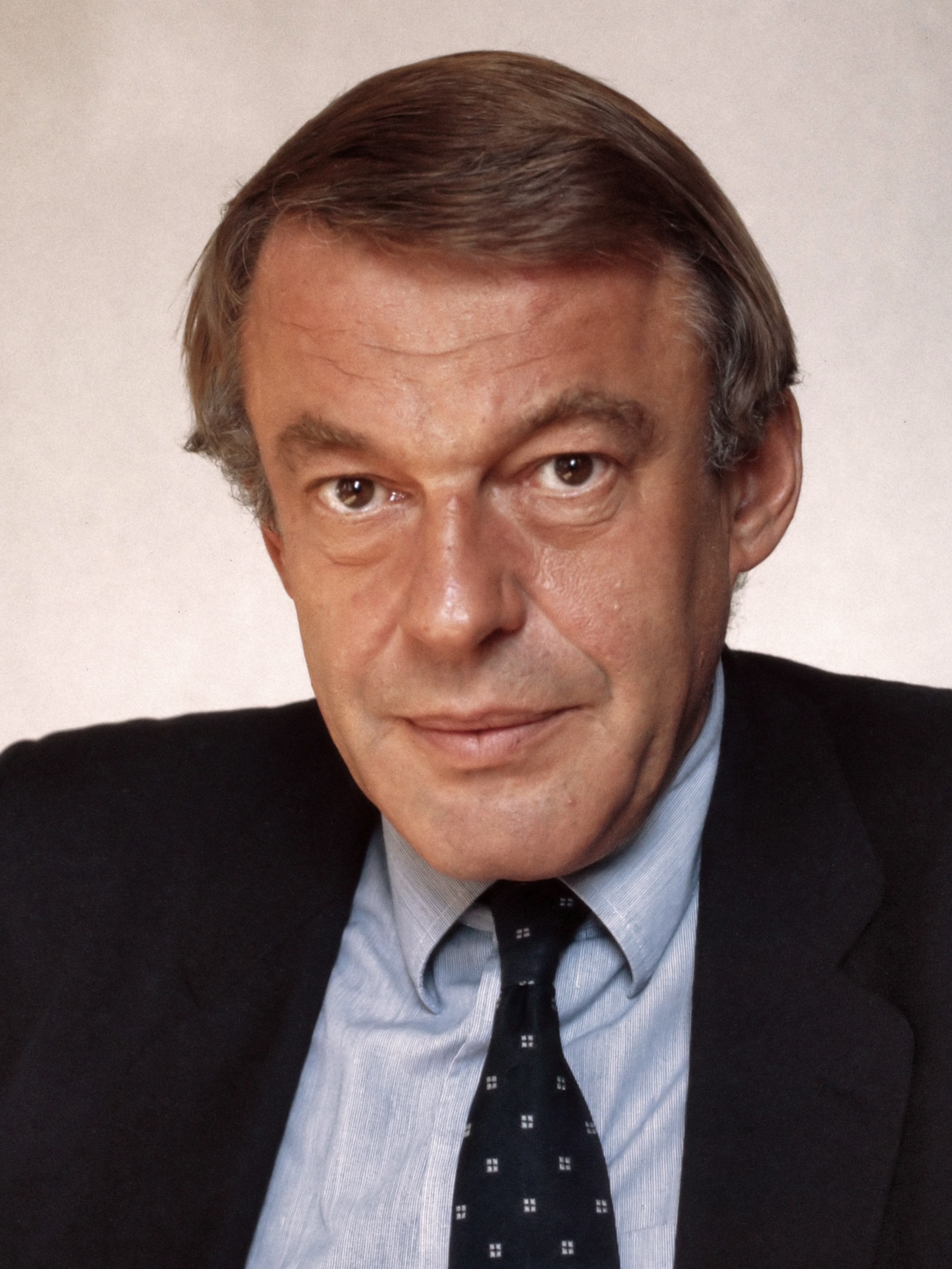
Hans van Mierlo
11 maart

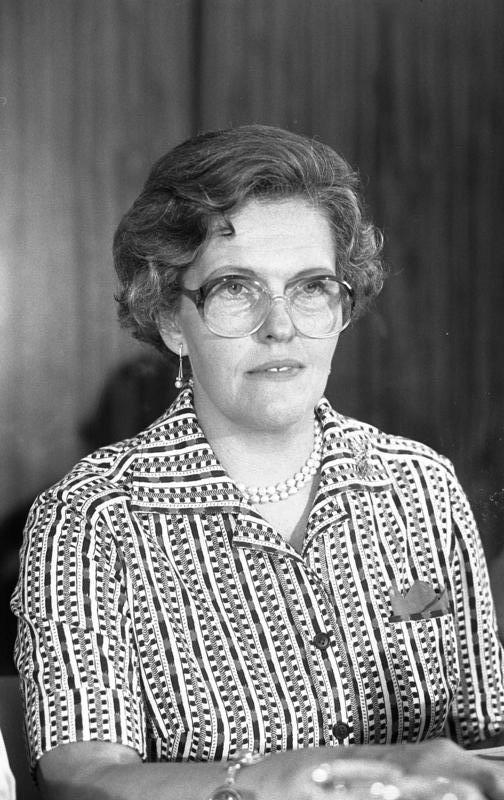
Hanna-Renate Laurien
12 maart

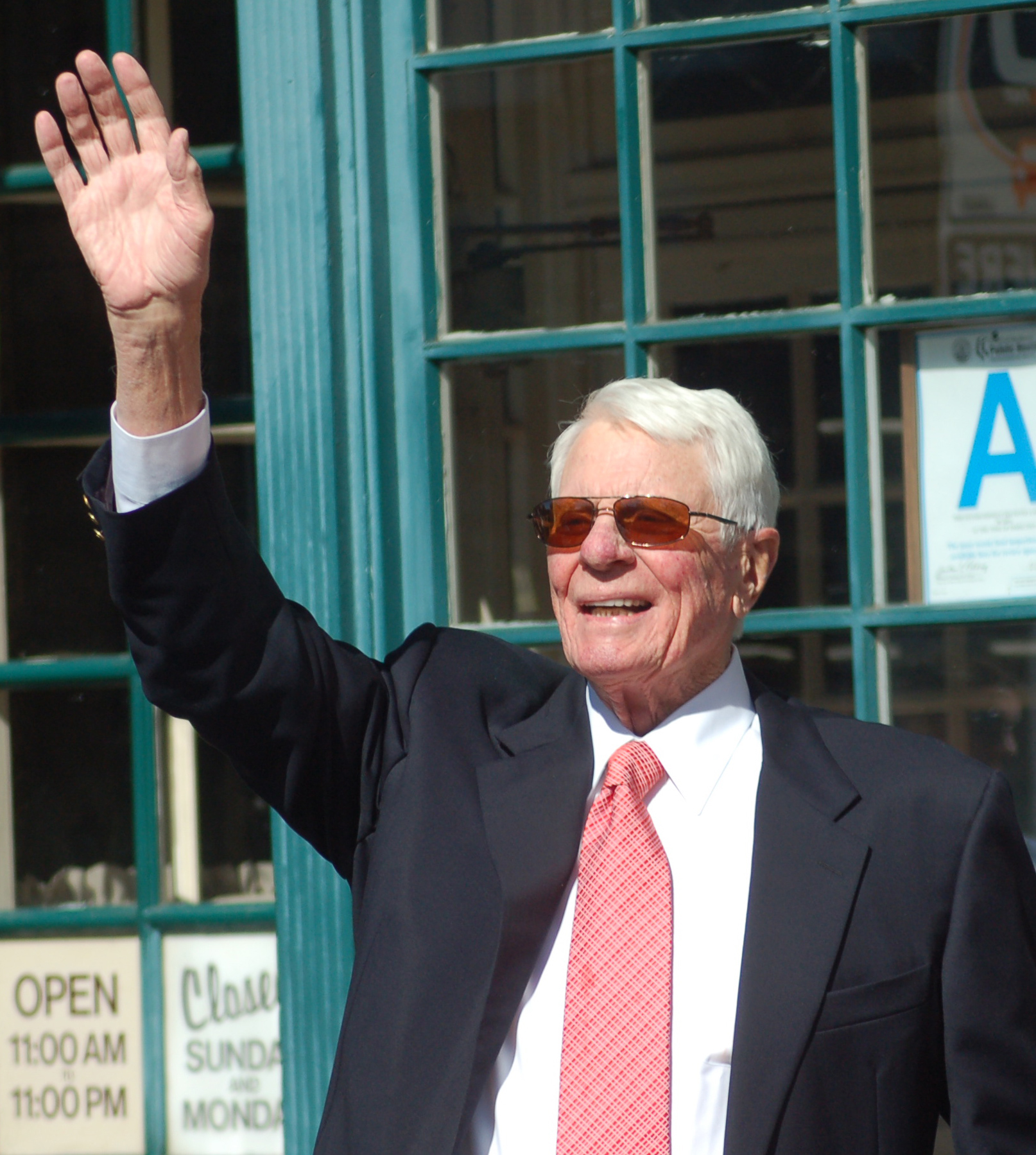
Peter Graves
14 maart

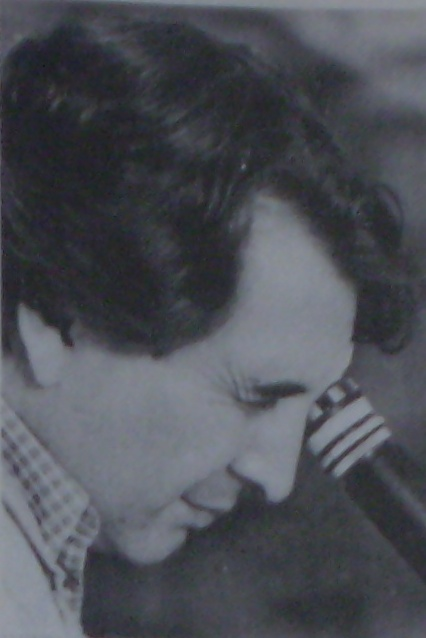
Raúl de la Torre
19 maart

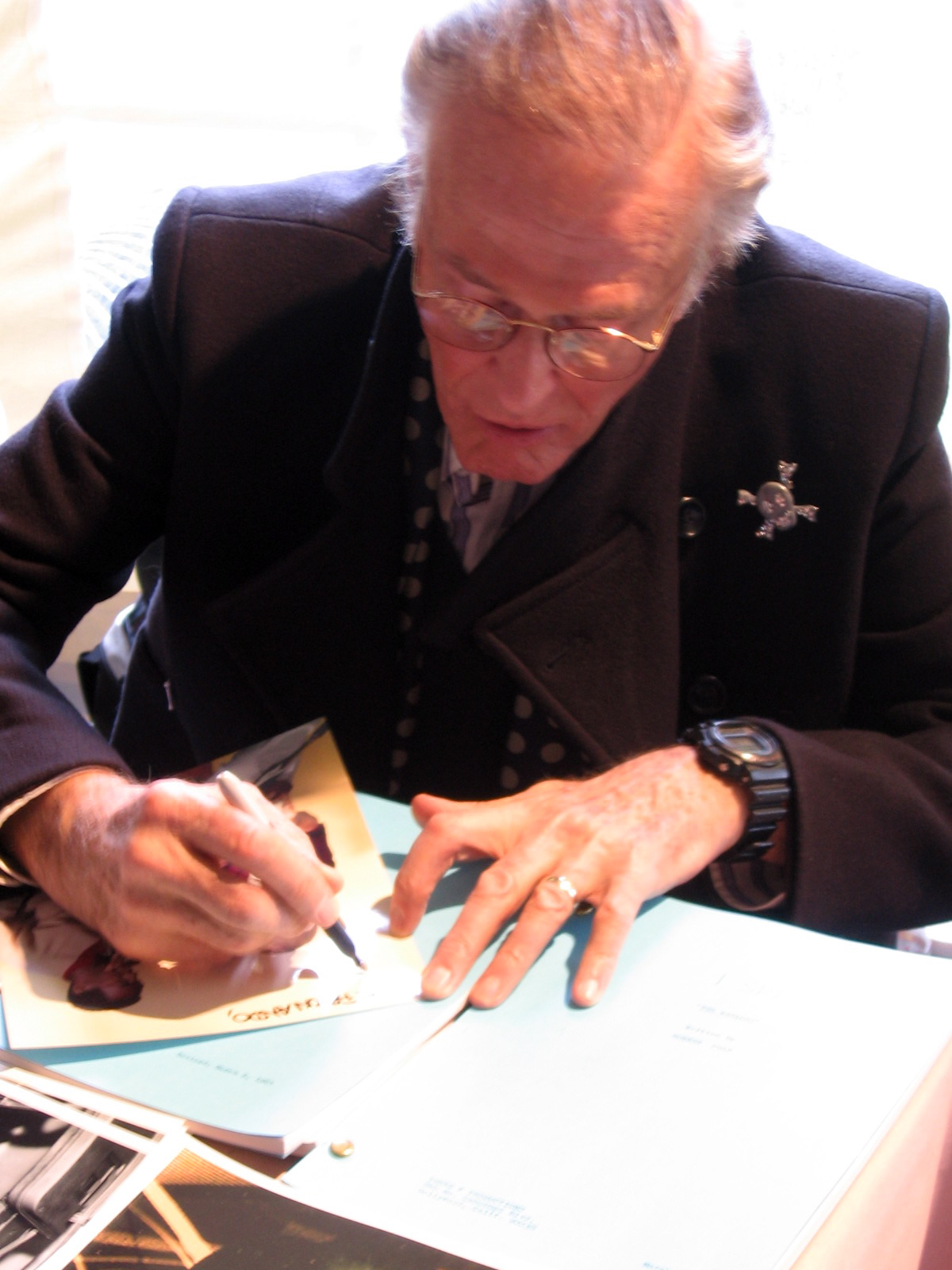
Robert Culp
24 maart

| 1 | 2 | 3 | 4 | 5 | 6 | 7 | 8 | 9 | 10 | 11 | 12 | 13 | 14 | 15 | 16 | 17 | 18 | 19 | 20 | 21 | 22 | 23 | 24 | 25 | 26 | 27 | 28 | 29 | 30 | 31 |
| - | - | - | - | - | - | - | - | - | -- | -- | -- | -- | -- | -- | -- | -- | -- | -- | -- | -- | -- | -- | -- | -- | -- | -- | -- | -- | -- | -- |

### 1 maart
- Kristian Digby (32), Brits televisiepresentator
- Tatjana Dmitriejeva (58), Russisch psychiater en politica
- Jan Eggens (68), Nederlands motorcoureur[53]
- Clifton Forbes (64), Jamaicaans atleet[59]
- Vladimir Iljoesjin (82), Sovjet-Russisch straaljager- en testpiloot
- Paul Kim Ok-kyun (84), Zuid-Koreaans bisschop
- Ruth Kligman (80), Amerikaans kunstschilder
- Jose Yap sr. (81), Filipijns politicus

### 2 maart
- Winston Spencer-Churchill (69), Brits politicus, journalist en publicist
- Paul Drayton (70), Amerikaans atleet
- Emil Forselius (35), Zweeds acteur
- Gerrit Lentelink (77), Nederlands wielrenner
- Geoff Myburgh (81), Zuid-Afrikaans zeiler

### 3 maart
- Raimund Abraham (76), Oostenrijks architect
- Keith Alexander (53), Engels voetballer
- Ursula Böttcher (82), Duits circusartieste
- Michael Foot (96), Engels politicus
- Bruce Graham (84), Amerikaans architect
- Momo Kapor (72), Servisch schrijver
- Joeri Stepanov (42), Russisch acteur
- John Strohmeyer (85), Amerikaans journalist
- Oleg Tjoerin (72), Russisch Olympisch roeikampioen

### 4 maart
- Johnny Alf (80), Braziliaans bossa nova-pionier
- Vladislav Ardzinba (64), president van Abchazië
- Mia van den Bergh (96), Nederlands verzetsstrijdster[60]
- Etta Cameron (70), Deens jazzzangeres
- Hilario Chávez Joya (82), Mexicaans bisschop
- Joaquim Fiúza (102), Portugees zeilkampioen
- Tetsuo Kondo (80), Japans politicus
- Jacques Marseille (64), Frans econoom en historicus
- Nan Martin (82), Amerikaans actrice
- Lolly Vegas (70), Amerikaans zanger en gitarist (Redbone)[61]

### 5 maart
- Aleksandr Grave (89), Russisch acteur
- Charles B. Pierce (71), Amerikaans regisseur
- Alberto Ronchey (83), Italiaans journalist en politicus
- Richard Stapley (86), Engels acteur
- Edgar Wayburn (103), Amerikaans milieu-activist en natuurbeschermer

### 6 maart
- Cho Gyeong-chul (80), Koreaans astronoom
- Endurance Idahor (25), Nigeriaans voetballer
- Philip Langridge (70), Engels tenor
- Mark Linkous (47), Amerikaans zanger en muzikant
- Ronald Pettersson (74), Zweeds ijshockeyer
- Tony Richards (76), Engels voetballer

### 7 maart
- Kenneth Dover (89), Engels classicus
- Newton Kulundu (61), Keniaans politicus
- Mihajlo Mihajlov (76), Joegoslavisch dissident
- Jader Moreci Teixeira (71), Braziliaans streekmuzikant
- Patrick Topaloff (65), Frans zanger en acteur

### 8 maart
- Guy Lapébie (93), Frans wielerkampioen
- Frans Postma (77), Nederlands voetballer
- Han Roos (83), Nederlands militair
- Mahama Johnson Traoré (68), Senegalees regisseur

### 9 maart
- Gheorghe Constantin (77), Roemeens voetballer
- Lionel Cox (80), Australisch olympisch wielerkampioen
- Doris Haddock (100), Amerikaans politiek activiste
- Bernard Narokobi (73), Papoea-Nieuw-Guinees politicus en filosoof
- Christian Wallner (61), Oostenrijks cabaretier
- Henry Wittenberg (91), Amerikaans olympisch worstelkampioen

### 10 maart
- Corey Haim (38), Canadees acteur en tieneridool
- Tim Holland (79), Amerikaans backgammonspeler
- Dorothy Janis (100), Amerikaans actrice
- Micky Jones (63), Welsh rockgitarist
- Madeleine Marion (80), Frans actrice
- Merlin Olsen (69), Amerikaans Americanfootballspeler, televisieacteur en sportcommentator
- Mohammed Sayyed Tantawi (81), Egyptisch grootimam
- Peter Van Wood (82), Nederlands-Italiaans gitarist en astroloog

### 11 maart
- Carlos de Jesus Euzébio (58), Braziliaans voetballer
- Matilde Elena López (90), Salvadoraans dichter
- Willie MacFarlane (79), Schots voetballer en voetbalmanager
- Hans van Mierlo (78), Nederlands politicus
- Charles Moore (79), Amerikaans fotograaf
- Leena Peltonen-Palotie (57), Fins geneticus
- Sandy Scott (75), Canadees professioneel worstelaar
- Turhan Selçuk (88), Turks spotprenttekenaar
- Edgar Valcárcel (77), Peruviaans componist

### 12 maart
- Bob Attersley (76), Canadees ijshockeyer
- Miguel Delibes (89), Spaans schrijver
- Thomas van der Hammen (85), Nederlands paleontoloog, botanicus, geoloog en hoogleraar palynologie
- Ernst Herhaus (78), Duits schrijver
- Hanna-Renate Laurien (81), Duits politica en katholiek activiste
- Fatima Meer (81), Zuid-Afrikaans schrijfster, scenarioschrijfster en anti-apartheidactiviste
- Hugh Robertson (70), Schots voetballer

### 13 maart
- Jerry Adler (91), Amerikaans mondharmonicaspeler
- Ian Axford (77), Nieuw-Zeelands ruimtewetenschapper
- Jean Ferrat (79), Frans chansonnier
- Édouard Kargu (84), Frans voetballer
- He Pingping (21), Chinees kleinste man van de wereld

### 14 maart
- Peter Graves (83), Amerikaans acteur
- Urpo Leppänen (66), Fins politicus

### 15 maart
- Charlie Ashcroft (83), Engels voetballer
- Emilia Boncodin (55), Filipijns minister en bestuurskundige
- Robert Hodgins (89), Zuid-Afrikaans kunstenaar
- Sam Mtukudzi (21), Zimbabwaans muzikant
- Patricia Wrightson (88), Australisch kinderboekenschrijfster

### 16 maart
- Ksenija Pajčin (32), Servisch popzangeres
- Jelena Tajrova (18), Russisch schaakspeelster
- José Vidal-Beneyto (82), Spaans socioloog en politicoloog

### 17 maart
- Abdellah Blinda (58), Marokkaans voetballer en trainer
- Alex Chilton (59), Amerikaans muzikant (The Box Tops)
- Wayne Collett (60), Amerikaans atleet
- Sid Fleischman (90), Amerikaans kinderboekenschrijver
- Charlie Gillett (68), Brits radiopresentator en platenproducent
- Peter Gowland (93), Amerikaans fotograaf

### 18 maart
- Amanda Castro (47), Hondurees dichter
- Joseph Ettedgui (74), Brits ontwerper
- Margreet van Hoorn (87), Nederlands schrijfster
- Fess Parker (85), Amerikaans acteur
- Zygmunt Józef Pawłowicz (82), Pools bisschop
- Billy Wolfe (86), Schots politicus

### 19 maart
- Carlo Chenis (55), Italiaans bisschop
- Hans Duistermaat (67), Nederlands wiskundige
- Jef Segers (79), Belgisch burgemeester
- Elinor Smith (98), Amerikaans pilote en luchtvaartpionier
- Raúl de la Torre (72), Argentijns regisseur

### 20 maart
- István Bilek (77), Hongaars schaakgrootmeester
- Chicka Dixon (81), Australisch activist
- Girija Prasad Koirala (85), Nepalees politicus
- Erwin Lehn (90), Duits muzikant en orkestleider
- Robin Milner (76), Brits informaticus
- Fernando Iório Rodrigues (80), Braziliaans bisschop
- Stewart Udall (90), Amerikaans politicus

### 21 maart
- Klaus Kumrow (50), Duits kunstenaar
- Wolfgang Wagner (90), Duits operaregisseur en decorontwerper (leider van de Bayreuther Festspiele)

### 22 maart
- James Whyte Black (85), Schots farmacoloog en Nobelprijswinnaar
- Franco Gualdrini (86), Italiaans bisschop
- Leroy Matthiesen (88), Amerikaans bisschop
- Armando Xavier Ochoa (66), Amerikaans bisschop
- Emil Schulz (71), Duits bokser
- Valentina Tolkoenova (63), Russische zangeres

### 23 maart
- Sulaiman Daud (77), Maleisisch politicus
- Lauretta Masiero (82), Italiaans actrice
- Jiro Nagasawa (78), Japans zwemmer
- Kaljo Põllu (74), Estisch kunstenaar
- Blanche Thebom (91), Amerikaans operazangeres
- Fritz Wagnerberger (72), Duits alpineskiër
- Marva Wright (62), Amerikaans gospel- en blueszangeres

### 24 maart
- Robert Culp (79), Amerikaans acteur, scriptschrijver en regisseur
- George Luke (76), Engels voetballer
- Johnny Maestro (70), Amerikaans zanger
- Jim Marshall (74), Amerikaans fotograaf
- Daphne Park (88), Brits spionne en diplomate
- José Antonio Peteiro Freire (73), Marokkaans aartsbisschop
- Raymond Terracher (67), Frans politicus

### 25 maart
- Pål Bang-Hansen (72), Noors acteur en filmproducer
- Jean-Claude Jaggi (84), Zwitsers politicus
- Marty Lederhandler (92), Amerikaans fotograaf
- Sture Linnér (92), Zweeds diplomaat en auteur
- Elisabeth Noelle-Neumann (93), Duits communicatiewetenschapper

### 26 maart
- Shemuel Katz (83), Israëlisch illustrator
- David Vos (84), Nederlands hoedenmaker en levenskunstenaar

### 27 maart
- Dick Giordano (77), Amerikaans striptekenaar
- Zbigniew Gut (60), Pools voetballer
- Peter Herbolzheimer (74), Duits jazzmuzikant
- Walter Kramer (72), Nederlands restauratiearchitect
- J.J. Peereboom (85), Nederlands auteur en criticus
- Vasili Smyslov (89), (Sovjet-)Russisch schaakgrootmeester

### 28 maart
- Herb Ellis (88), Amerikaans jazzgitarist
- Derlis Florentín (26), Paraguayaans voetballer
- June Havoc (97), Amerikaans actrice
- Alex Posthuma (65), Nederlands volleyballer
- Cor Ridders (73), Nederlands wetenschapper
- Zofia Romanowiczowa (87), Pools schrijfster
- David Slivka (95), Amerikaans beeldhouwer

### 29 maart
- Jenne Langhout (91), Nederlands hockeyer

### 30 maart
- Enrico Abrahams (66), Surinaams politicus en bestuurder
- Nicola Arigliano (86), Italiaans zanger
- Jaime Escalante (79), Boliviaans-Amerikaans wiskundeleraar
- John Bunch (88), Amerikaans jazzmuzikant
- Josef Homeyer (80), Duits bisschop
- Martin Sandberger (98), Duits nazi

### 31 maart
- Yves Baré (71), Belgisch voetballer en voetbaltrainer
- Shirley Mills Hanson (83), Amerikaans kind-actrice

## April

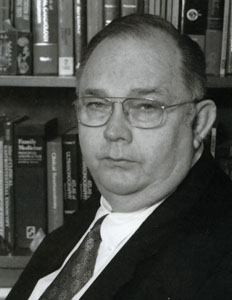
Ed Roberts
1 april

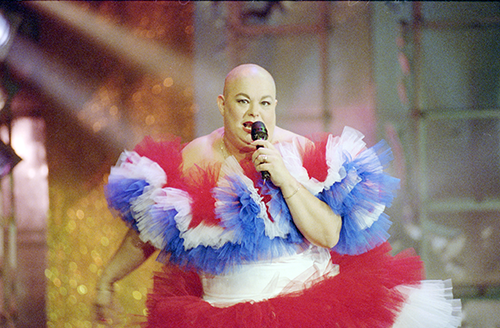
Sugar Lee Hooper
4 april

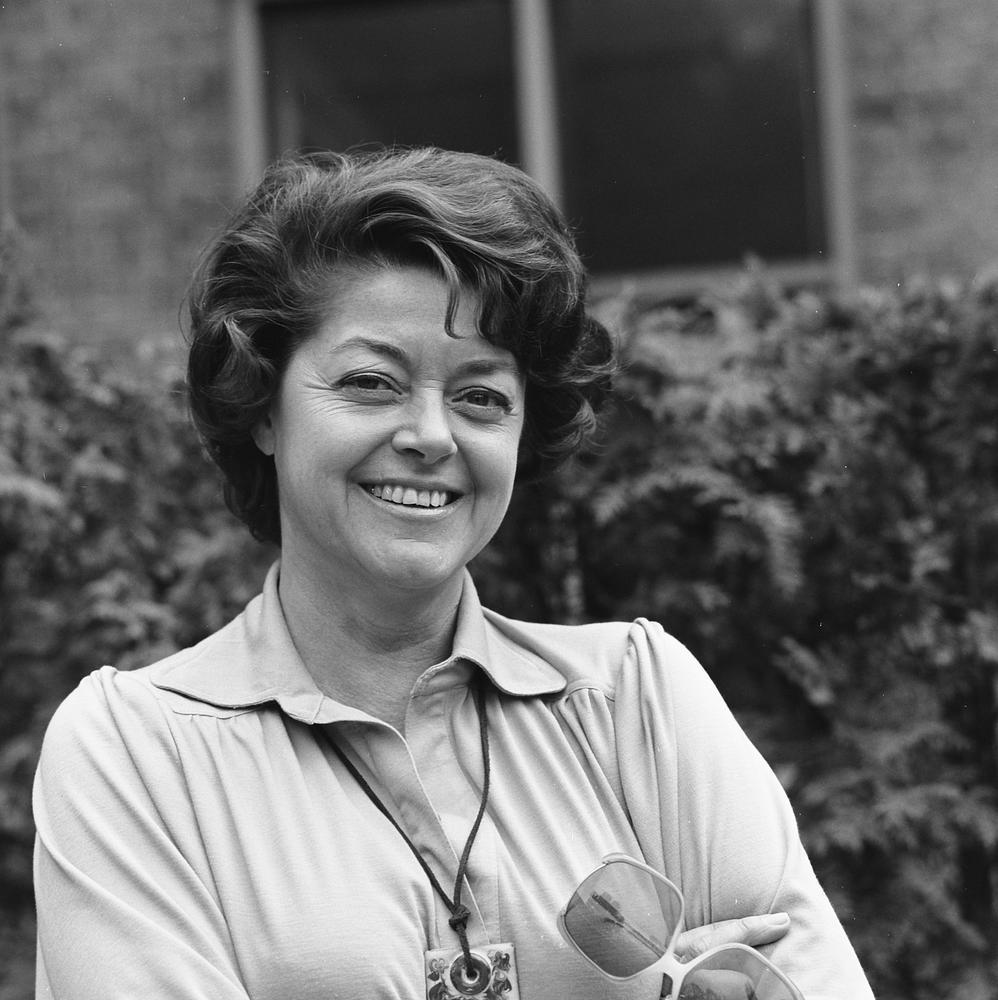
Teddy Scholten
8 april

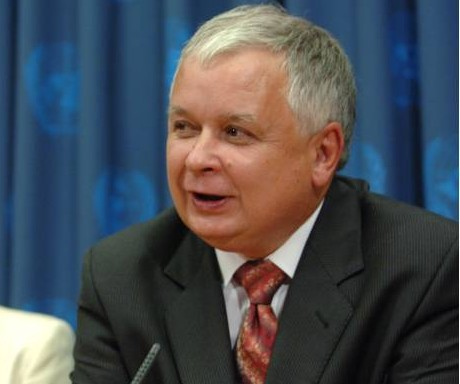
Lech Kaczyński
10 april

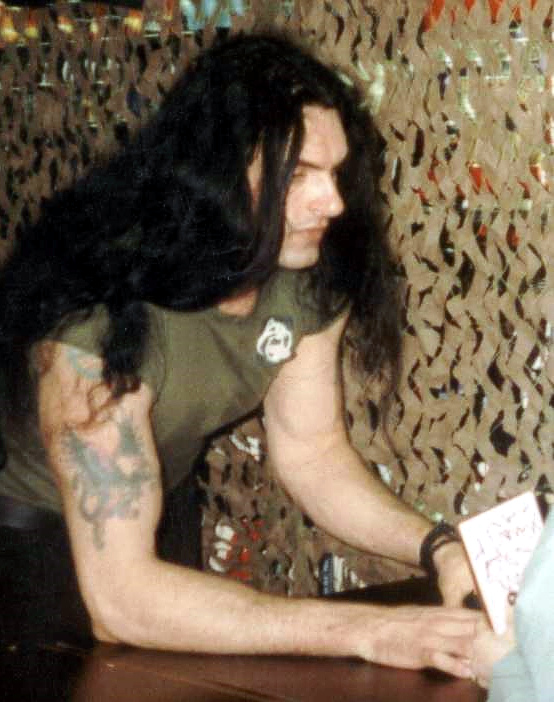
Peter Steele
14 april

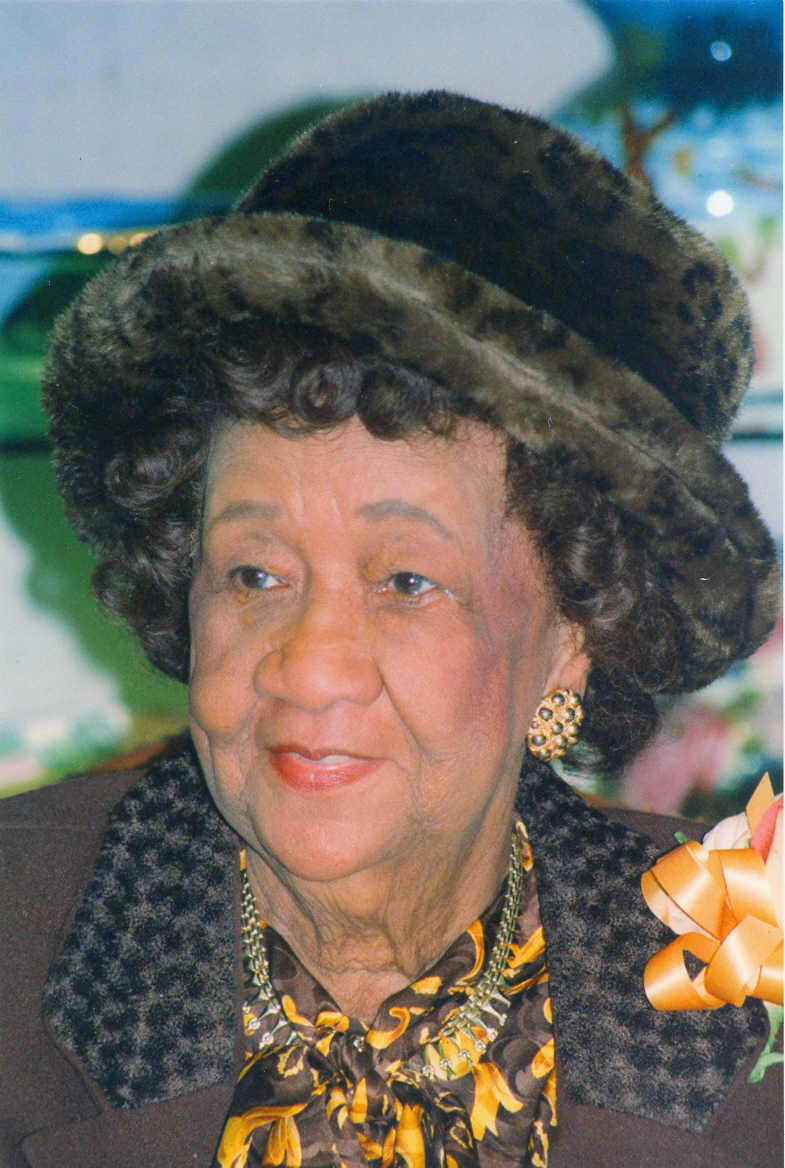
Dorothy Height
20 april

Juan Antonio Samaranch
21 april

| 1 | 2 | 3 | 4 | 5 | 6 | 7 | 8 | 9 | 10 | 11 | 12 | 13 | 14 | 15 | 16 | 17 | 18 | 19 | 20 | 21 | 22 | 23 | 24 | 25 | 26 | 27 | 28 | 29 | 30 |
| - | - | - | - | - | - | - | - | - | -- | -- | -- | -- | -- | -- | -- | -- | -- | -- | -- | -- | -- | -- | -- | -- | -- | -- | -- | -- | -- |

### 1 april
- Vito De Grisantis (68), Italiaans bisschop
- Anders Eklund (52), Zweeds bokser
- John Forsythe (92), Amerikaans acteur
- Lek Nana (85), Thais politicus en zakenman
- Ed Roberts (68), Amerikaans computerpionier
- Tzannis Tzannetakis (82), premier van Griekenland

### 2 april
- Chris Kanyon (40), Amerikaans worstelaar
- Tjitse Smeding (55), Nederlands drafsportkampioen
- Mike Zwerin (79), Amerikaans jazzmuzikant

### 3 april
- Oleg Kopajev (72), Russisch voetballer
- Eugène Terre'Blanche (69), Zuid-Afrikaans politicus

### 4 april
- Alec Bedser (91), Engels cricketspeler
- Clifford Hardin (94), Amerikaans minister
- Sugar Lee Hooper (62), Nederlands zangeres
- Rudy Kousbroek (80), Nederlands schrijver

### 5 april
- Molefi Sefularo (52), Zuid-Afrikaans arts en politicus
- Vitali Sevastjanov (74), Russisch kosmonaut

### 6 april
- Anatoli Dobrinin (90), Russisch diplomaat en politicus
- Neva Morris (114), Amerikaans oudste persoon
- Corin Redgrave (70), Engels acteur
- Carla van der Vorst (62), Nederlands modeontwerper

### 7 april
- Christopher Cazenove (64), Engels acteur
- Feite Faber (87), Nederlands burgemeester
- George Nissen (96), Amerikaans turner en uitvinder (trampoline)

### 8 april
- James Aubrey (62), Brits acteur
- Antony Flew (87), Brits filosoof
- Malcolm McLaren (64), Brits kunstenaar en muziekproducent
- Abel Muzorewa (85), Zimbabwaans premier
- Jean-Paul Proust (70), Frans-Monegaskisch politicus
- Teddy Scholten (83), Nederlands zangeres en presentatrice
- Michel Turler (65), Zwitsers ijshockeyspeler

### 9 april
- Meir Just (101), Nederlands opperrabbijn
- Kenneth McKellar (82), Brits tenor
- Zoltán Varga (65), Hongaars voetballer

### 10 april
- Peter Belinfante (58), Nederlands wethouder
- Dixie Carter (70), Amerikaans actrice
- Louis Jansen (94), Nederlands burgemeester en verzetsstrijder
- Manfred Reichert (69), Duits voetballer
- Kerstin Thorvall (84), Zweeds schrijfster
- Omgekomen in een vliegramp bij Smolensk:
  - Krystyna Bochenek (56), Pools politica (vicevoorzitter van de Senaat)
  - Mirosław Chodakowski (52), aartsbisschop van de Pools-orthodoxe Kerk en legerbisschop
  - Franciszek Gągor (58), Pools generaal (chef van de Generale Staf)
  - Grażyna Gęsicka (58), Pools politicus (lid van de Sejm en oud-minister)
  - Przemysław Gosiewski (45), Pools politicus (lid van de Sejm en ex-vicepremier)
  - Mariusz Handzlik (44), Pools politicus (onderstaatssecretaris)
  - Izabela Jaruga-Nowacka (59), Pools politica (lid van de Sejm)
  - Ryszard Kaczorowski (90), laatste president van de Poolse regering in ballingschap
  - Lech Kaczyński (60), president van Polen
  - Maria Kaczyńska (67), presidentsvrouw van Polen
  - Andrzej Karweta (51), viceadmiraal van de Poolse marine
  - Andrzej Kremer (48), Pools onderminister van Buitenlandse Zaken
  - Janusz Kurtyka (49), Pools geschiedkundige
  - Tomasz Merta (44), Pools onderstaatssecretaris
  - Piotr Nurowski (64), Pools tennisser en voorzitter van het Pools Olympisch Comité
  - Maciej Płażyński (52), Pools politicus (voormalig voorzitter van de Sejm)
  - Andrzej Przewoźnik (46), Pools geschiedkundige
  - Ryszard Rumianek (62), Pools priester en rector
  - Sławomir Skrzypek (47), directeur van de Poolse Centrale Bank
  - Jerzy Szmajdziński (58), Pools vicevoorzitter van de Sejm
  - Zbigniew Wassermann (60), Pools politicus (lid van de Sejm en oud-minister)
  - Paweł Wypych (42), Pools minister van Buitenlandse Zaken
  - Janusz Zakrzeński (74), Pools theater- en filmacteur

### 11 april
- Jean Boiteux (76), Frans zwemmer
- Vicki Draves (85), Amerikaans schoonspringster
- Carlos Imperial (79), Filipijns politicus
- Piet Meerburg (90), Nederlands verzetsstrijder, mede-oprichter Filmmuseum en theaterexploitant
- Ton Stadhouders (80), Nederlands burgemeester

### 12 april
- Andrea Cassone (80), Italiaans aartsbisschop
- Miguel Cinches (78), Filipijns bisschop
- Robert Pound (90), Amerikaans natuurkundige
- Werner Schroeter (65), Duits regisseur

### 13 april
- Steve Reid (66), Amerikaans jazzdrummer
- Hugo Van der Vennet (65), Belgisch regisseur

### 14 april
- Israr Ahmed (77), Pakistaans intellectueel en theoloog
- Gene Kiniski (81), Canadees professioneel worstelaar
- Peter Steele (48), Amerikaans zanger
- Gerhard Zemann (70), Oostenrijks acteur
- Alice Miller (87), Pools-Zwitsers psycholoog ("Het drama van het begaafde kind")

### 15 april
- Hans van Dalsum (80), Nederlands tennisspeler
- Jack Herer (70), Amerikaans auteur en activist
- Michael Pataki (72), Amerikaans acteur
- Raimondo Vianello (87), Italiaans acteur en televisiepresentator

### 16 april
- Rasim Delić (61), Bosnisch generaal
- Carlos Franqui (89), Cubaans schrijver, revolutionair, kunstkenner en journalist
- Coimbatore Prahalad (68), Indiaas specialist in bedrijfsstrategie
- Tomáš Špidlík (90), Tsjechisch kardinaal
- Berthe Van Dommelen (111), Belgisch oudste ingezetene

### 17 april
- Anna Kalouta (91), Grieks actrice
- Sotigui Kouyaté (73), Burkinees acteur en voetballer
- Carl Macek (58), Amerikaans scenarioschrijver en televisieproducent
- Alexandru Neagu (61), Roemeens voetballer

### 18 april
- Arie Verkuijl (69), Surinaams architect en filmproducent
- William Yates (88), Brits politicus

### 19 april
- William Donald Borders (96), Amerikaans aartsbisschop
- Guru (48), Amerikaans rapper
- Edwin Valero (28), Venezolaans bokser

### 20 april
- Piotr Dejmek (56), Pools acteur
- Dorothy Height (98), Amerikaans burgerrechtenactiviste
- Biljana Kovačević-Vučo (58), Servisch mensenrechtenactiviste
- René Lamy, Belgisch bankier en ondernemer (Generale Maatschappij van België)
- Ahmad Sa'd (64), Arabisch-Israëlisch econoom, journalist en politicus

### 21 april
- Sammy Baird (79), Schots voetballer
- Whitney Harris (97), Amerikaans advocaat, aanklager in het proces van Neurenberg
- Juan Antonio Samaranch (89), Spaans politicus, diplomaat en sportbestuurder (IOC)

### 22 april
- Emilio Álvarez (71), Uruguayaans voetballer
- Vic Nurenberg (79), Luxemburgs voetballer
- Fred Panopio (71), Filipijns zanger en acteur
- Piet Steenbergen (81), Nederlands voetballer
- Ann Vervoort (33), Belgisch zangeres
- Hans Bornewasser (85), Nederlands kerkhistoricus

### 23 april
- Jet Berdenis van Berlekom (89), Nederlands verzetsstrijdster
- Natalja Lavrova (25), Russisch ritmisch gymnaste
- Eiji Kusuhara (63), Japans-Brits acteur en stemacteur

### 24 april
- Valentin Deutschmann (81), Oostenrijks politicus
- Paul Schäfer (88), Duits nazi en sekteleider
- Wojciech Siemion (81), Pools acteur
- Willard Wirtz (98), Amerikaans politicus en advocaat

### 25 april
- Joseph Bessala (69), Kameroens bokser
- Dorothy Provine (75), Amerikaans actrice
- Alan Sillitoe (82), Brits schrijver

### 26 april
- Ljiljana Buttler (65), Joegoslavisch zangeres
- Willy Caron (75), Nederlands tenorzanger
- Luigi Gui (95), Italiaans politicus
- Alberto Vitoria (54), Spaans voetballer

### 27 april
- Kees Kousemaker (68), Nederlands stripdeskundige
- Armando Sanchez (57), Filipijns politicus

### 28 april
- Stefania Grodzieńska (95), Pools actrice
- Pierre-Jean Rémy (73), Frans schrijver
- Furio Scarpelli (90), Italiaans scenarioschrijver

### 29 april
- Avigdor Arikha (81), Israëlisch kunstschilder, druktechnicus en kunsthistoricus
- Priscilla McGruder (61), Amerikaans gospelzangeres
- Jacques Solvay (90), Belgisch industrieel

### 30 april
- Paul Mayer (98), Duits kardinaal

## Mei

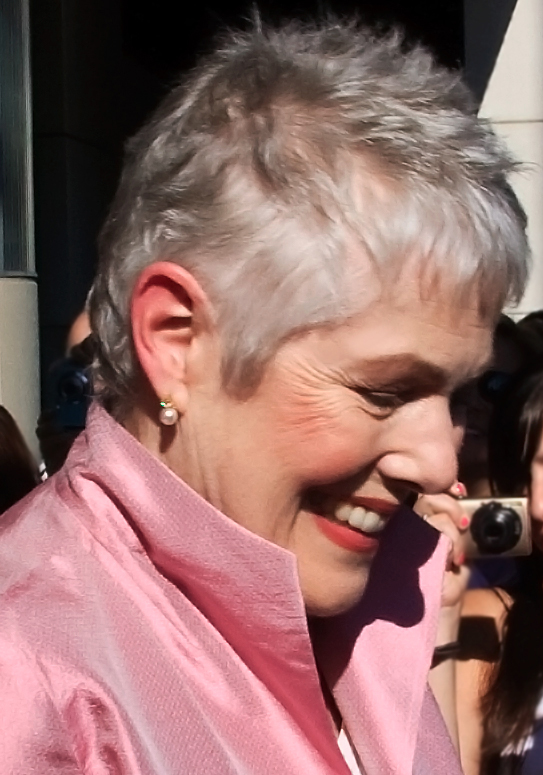
Lynn Redgrace
2 mei

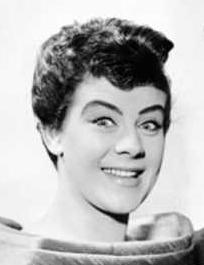
Brita Borg
4 mei

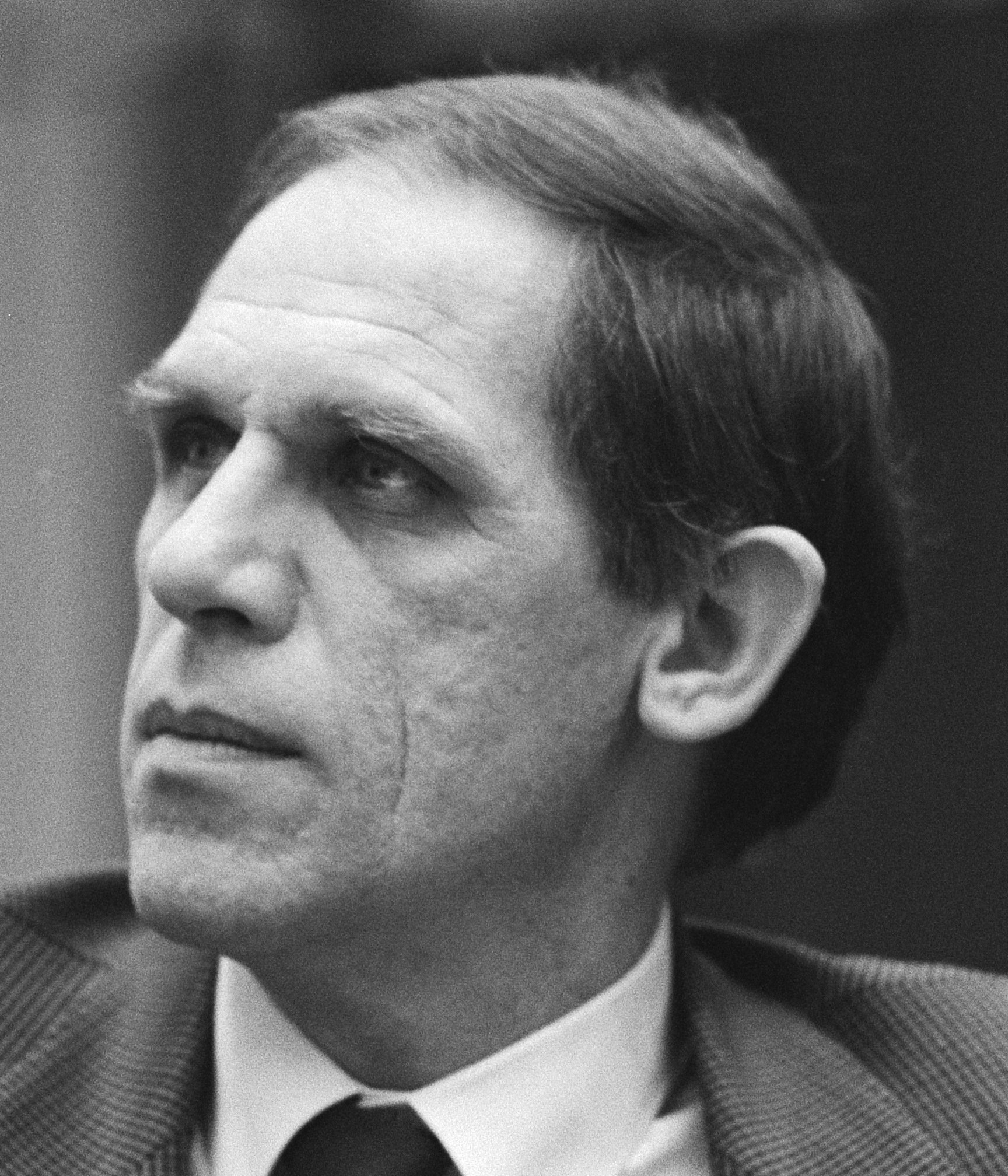
Hans Dijkstal
9 mei

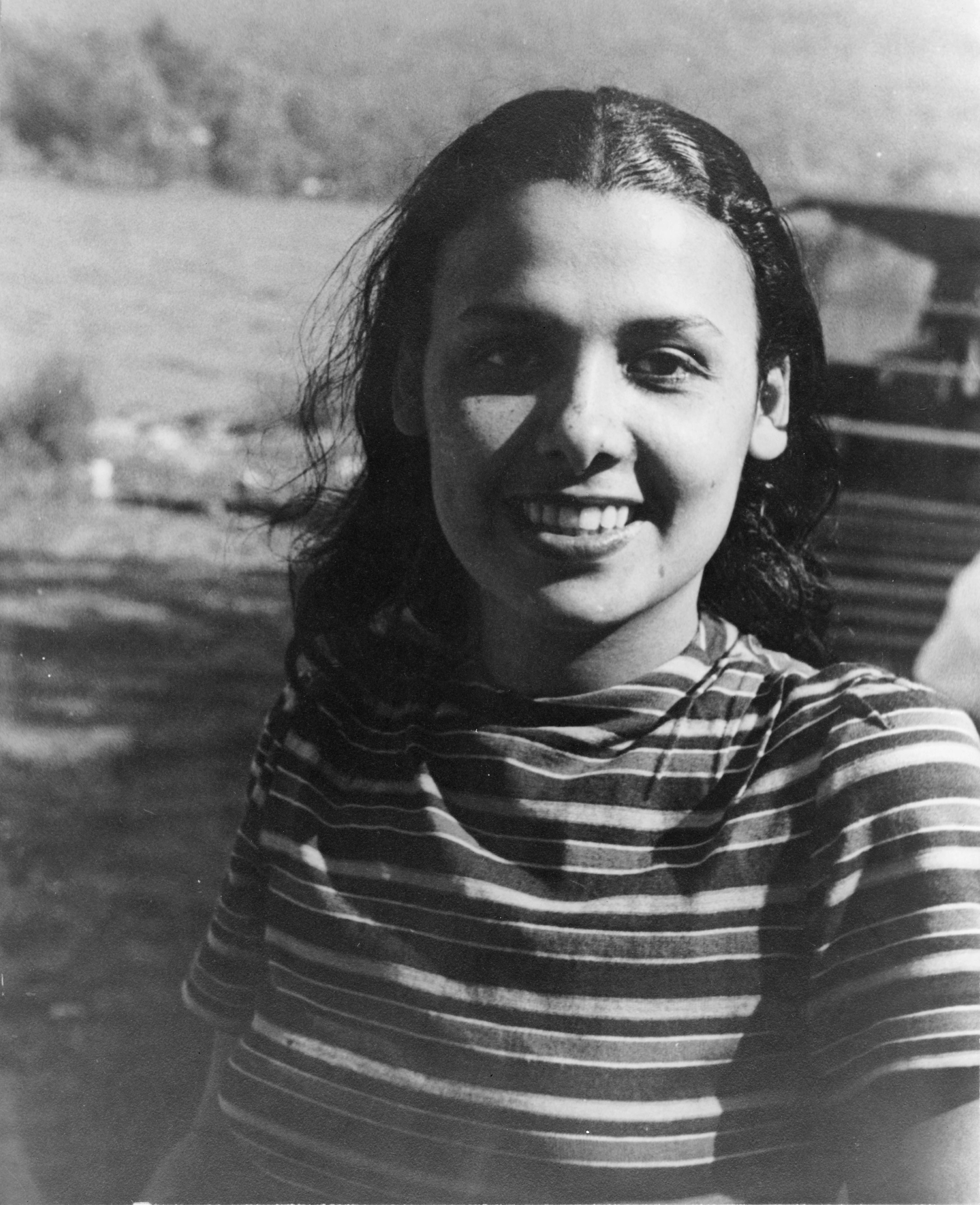
Lena Horne
9 mei

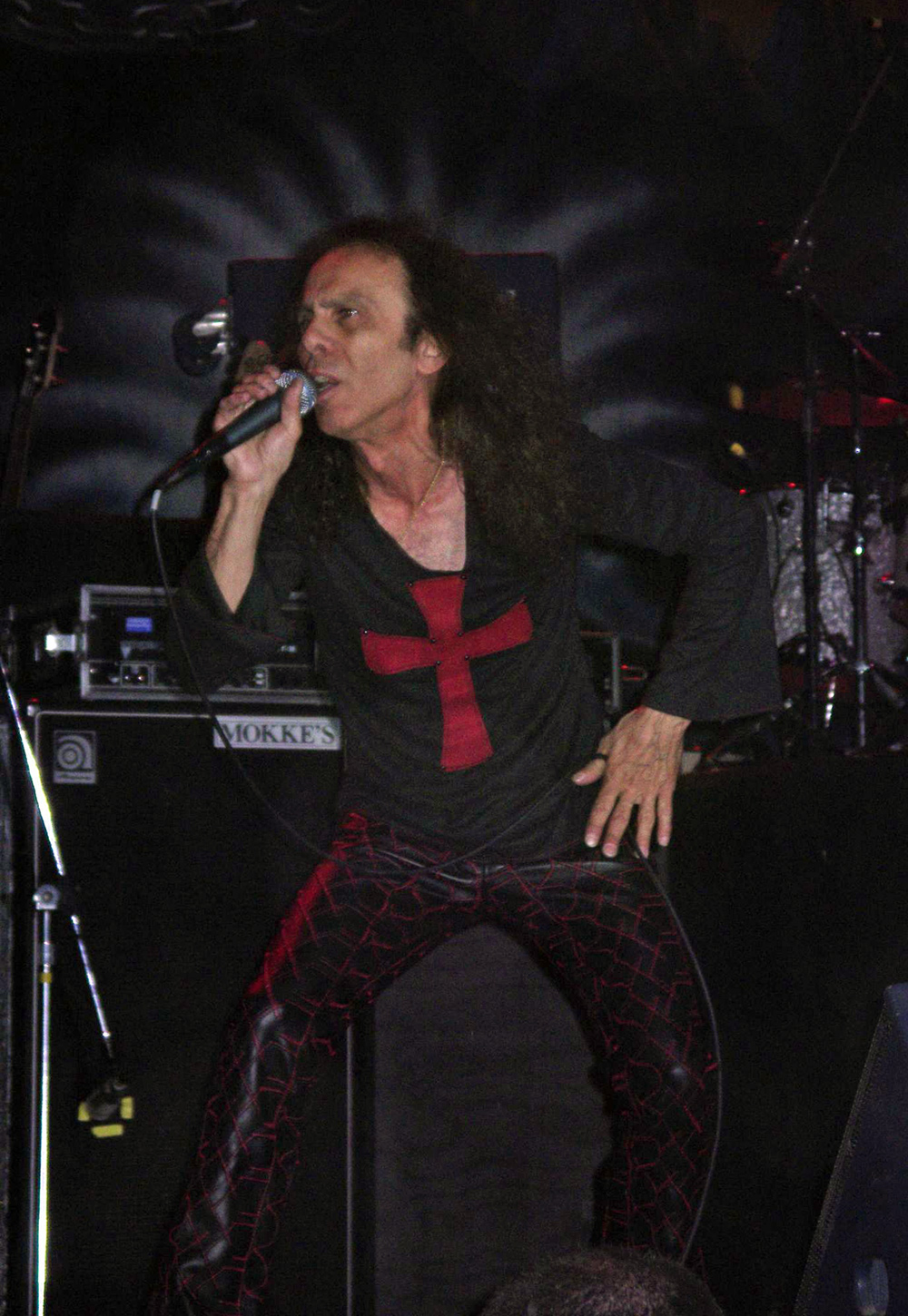
Ronnie James Dio
16 mei

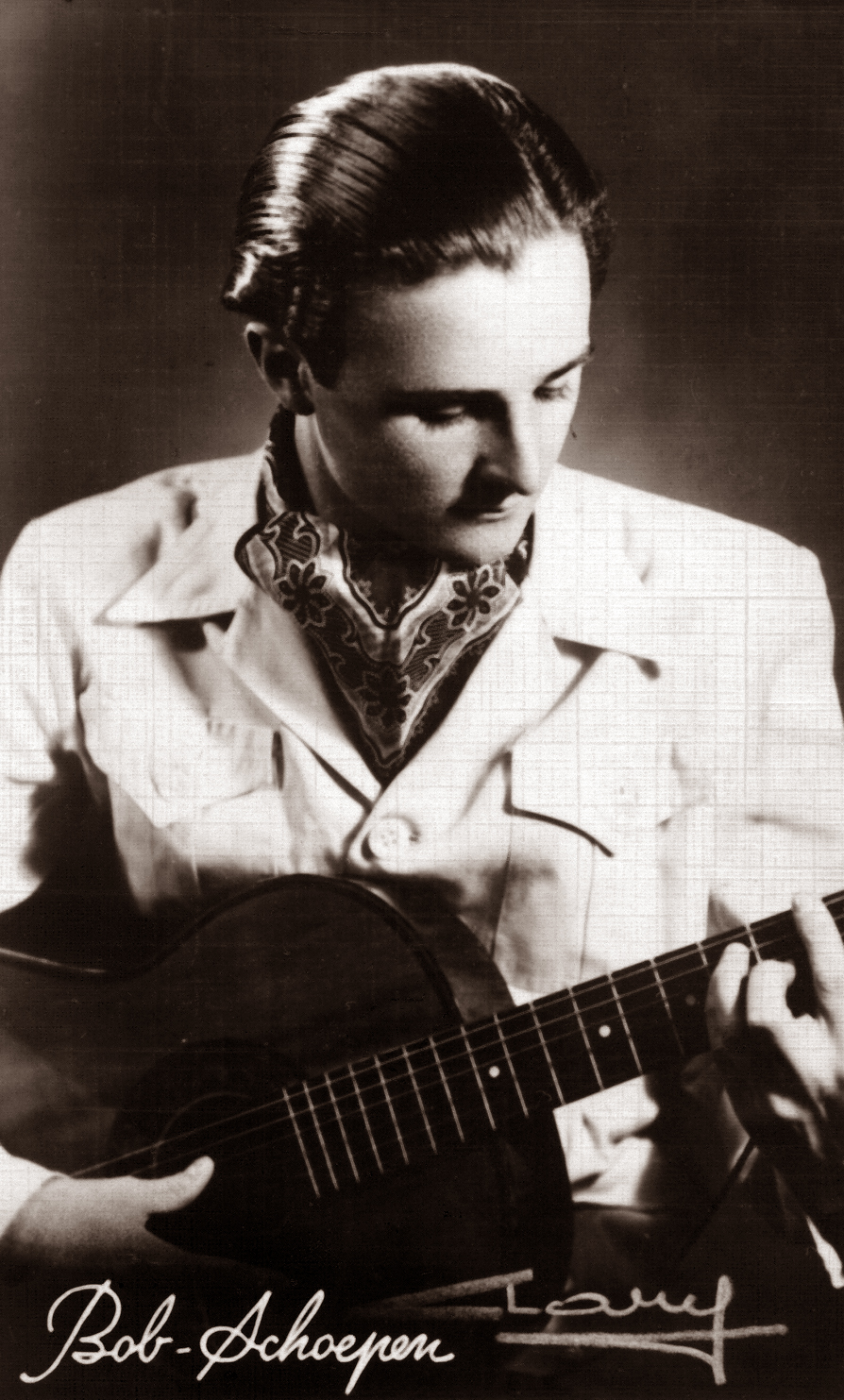
Bobbejaan Schoepen
17 mei

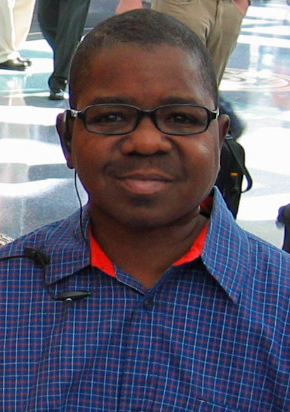
Gary Coleman
28 mei

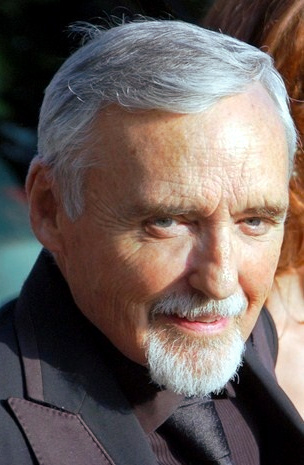
Dennis Hopper
29 mei

| 1 | 2 | 3 | 4 | 5 | 6 | 7 | 8 | 9 | 10 | 11 | 12 | 13 | 14 | 15 | 16 | 17 | 18 | 19 | 20 | 21 | 22 | 23 | 24 | 25 | 26 | 27 | 28 | 29 | 30 | 31 |
| - | - | - | - | - | - | - | - | - | -- | -- | -- | -- | -- | -- | -- | -- | -- | -- | -- | -- | -- | -- | -- | -- | -- | -- | -- | -- | -- | -- |

### 1 mei
- Gabriëlle Demets (110), oudste inwoner van België
- Zygmunt Kamiński (77), Pools aartsbisschop
- Rob McConnell (75), Canadees jazztrombonist
- Helen Wagner (91), Amerikaans actrice

### 2 mei
- Kama Chinen (114), Japanse vrouw, oudste erkende levende persoon ter wereld
- Andrew McFarlane (33), Australisch motorcrosser
- Lynn Redgrave (67), Engels actrice

### 3 mei
- Florencio Campomanes (83), Filipijns schaker en sportbestuurder
- Bohumil Němeček (72), Tsjechisch bokser
- Peter O'Donnell (90), Brits schrijver
- El Supremo (59), Mexicaans professioneel worstelaar

### 4 mei
- Jan de Baat (89), Nederlands beeldhouwer
- Brita Borg (83), Zweeds zangeres en actrice
- Luigi Poggi (92), Italiaans geestelijke

### 5 mei
- Alfons Kontarsky (77), Duits pianist
- Giulietta Simionato (99), Italiaans mezzosopraan
- Gerrit Jan van de Waal (105), Nederlands verzetsstrijder
- Umaru Yar'Adua (58), president van Nigeria

### 6 mei
- Giacomo Neri (94), Italiaans voetballer
- Romain Poté (74), Belgisch atleet

### 7 mei
- Francisco Aguabella (84), Amerikaans jazz- en salsapercussionist
- Walter Hickel (90), Amerikaans politicus
- Guillermo Meza (21), Mexicaans voetballer

### 8 mei
- Andor Lilienthal (99), Hongaars schaker
- Peer Schmidt (84), Duits acteur
- Roland Tack (60), Belgisch advocaat en rechter

### 9 mei
- Florrie Baldwin (114), Brits supereeuwelinge, oudste persoon van Europa[62]
- Hans Dijkstal (67), Nederlands politicus[63]
- Ferd Grapperhaus (82), Nederlands politicus[64]
- Lena Horne (92), Amerikaans actrice en zangeres
- Theodor Kery (91), Oostenrijks politicus[65]

### 10 mei
- Frank Frazetta (82), Amerikaans schrijver

### 11 mei
- Doris Eaton Travis (106), Amerikaans danseres en showgirl[66]

### 12 mei
- Phyllis Douglas (73), Amerikaans actrice[67]
- Joëlle van Noppen (30), Nederlands zangeres[68]
- Har Sanders (81), Nederlands beeldend kunstenaar[69]
- Margot Zanstra (91), Nederlands beeldhouwster

### 13 mei
- Lode Backx (87), Belgisch pianist
- Kees Mijnten (58), Nederlands journalist

### 14 mei
- Pieter Pestman (77), Belgisch-Nederlands hoogleraar en rechtsgeleerde[70]
- Frederik van Zyl Slabbert (70), Zuid-Afrikaans politicus

### 15 mei
- Besian Idrizaj (22), Oostenrijks voetballer
- Loris Kessel (60), Zwitsers autocoureur
- Rudolf Syringus van Oostenrijk (90), Oostenrijkse aartshertog
- John Shepherd-Barron (84), Schots uitvinder (pinautomaat)
- Bhairon Singh Shekhawat (86), Indiaas politicus

### 16 mei
- Ronnie James Dio (67), Amerikaans metalzanger[71]
- Hank Jones (91), Amerikaans jazzpianist
- Oswaldo López Arellano (88), president van Honduras
- Harry Peschar (89), Nederlands politicus

### 17 mei
- Yvonne Loriod (86), Frans pianiste
- Rafael Nantes (53), Filipijns politicus
- Khattiya Sawatdiphol (58), Thais generaal en politicus
- Bobbejaan Schoepen (85), Belgisch zanger
- Fritz Sennheiser (98), Duits uitvinder, oprichter en naamgever van Sennheiser
- Noël Schrever (68), Belgisch kunstfotograaf
- Walasse Ting (81), Chinees-Amerikaans kunstenaar

### 18 mei
- Rudolf Mazzola (69), Zwitsers operazanger
- Edoardo Sanguineti (79), Italiaans schrijver

### 19 mei
- Harry Vos (63), Nederlands voetballer
- Charly Forbes (89), laatste Canadese ridder MWO

### 20 mei
- Karin Iten (53), Zwitsers kunstrijdster
- Gesang Martohartono (92), Indonesisch zanger en liedjesschrijver
- Walter Rudin (89), Amerikaans wiskundige

### 21 mei
- Joost Divendal (55), Nederlands journalist
- Philip Engelen (72), Nederlands televisieregisseur
- Anna-Lena Löfgren (66), Zweeds zangeres
- Driek van Wissen (66), Nederlands dichter[72]

### 22 mei
- Martin Gardner (95), Amerikaans wiskundige

### 23 mei
- Leonida Georgievna (95), Russische grootvorstin

### 24 mei
- Ray Allen (79), Brits buikspreker
- Gerrit Engelgeer (52), Nederlands advocaat, voorvechter van no cure, no pay
- Paul Gray (38), Amerikaans bassist van de metalband Slipknot
- Petr Muk (45), Tsjechisch zanger[73]
- Anneliese Rothenberger (83), Duits zangeres[74]

### 25 mei
- Oleksandr Belostenny (51), Oekraïens basketballer
- Herman Juckers (68), Nederlands sportbestuurder
- Silvius Magnago (96), Italiaans politicus
- Siphiwo Ntshebe (34), Zuid-Afrikaans operazanger

### 26 mei
- Leo Canjels (77), Nederlands voetballer
- Jean Constantin (81), Roemeens acteur
- Christoph Gilli (46), Zwitsers voetballer
- Art Linkletter (97), Canadees-Amerikaans radio- en televisiepresentator
- Kieran Phelan (60), Iers politicus

### 27 mei
- Roman Kozak (52), Russisch acteur

### 28 mei
- Gary Coleman (42), Amerikaans acteur
- Jacob Kistemaker (93), Nederlands atoomfysicus

### 29 mei
- Jan Piet Fokker (68), Nederlands hockeyspeler
- Dennis Hopper (74), Amerikaans acteur

### 30 mei
- Peter Orlovsky (76), Amerikaans dichter (Beat Generation)
- Hans van Swol (95), Nederlands tennisser, rugbyspeler en arts
- Joeri Tsjesnokov (77), Russisch volleyballer
- Rudi Vis (69), Nederlands-Brits politicus en econoom[75]
- Ali-Ollie Woodson (58), Amerikaans R&B-zanger (The Temptations) en acteur

### 31 mei
- Louise Bourgeois (98), Frans-Amerikaans beeldhouwster
- Brian Duffy (76), Brits fotograaf
- Chris Haney (59), Canadees journalist en medebedenker Trivial Pursuit
- Helmer Koetje (57), Nederlands politicus en bestuurder

## Juni

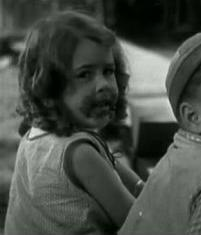
Dorothy DeBorba
2 juni

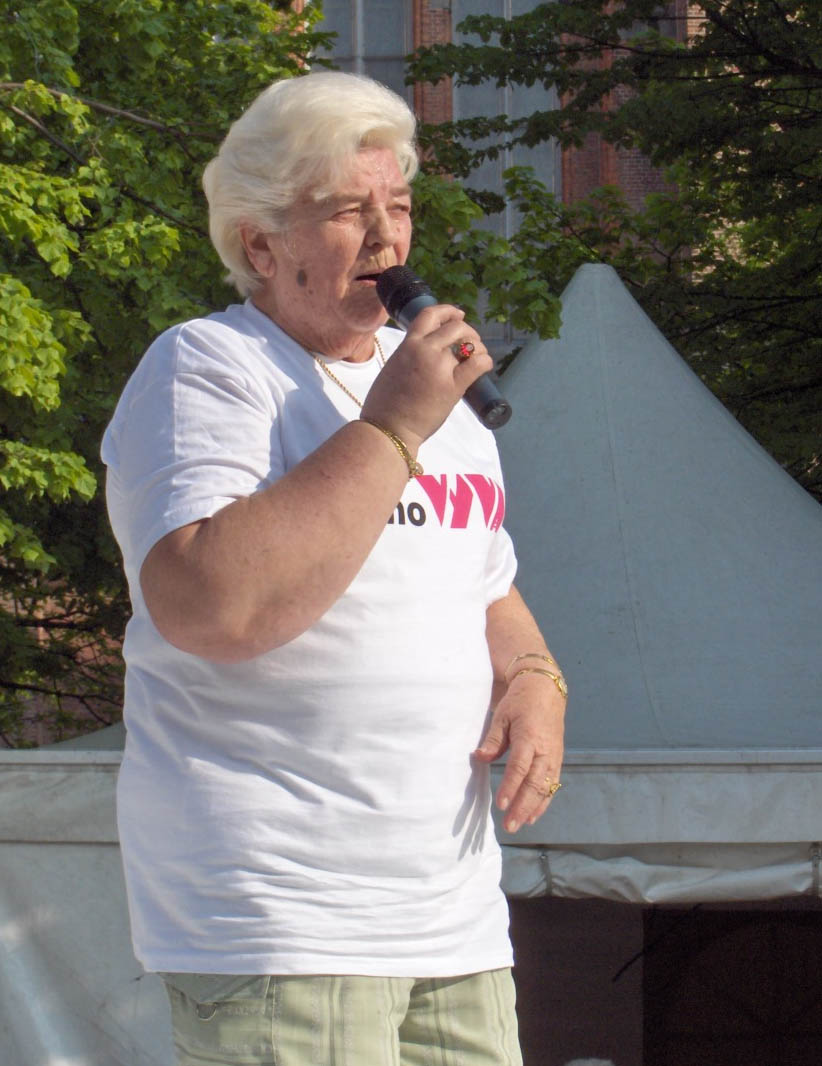
Lucy Loes
17 juni

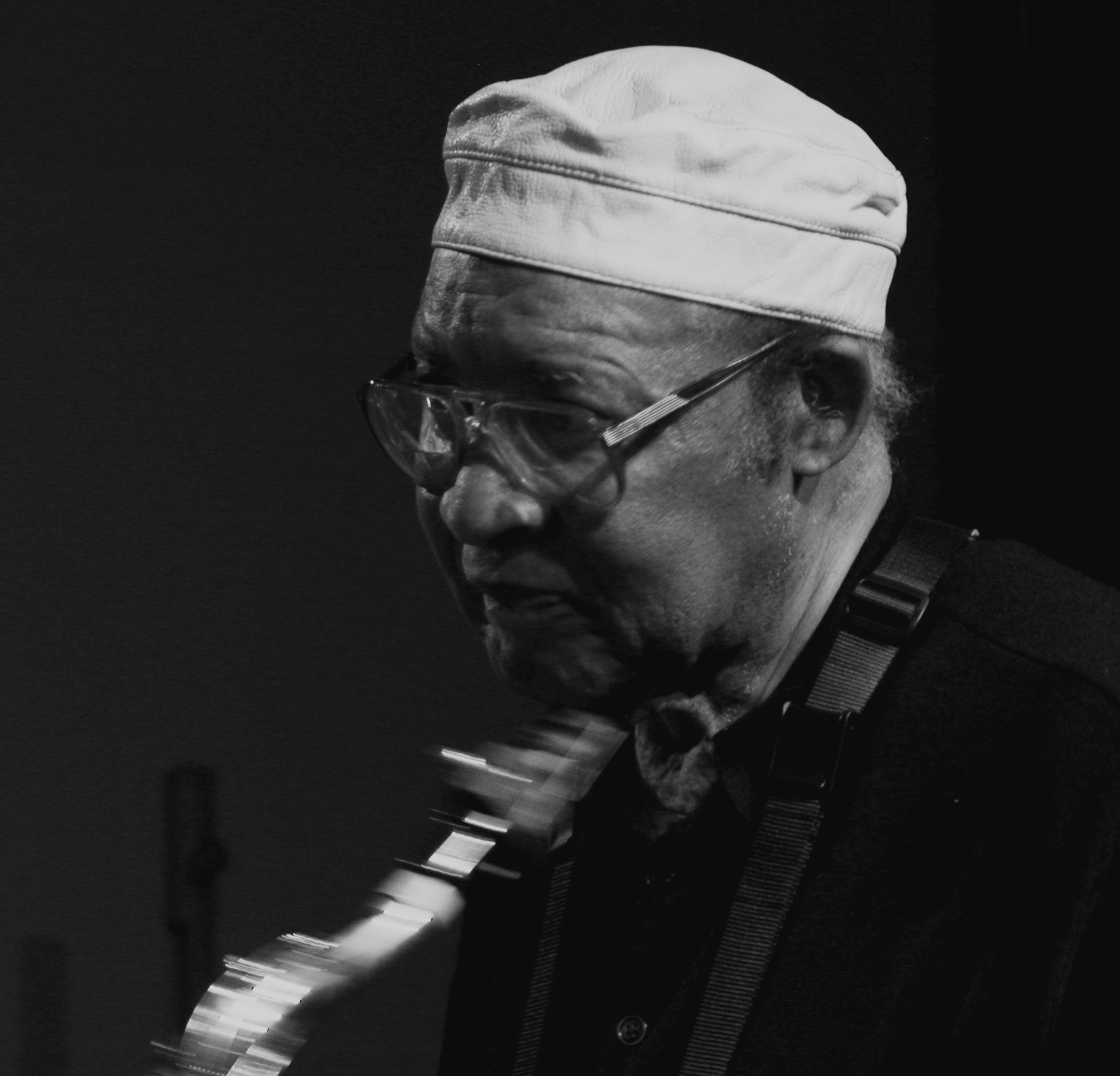
Fred Anderson
24 juni

| 1 | 2 | 3 | 4 | 5 | 6 | 7 | 8 | 9 | 10 | 11 | 12 | 13 | 14 | 15 | 16 | 17 | 18 | 19 | 20 | 21 | 22 | 23 | 24 | 25 | 26 | 27 | 28 | 29 | 30 |
| - | - | - | - | - | - | - | - | - | -- | -- | -- | -- | -- | -- | -- | -- | -- | -- | -- | -- | -- | -- | -- | -- | -- | -- | -- | -- | -- |

### 1 juni
- John Hagart (72), Schots voetballer en coach
- Kazuo Ohno (103), Japans danser
- Andrej Voznesenski (77), Russisch dichter en schrijver

### 2 juni
- Floribert Chebeya (46), Congolees mensenrechtenactivist
- Jean Coenen (54), Nederlands historicus en schrijver
- Dorothy DeBorba (85), Amerikaans actrice
- Giuseppe Taddei (93), Italiaans bariton

### 3 juni
- Vladimir Arnold (72), Russisch wiskundige
- Rue McClanahan (76), Amerikaans actrice

### 4 juni
- Richard Dunn (75), Amerikaans acteur
- Jan Wauters (71), Belgisch sportjournalist
- John Wooden (99), Amerikaans basketbalspeler en -coach

### 5 juni
- Arne Nordheim (78), Noors componist
- Jerome Verhaeghe (87), Belgisch journalist en televisiepionier

### 6 juni
- Mabi de Almeida (46), Angolees voetbalcoach
- Gyorgy Bulanyi (91), Hongaars priester
- Marvin Isley (56), Amerikaans muzikant (The Isley Brothers)
- Dana Key (56), Amerikaans gitarist en zanger
- Ladislav Smoljak (78), Tsjechisch filmregisseur
- Paul Wunderlich (83), Duits kunstenaar

### 7 juni
- Stuart Cable (40), Brits muzikant
- Mordechai Eliyahu (81), Israëlisch opperrabbijn
- Jack Harrison (97), Brits veteraan en laatste overlevende van Stalag Luft III
- Arsen Naydyonov (68), Russisch voetbalcoach
- Omar Rayo (82), Colombiaans kunstenaar

### 8 juni
- Ad Boogaerts (84), Nederlands voetbalscheidsrechter
- Ismael Blas Rolón Silvero (96), Paraguayaans aartsbisschop
- Crispian St. Peters (71), Brits popzanger
- Andréas Voutsinas (77), Grieks acteur

### 9 juni
- Theodore Jaracz (84), Amerikaans bestuurder van de Jehova's getuigen
- Christine Johnson (98), Amerikaans operazangeres en actrice
- Marina Semjonova (101), Russisch balletdanseres
- Mohammed Sylla (39), Guinees voetballer[76]
- Oleksandr Zintsjenko (53) Oekraïens politicus

### 10 juni
- Piet van Delden (82), Nederlands menner van vierspannen
- Ginette Garcin (82), Frans actrice
- Ferdinand Oyono (80), Kameroens schrijver en minister

### 11 juni
- Tigi Crow (57), Brits dressuuramazone
- Piet Jong (95), hoofdcommissaris van Amsterdam
- Sigmar Polke (69), Duits schilder en fotograaf

### 12 juni
- Benno Lemke (51), Duits politicus
- Alfredo Marcucci (80), Argentijns bandoneonmeester
- Egon Ronay (94), Hongaars-Brits eetgoeroe

### 13 juni
- Roy Avni (42), Israëlisch-Nederlands dj (Electronation)
- Jimmy Dean (81), Amerikaans countrymuzikant en acteur
- Emilio Macias II (76), Filipijns politicus
- Al Williamson (79), Amerikaans striptekenaar

### 14 juni
- Leonid Kizim (68), Oekraïens kosmonaut
- Manohar Malgonkar (96), Indiaas schrijver

### 15 juni
- Bekim Fehmiu (74), Servisch acteur
- Charles Hickcox (63), Amerikaans zwemmer en olympisch kampioen (1968)
- Heidi Kabel (95), Duits actrice en volkszangeres

### 16 juni
- Marc Bazin (78), Haïtiaans politicus
- Bill Dixon (84), Amerikaans jazzmuzikant
- Maureen Forrester (79), Canadees operazangeres
- Ronald Neame (99), Brits regisseur
- Garry Shider (56), Amerikaans muzikant
- P.G. Viswambharan (69), Indiaas filmregisseur

### 17 juni
- Prins Basel Al-Sabah (52), Koeweits sjeik
- Elżbieta Czyżewska (72), Pools-Amerikaans actrice
- Hans Dichand (89), Oostenrijks journalist en uitgever
- Sebastian Horsley (47), Engels excentriek kunstenaar en schrijver
- Lucy Loes (82), Belgisch volkszangeres[77]
- Marten van Marwijk Kooy (82), Nederlands burgemeester[78]
- Andy Ripley (62), Engels rugbyspeler
- Tivadar Spier (93), Nederlands verzetsstrijder en militair

### 18 juni
- Marcel Bigeard (94), Frans generaal
- Kalmen Opperman (90), Amerikaans klarinettist
- José Saramago (87), Portugees schrijver, winnaar Nobelprijs
- Hans Joachim Sewering (94), Duits arts en SS-officier
- Piet Struik (83), Nederlands pater en voorman Acht-Mei-beweging

### 19 juni
- Manute Bol (47), Soedanees basketballer[79]
- Carlos Monsiváis (72), Mexicaans schrijver, essayist en journalist
- Nico Smith (81), Zuid-Afrikaans geestelijke (anti-apartheid)

### 20 juni
- Lai Sun Cheung (59), Hongkongs voetballer en voetbalcoach
- Roberto Rosato (66), Italiaans voetballer
- Jaap Tinbergen (75), Nederlands astronoom

### 21 juni
- Manfred Römbell (68), Duits schrijver
- Tam White (67), Brits blueszanger
- Larry Jon Wilson (69), Amerikaans countryzanger

### 22 juni
- Shridhar Ramkhelawan (64), Surinaams politicus

### 23 juni
- Jörg Berger (65), Duits voetballer en voetbalcoach
- Frank Giering (38), Duits acteur
- Jan van Zuuren (89), Nederlands politicus

### 24 juni
- Fred Anderson (81), Amerikaans saxofonist
- Abs Hogenbosch (78), Nederlands burgemeester
- Kazimierz Paździor (75), Pools bokser
- Pete Quaife (66), Brits basgitarist

### 25 juni
- Viveka Babajee (37), Indiaas model
- Jet Naessens (94), Belgisch actrice
- Wu Guanzhong (91), Chinees schilder
- Peter-Christophe Runge (77), Duits bariton

### 26 juni
- Algirdas Brazauskas (77), president van Litouwen
- Benny Powell (80), Amerikaans jazz-muzikant
- Sergio Vega (40), Mexicaans zanger (El Shaka)
- Jos Wijnant (108), Nederlands oudste man

### 27 juni
- Corey Allen (75), Amerikaans acteur, regisseur, schrijver en producent
- Dolph Briscoe (87), Amerikaans politicus
- Niek Pancras (72), Nederlands acteur
- Stijntje Pratomo-Gret (90), Nederlands verzetsstrijdster
- RAMMΣLLZΣΣ (50), Amerikaans kunstenaar

### 28 juni
- Robert Byrd (92), Amerikaans politicus
- Nicolas Hayek (82), Zwitsers ondernemer
- Sjoerd Kooistra (59), Nederlands horeca-ondernemer
- Adolf Storms (90), Duits SS'er
- Rodolfo Torre Cantú (46), Mexicaans politicus
- Wolfgang Weber (74), Oostenrijks regisseur
- Bill Aucoin (67), Amerikaans manager van de band KISS

### 29 juni
- Jan Dirk Dengerink (89), Nederlands hoogleraar Reformatorische Wijsbegeerte
- Gordon Mulholland (89), Brits acteur
- Doug Ohlson (73), Amerikaans abstract kunstenaar
- Chandgi Ram (72), Indiaas worstelaar

### 30 juni
- Allyn Ferguson (85), Amerikaans componist
- Elliott Kastner (80), Amerikaans filmproducent
- Josef Kern (76), Oostenrijks volksmuzikant
- Lolita (79), Oostenrijks actrice en volkszangeres
- Park Yong-ha (32), Zuid-Koreaans zanger en acteur

## Juli

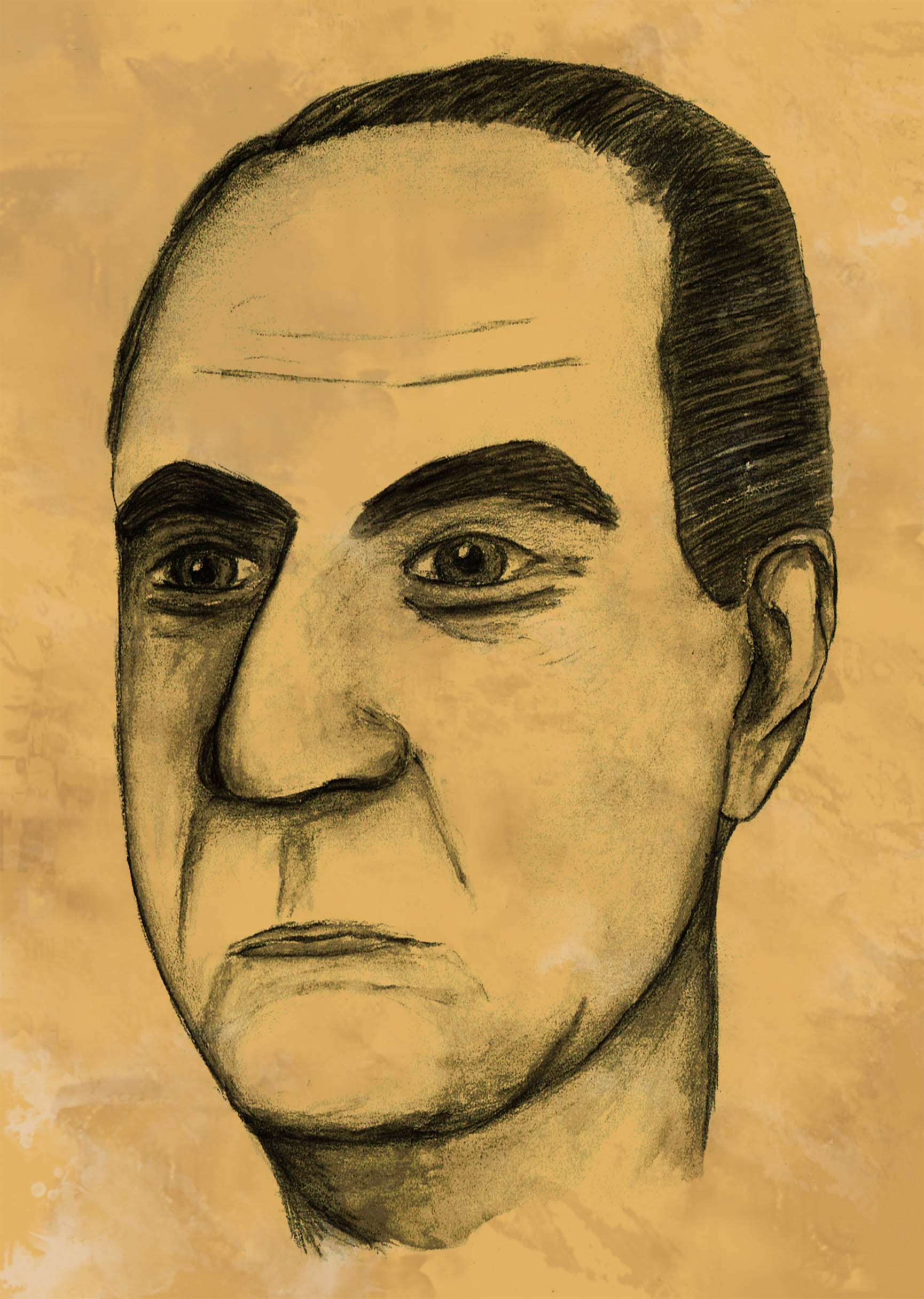
Félix Pons
2 juli

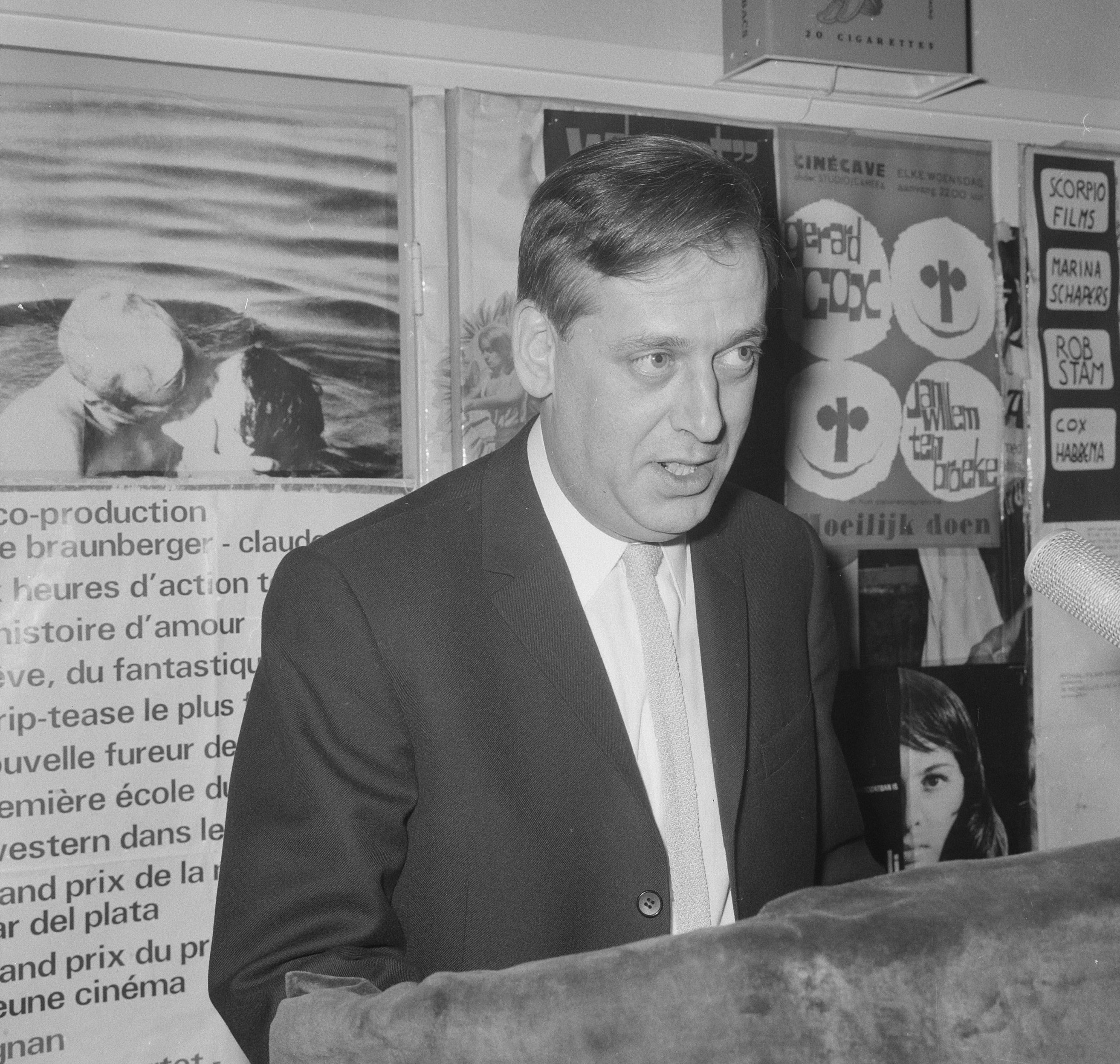
Jan Blokker
6 juli

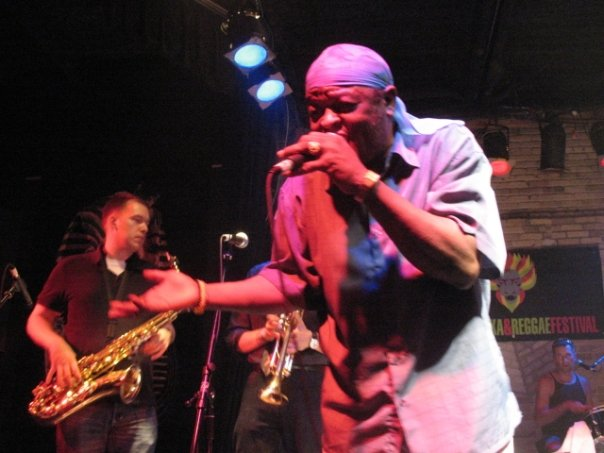
Sugar Minott
10 juli

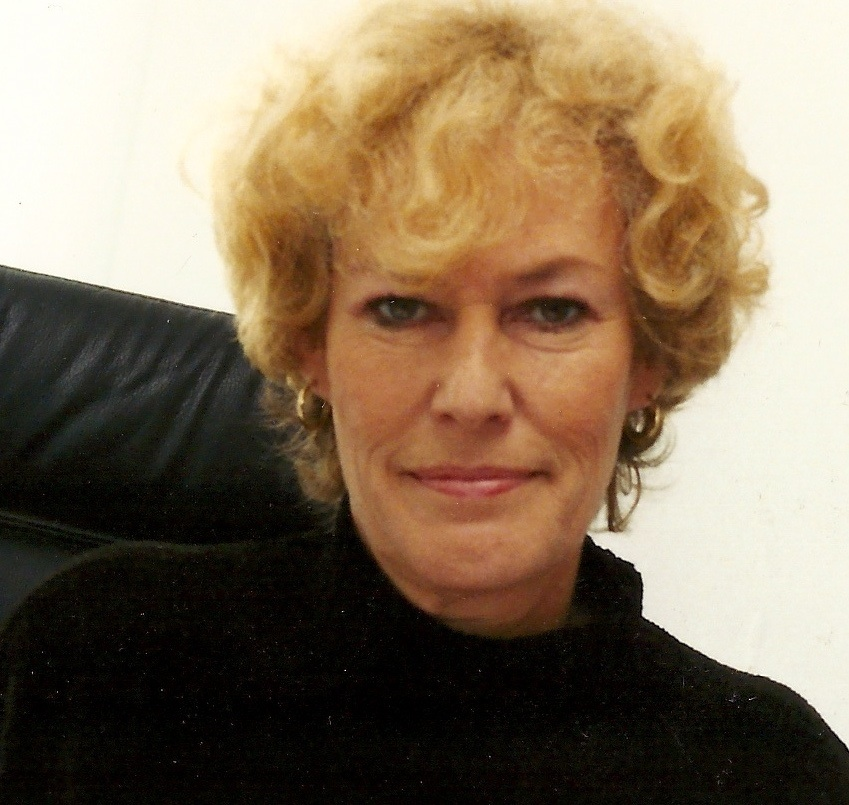
Lynde Blok
14 juli

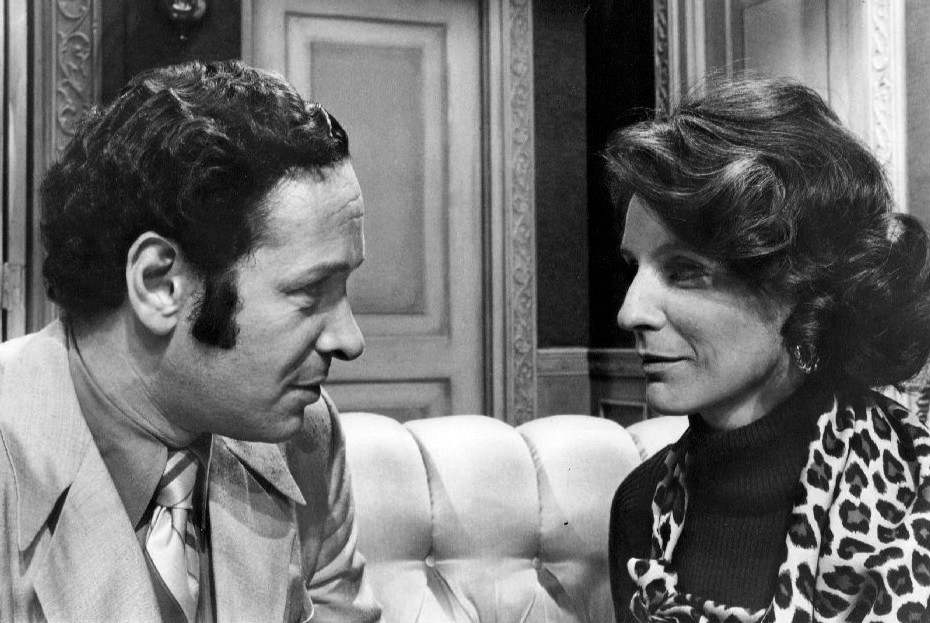
Larry Keith
18 juli

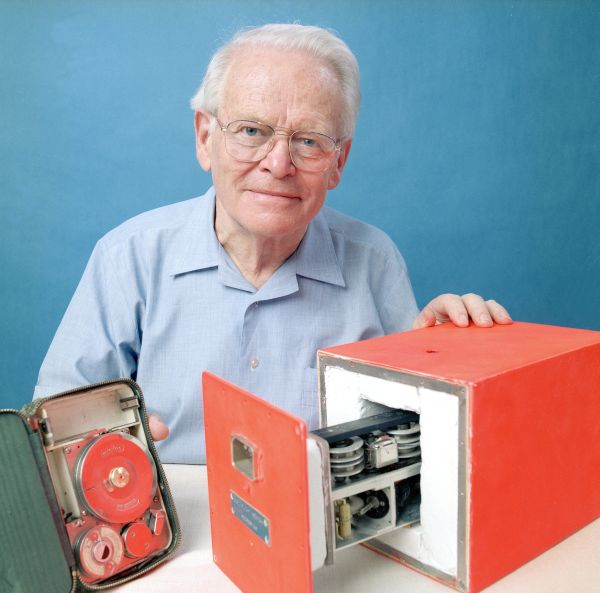
Dave Warren
19 juli

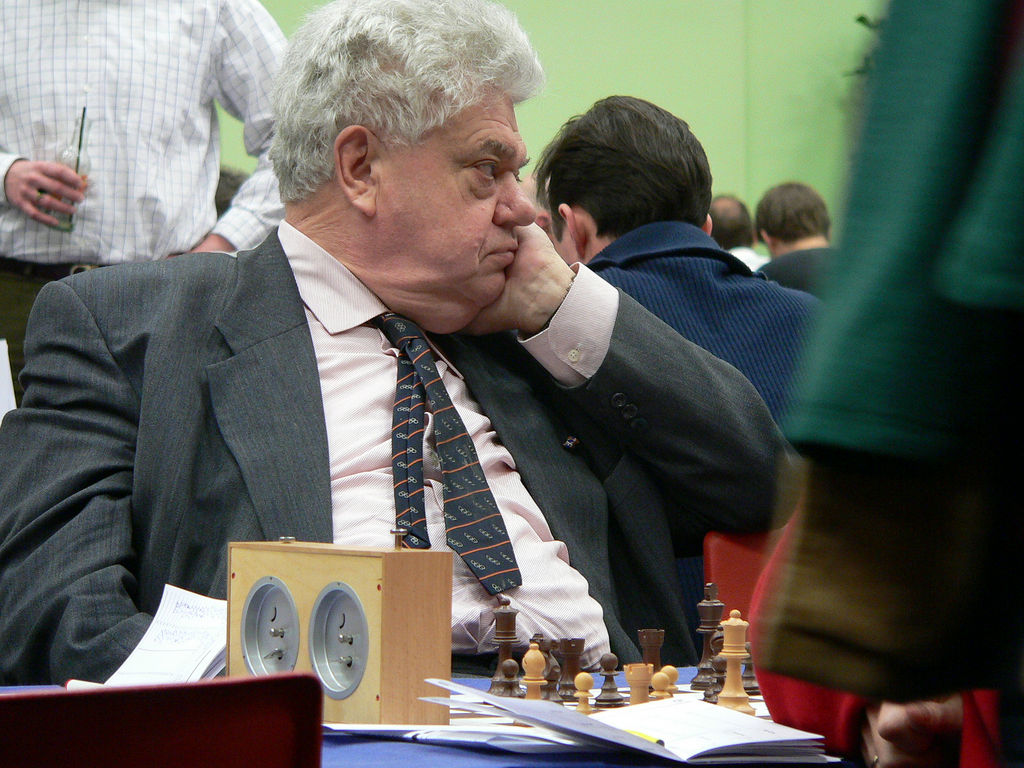
Henk Vonhoff
25 juli

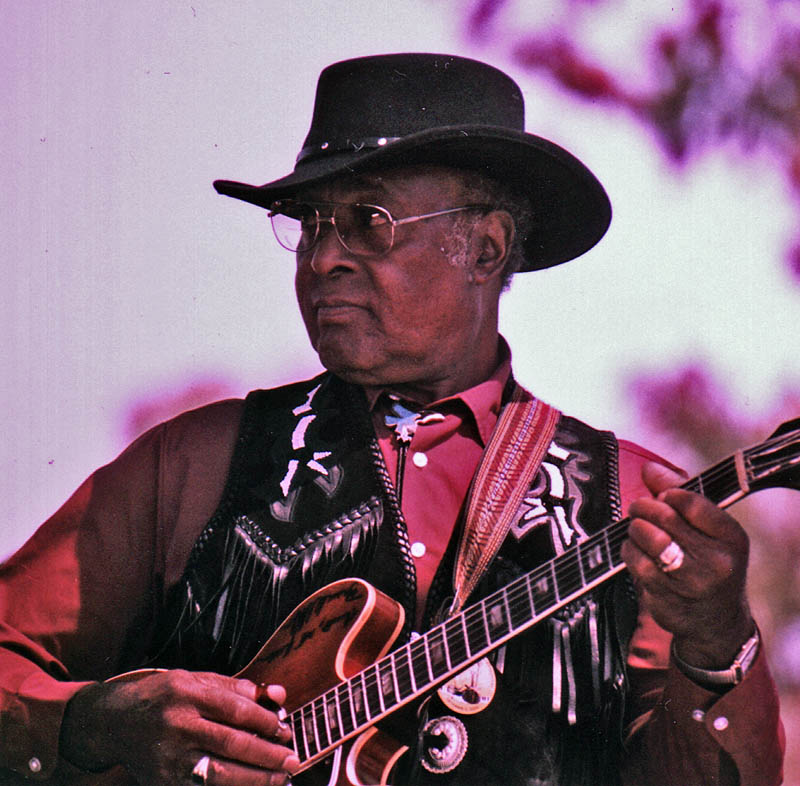
Phillip Walker
22 juli

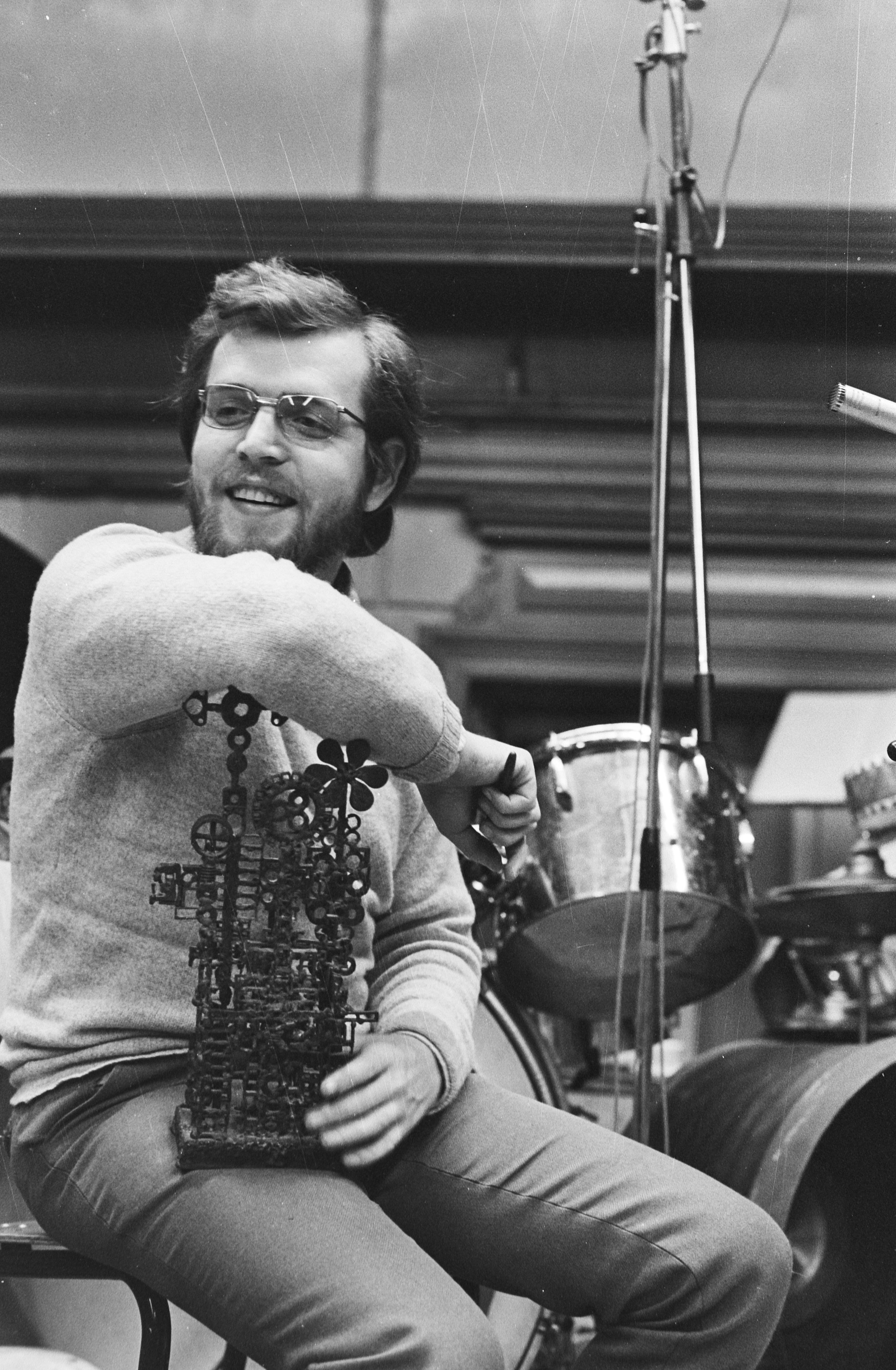
Willem Breuker
23 juli

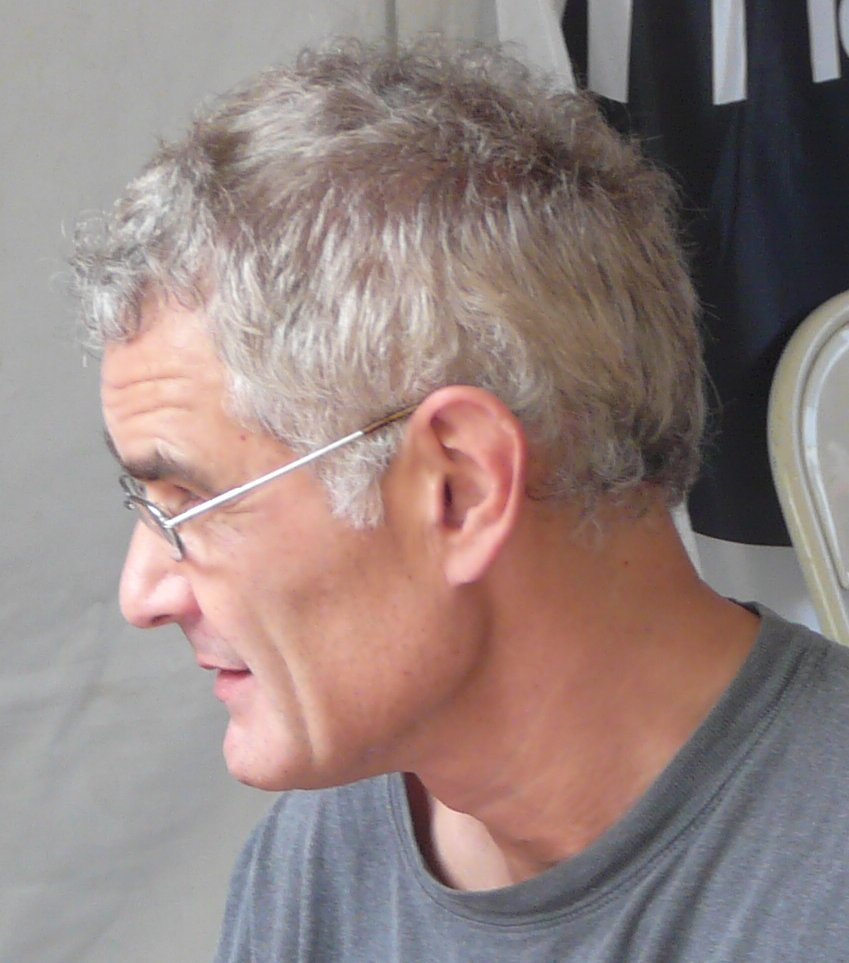
André Geerts
27 juli

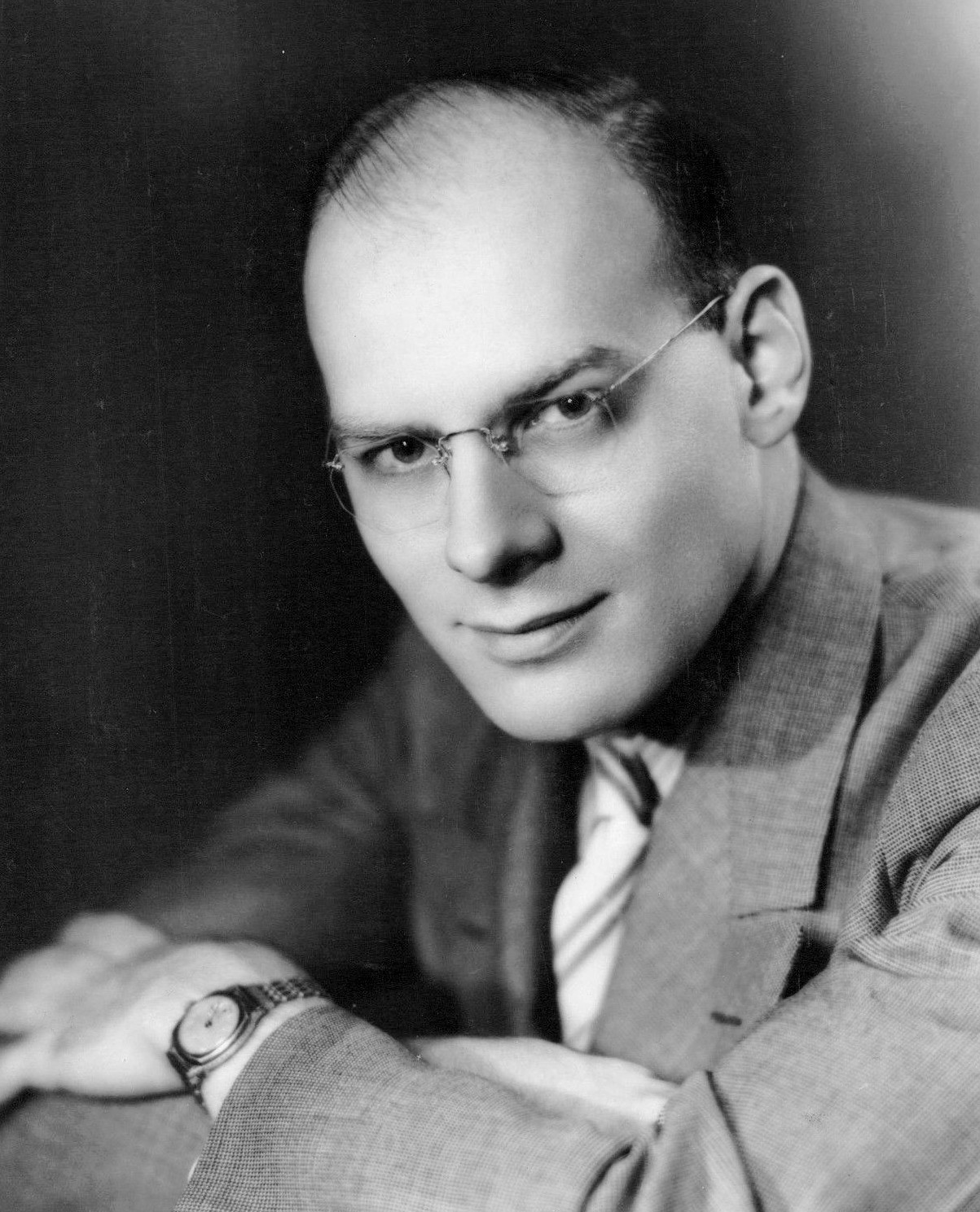
Mitch Miller
31 juli

| 1 | 2 | 3 | 4 | 5 | 6 | 7 | 8 | 9 | 10 | 11 | 12 | 13 | 14 | 15 | 16 | 17 | 18 | 19 | 20 | 21 | 22 | 23 | 24 | 25 | 26 | 27 | 28 | 29 | 30 | 31 |
| - | - | - | - | - | - | - | - | - | -- | -- | -- | -- | -- | -- | -- | -- | -- | -- | -- | -- | -- | -- | -- | -- | -- | -- | -- | -- | -- | -- |

### 1 juli
- Ramón Ayerra (73), Spaans schrijver
- Francisco Claver (81), Filipijns bisschop
- Arnold Friberg (96), Amerikaans kunstschilder
- Geoffrey Hutchings (71), Brits acteur
- Eddie Moussa (26), Zweeds voetballer
- Omar Ong Yoke Lin (92), Maleisisch politicus

### 2 juli
- Beryl Bainbridge (75), Engels schrijfster
- Mahfoud Ali Beiba (57), politicus uit de Westelijke Sahara
- Víctor de la Fuente (83), Spaans striptekenaar
- Dirk Grijspeirt (63), Belgisch acteur en regisseur
- Carl Adam Petri (83), Duits wiskundige en computerwetenschapper
- Félix Pons (67), Spaans politicus
- Tommy Tabermann (63), Fins schrijver en politicus
- Laurent Terzieff (75), Frans acteur
- Ilene Woods (81), Amerikaans actrice

### 3 juli
- Carlo Aymonino (84), Italiaans architect
- Abu Daoud (73), Palestijns terrorist
- Perry Dijkstra (72), Nederlands theatermaker en auteur
- Herbert Erhardt (79), Duits voetballer
- Gyula Feledy (82), Hongaars kunstenaar
- Carlos Juárez (94), Argentijns politicus
- Michel Morvan (45), Belgisch drummer
- Roberto Piva (72), Braziliaans dichter en schrijver

### 4 juli
- Huang You-di (98), Taiwanees musicus en componist
- Mohammad Hussein Fadlallah (74), Libanees geestelijk leider
- Marc Hoyois (64), Belgisch drummer, weduwnaar van Ann Christy, echtgenoot van Liliane Saint-Pierre

### 5 juli
- Jia Hongsheng (43), Chinees acteur
- Juanita M. Kreps (89), Amerikaans minister
- Cesare Siepi (87), Italiaans operazanger
- Nasr Abu Zayd (66), Egyptisch wetenschapper

### 6 juli
- Jan Blokker (83), Nederlands journalist
- Harvey Fuqua (80), Amerikaans rhythm-and-blues-zanger en platenproducent
- Igor Misko (23), Russisch ijshockeyspeler
- Matilde Rosa Lopes de Araújo (89), Portugees kinderboekenschrijfster
- Stanislaus Tobias Magombo (42), Malawisch bisschop
- Werner Schmalenbach (89), Duits-Zwitsers kunsthistoricus en museumcurator
- Simion Stanciu (60), Roemeens panfluitist
- Gijs Stappershoef (90) Nederlands televisiepionier
- Fritz Teufel (67), Duits studentenactivist en revolutionair
- Henk Wouters (82), Nederlands burgemeester

### 7 juli
- Hans-Georg Behr (73), Oostenrijks journalist en schrijver
- Frank Dochnal (89), Amerikaans autocoureur
- Robbie Jansen (60), Zuid-Afrikaans jazzmusicus
- Bidsina Kwernadse (82), Georgisch componist
- Jacques Pivin (79), Brussels burgemeester
- Bengt Sigurd (82), Zweeds taalkundige

### 8 juli
- Yehuda Amital (85), Israëlisch politicus
- Robert Freitag (94), Oostenrijks acteur
- Rainer Grün (60), Duits politicus
- Frans Mallan (85), Nederlands predikant
- Patrick Rice (64), Iers mensenrechten-activist

### 9 juli
- Basil Davidson (95), Brits historicus
- Clément Guillon (78), Frans bisschop
- Vonetta McGee (65), Amerikaans actrice
- Nobuyoshi Tamura (77), Japans aikidosensei
- Valentina Zakoretska (63), Sovjet-Oekraïens parachutiste

### 10 juli
- Magnolia Antonino (94), Filipijns politicus
- Rosine Lewin (89), Belgisch communiste
- Pierre Maguelon (77), Frans acteur
- Sugar Minott (54), Jamaicaans reggaemuzikant
- Aldo Sambrell (73), Spaans filmacteur en -regisseur
- Robert Spillane (45), Amerikaans acteur

### 11 juli
- Walter Hawkins (61), Amerikaans gospelzanger
- Ferenc Kállai (84), Hongaars acteur
- Rudi Strittich (88), Oostenrijks voetballer en -trainer

### 12 juli
- Günter Behnisch (88), Duits architect
- Olga Guillot (87), Cubaans zangeres
- James P. Hogan (69), Brits sciencefiction-schrijver
- Henryk Jankowski (73), Pools priester
- Tuli Kupferberg (86), Amerikaans dichter
- Paulo Moura (77), Braziliaans klarinettist en saxofonist
- Pius Njawe (53), Kameroens journalist
- Harvey Pekar (70), Amerikaans stripauteur
- Bernardino Rivera Alvarez (85), Boliviaans bisschop
- Martin Wein (85), Duits journalist en schrijver

### 13 juli
- Ken Barnes (81), Engels voetballer
- Georges Bortoli (87), Frans journalist
- Jean-Jules Chasse-Pot (77), Frans beeldhouwer
- Gilly Coman (50), Brits actrice
- Nino Defilippis (78), Italiaans wielrenner
- Alan Hume (85), Engels cineast
- George Steinbrenner (80), Amerikaans miljonair, eigenaar van de New York Yankees

### 14 juli
- Lynde Blok (60), Nederlands politica en burgemeester
- Günter Görlich (82), Duits auteur
- Seymour London (95), Amerikaans uitvinder
- Charles Mackerras (84), Australisch dirigent
- Mădălina Manole (43), Roemeens zangeres
- Joseph Robert Rodericks (83), Indiaas bisschop
- Gene Ludwig (73), Amerikaans jazzorganist
- Jorge Rojo Lugo (77), Mexicaans politicus

### 15 juli
- Hank Cochran (74), Amerikaans singer-songwriter
- Yandé Codou Sène (78), Senegalees zangeres
- Peter Fernandez (83), Amerikaans acteur, stemacteur en regisseur
- Tom Gage (67), Amerikaans atleet
- Kip King (72), Amerikaans acteur
- Wim van Klaveren (79), Nederlands bokser en sportbestuurder
- Luo Pinchao (98), Chinees operazanger
- Werner Schmidt (80), Duits kunsthistoricus
- Josef Sudbrack (85), Duits theoloog

### 16 juli
- Aleksandr Bolosjev (63), Russisch basketballer
- James Gammon (70), Amerikaans acteur
- Kazimierz Imieliński (81), Pools seksuoloog
- Michail Lavrentjev (77), Russisch wiskundige
- Jean Montreuil (89), Frans biochemicus
- Carlos Torres Vila (63), Argentijns folklorezanger

### 17 juli
- Evaristus Thatho Bitsoane (71), Lesothaans bisschop
- Sacha Briquet (80), Frans acteur
- Bernard Giraudeau (63), Frans acteur
- Henk Smit (78), Nederlands bas-bariton
- Ioannis Stefas (61), Grieks voetballer

### 18 juli
- Renato De Carmine (87), Italiaans acteur
- Philippe Faure (58), Frans acteur
- Larry Keith (79), Amerikaans acteur

### 19 juli
- Joseph Aghoghovbia (69), Nigeriaans voetballer
- Cécile Aubry (81), Frans actrice en kinderboekenschrijfster
- Gerson Goldhaber (86), Amerikaans fysicus
- Andy Hummel (59), Amerikaans bassist (Big Star)
- Jim Neu (56), Amerikaans toneelschrijver
- Stephen Schneider (65), Amerikaans klimatoloog
- Dave Warren (85), Australisch uitvinder

### 20 juli
- Dagmar Altrichter (85), Duits actrice en stemactrice
- Raúl Arsenio Casado (81), Argentijns aartsbisschop
- Adolf Dragičević (85), Joegoslavisch econoom
- Iris Gower (75), Welsh schrijfster
- Benedikt Gröndal (86), IJslands politicus (oud-premier)
- Wil Storm-Landweer (84), Nederlands zwemcoach en -bestuurder

### 21 juli
- Luis Corvalán (93), Chileens communistenleider
- Horst Haecks (73), Duits voetballer
- Edna Healey (92), Brits schrijfster
- Anthony Rolfe Johnson (69), Brits tenor
- Mabel Lang (93), Amerikaans archeologe
- Heinrich Schmieder (40), Duits acteur
- Wesley C. Skiles (52), Amerikaans onderwaterfilmmaker
- Domingos Gabriel Wisniewski (82), Braziliaans bisschop

### 22 juli
- Hanny Alders (64), Nederlands schrijfster
- Harry Beckett (75), Brits jazzmuzikant
- Herbert Giersch (89), Duits econoom
- Carl Gordon (78), Amerikaans acteur
- Karlijn van Overbeek (39), Nederlands journaliste
- Rebel Randall (88), Amerikaans model en actrice
- Werner Stötzer (79), Duits beeldhouwer
- Florencio Vargas (79), Filipijns politicus
- Phillip Walker (73), Amerikaans bluesmuzikant

### 23 juli
- Willem Breuker (65), Nederlands musicus en componist
- Ate Doornbosch (84), Nederlands volkskundige en presentator
- Jan Halldoff (70), Zweeds regisseur
- Daniel Schorr (93), Amerikaans journalist

### 24 juli
- Theo Albrecht (88), Duits ondernemer, oprichter winkelketen Aldi
- John Callahan (59), Amerikaans cartoonist
- Alex Higgins (61), Noord-Iers snookerspeler
- Igor Talankin (82), Russisch regisseur

### 25 juli
- Kamel Assaad (78), Libanees politicus
- Ans Niesink (91), Nederlands atlete
- José Segú (75), Spaans wielrenner
- Henk Vonhoff (79), Nederlands politicus

### 26 juli
- Al Goodman (67), Amerikaans soulzanger
- Ben Hemerijckx (56), Belgisch acteur en toneelregisseur
- Ben Keith (73), Amerikaans muzikant en muziekproducent
- Mićun Jovanić (57), Kroatisch voetballer en voetbaltrainer

### 27 juli
- Johnny Carson (77), Amerikaans muziekpromotor
- Maury Chaykin (61), Canadees-Amerikaanse acteur
- André Geerts (54), Belgisch stripauteur
- Wallace Souza (51), Braziliaans tv-presentator, politicus en crimineel

### 28 juli
- Chris Dagley (38), Brits jazz-drummer
- István Moná (69), Hongaars atleet
- Derf Scratch (58), Amerikaans basgitarist

### 29 juli
- Karl Elsener (75), Zwitsers voetbaldoelman
- Lorene Yarnell (66), Amerikaans danseres en mime-artieste (Shields & Yarnell)

### 30 juli
- Michele Causse (74), Frans schrijfster en vertaalster
- Otto Joachim (99), Duits componist
- Mans Middelweerd (89), Nederlands burgemeester
- Stefka Sabotinova (80), Bulgaars volkszangeres

### 31 juli
- Suso Cecchi D'Amico (96), Italiaans scenarioschrijfster
- Pedro Dellacha (84), Argentijns voetballer
- Tom Mankiewicz (68), Amerikaans scenarioschrijver
- Mitch Miller (99), Amerikaans orkestleider en tv-presentator

## Augustus

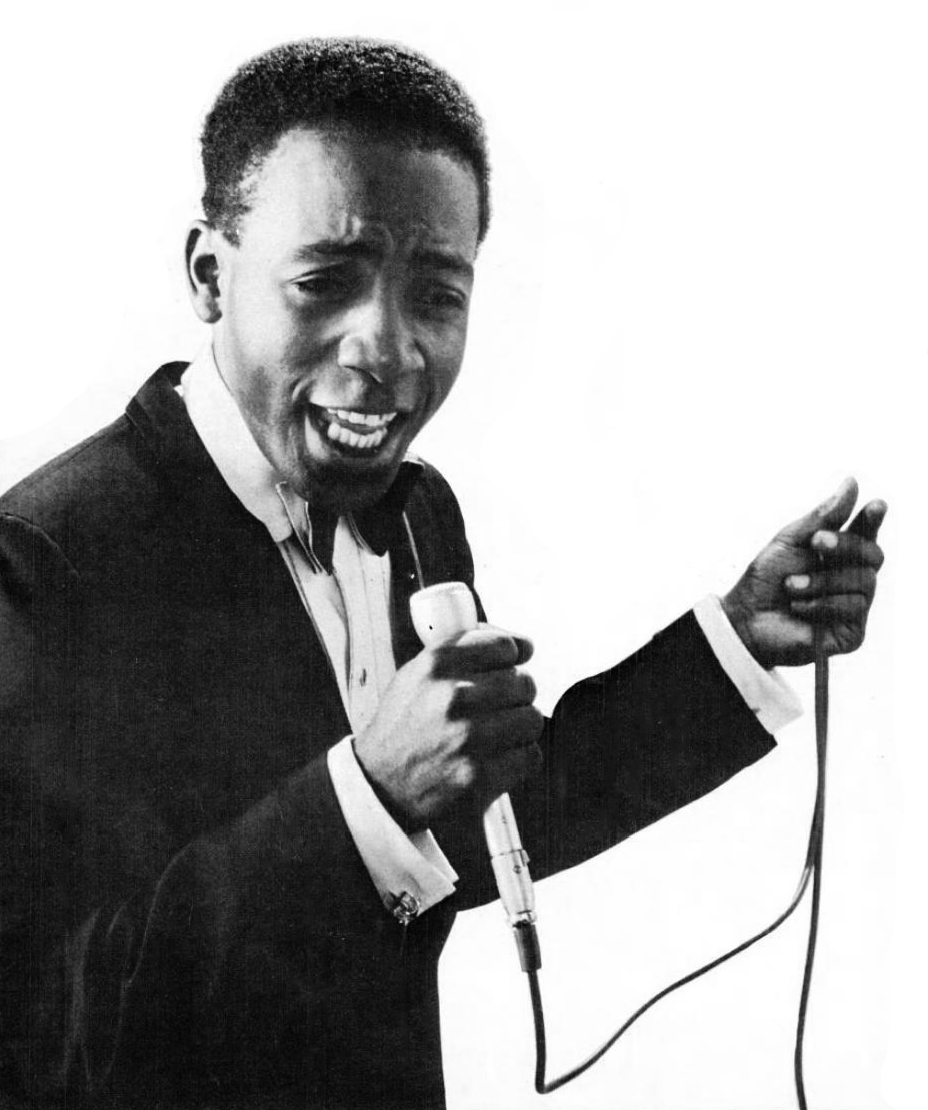
Bobby Hebb
3 augustus

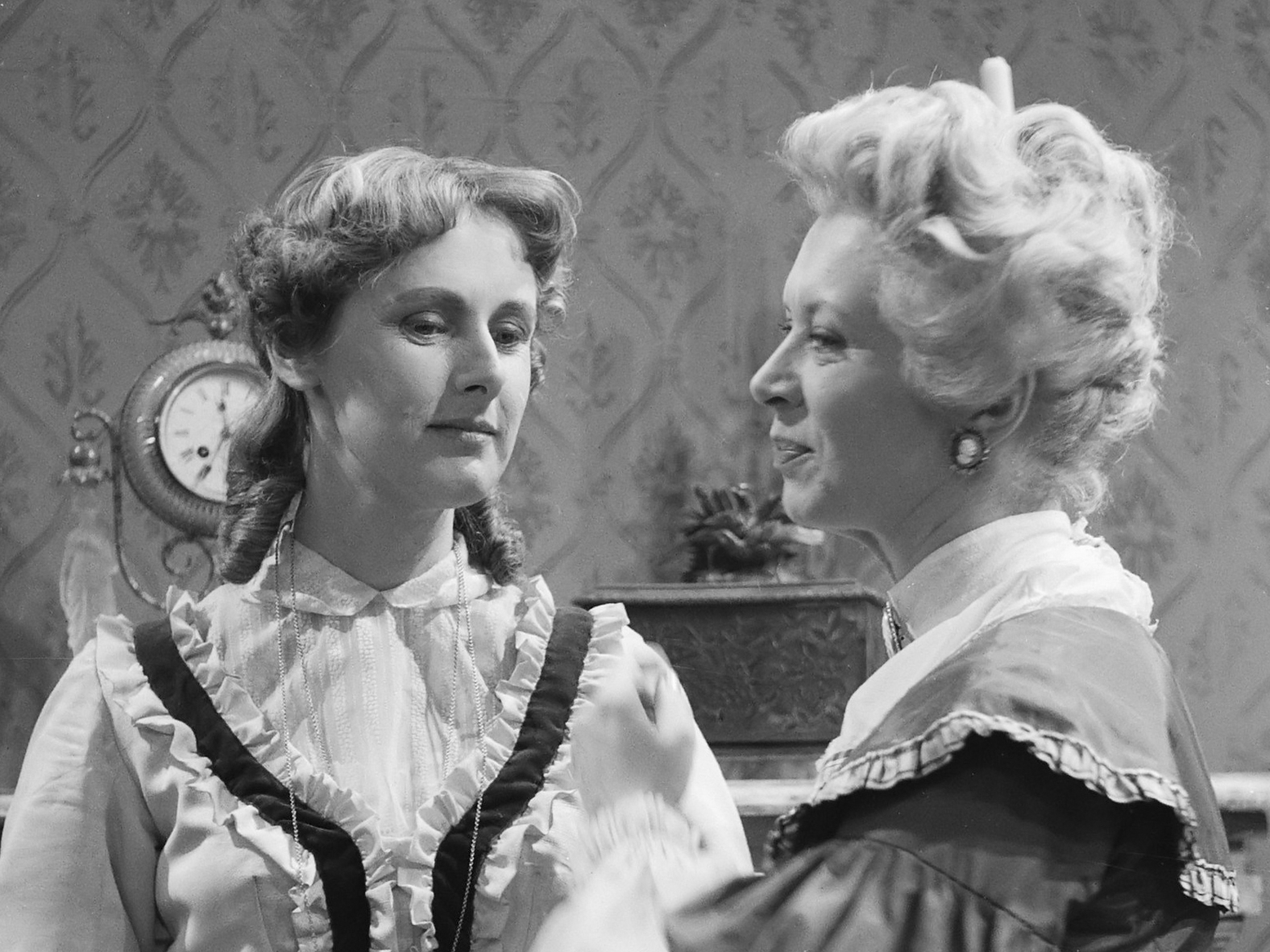
Manon Alving (rechts)
7 augustus

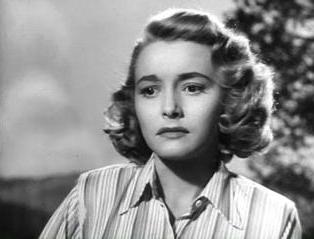
Patricia Neal
8 augustus

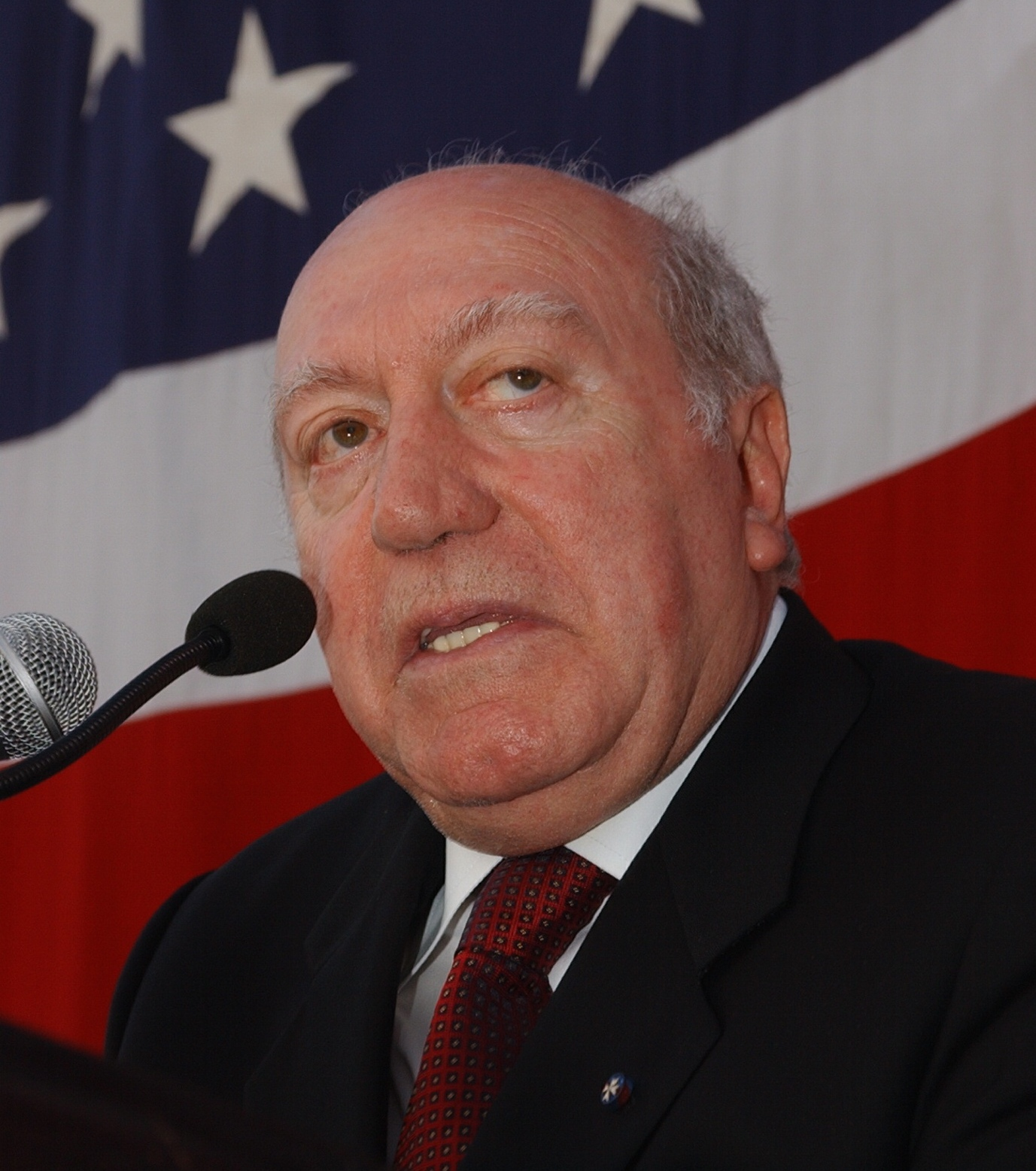
Guido de Marco
12 augustus

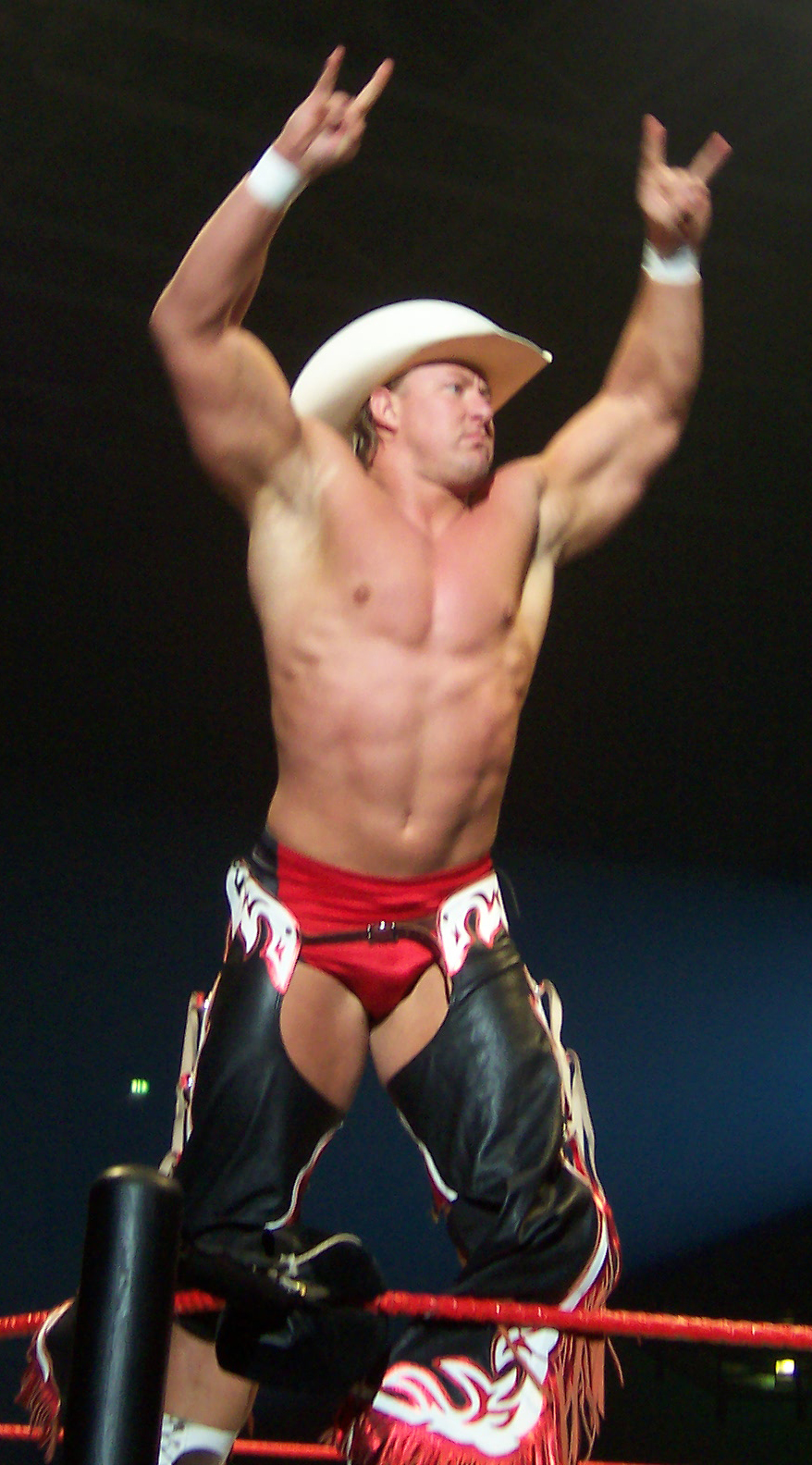
Lance Cade
13 augustus

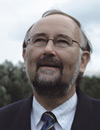
Jan de Groot
20 augustus

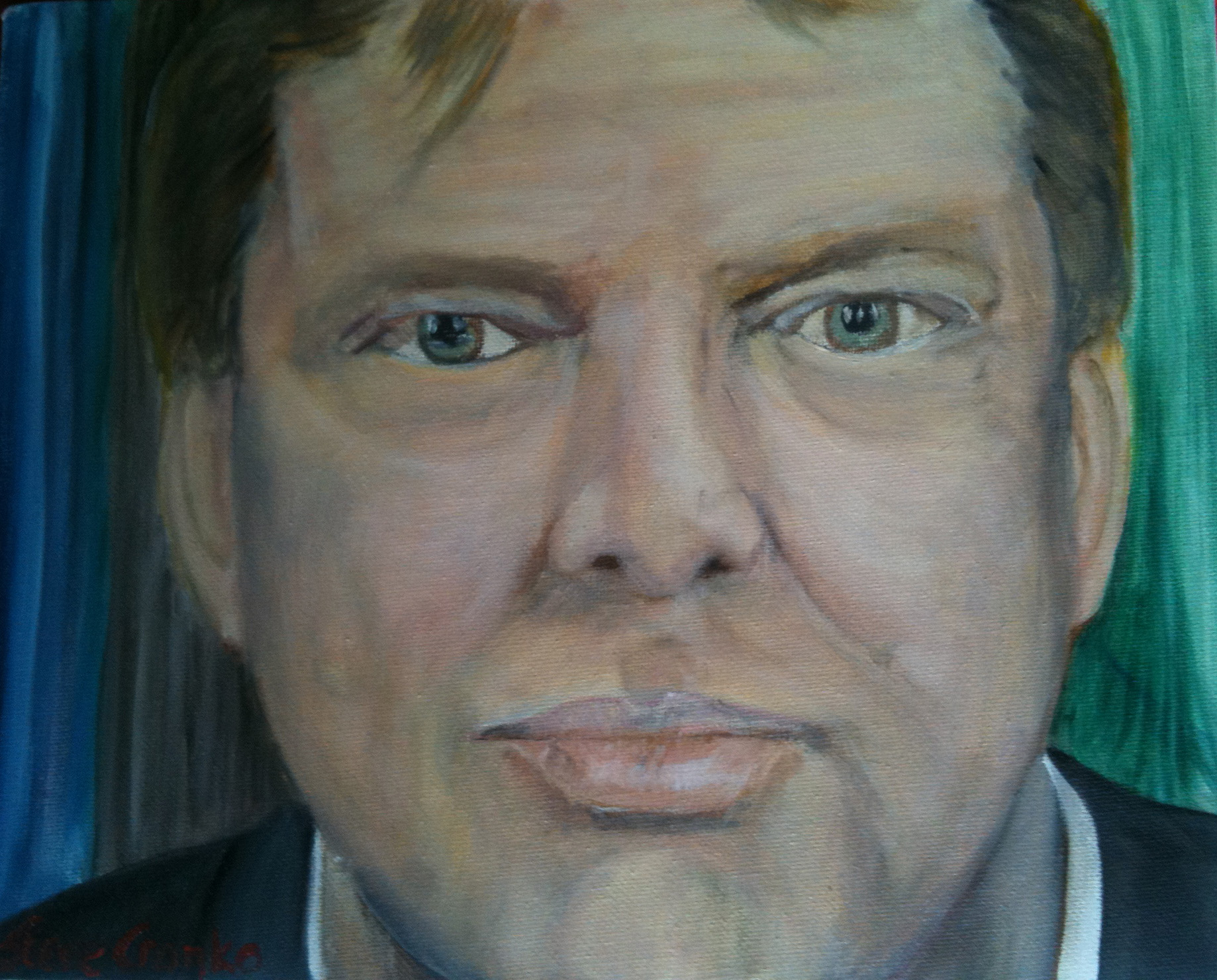
Conny Mus, schilderij van Steve Cranko
20 augustus

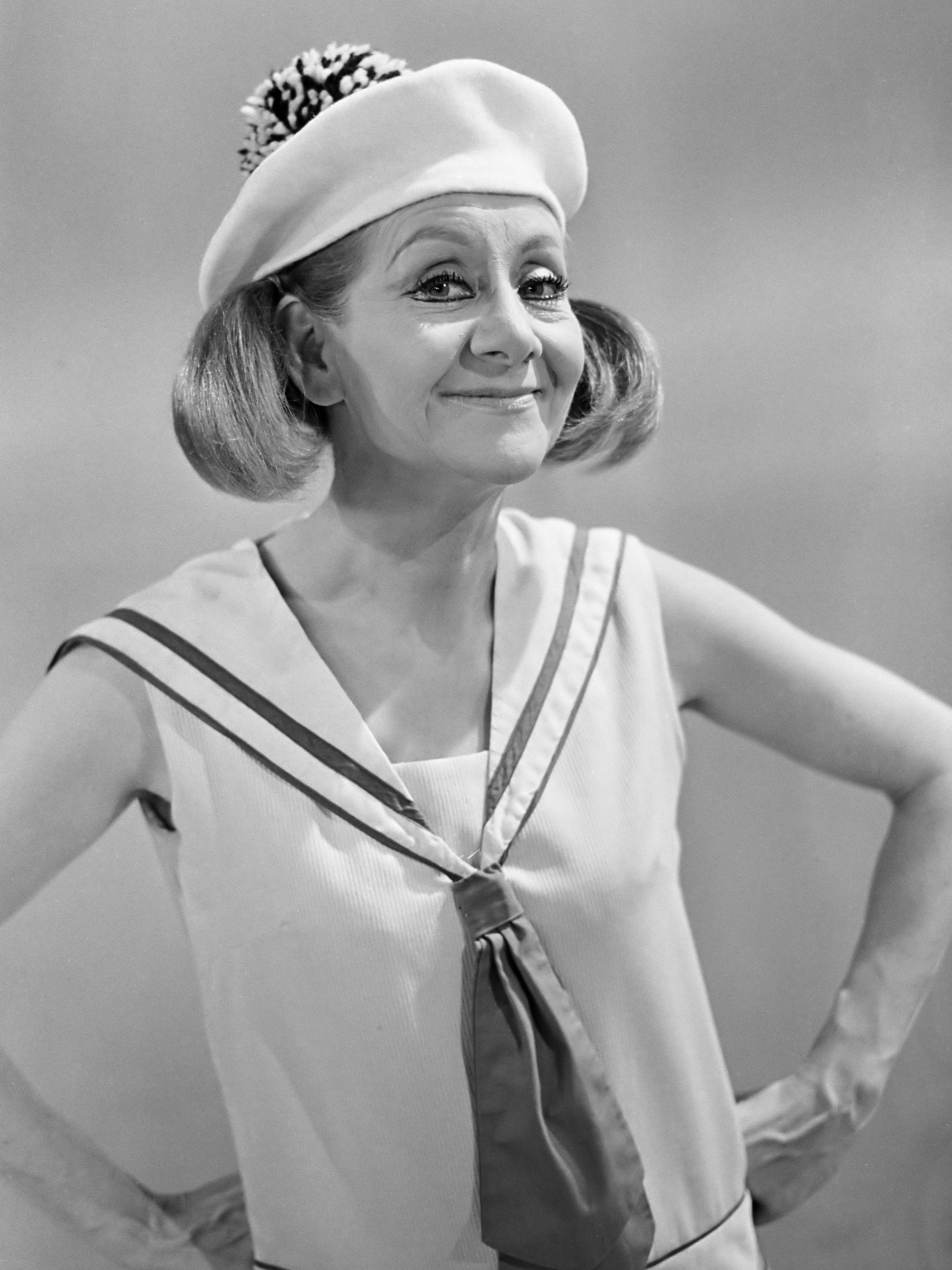
Conny Stuart
22 augustus

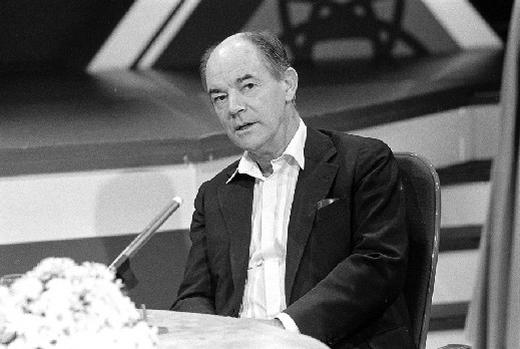
Ton van Duinhoven
26 augustus

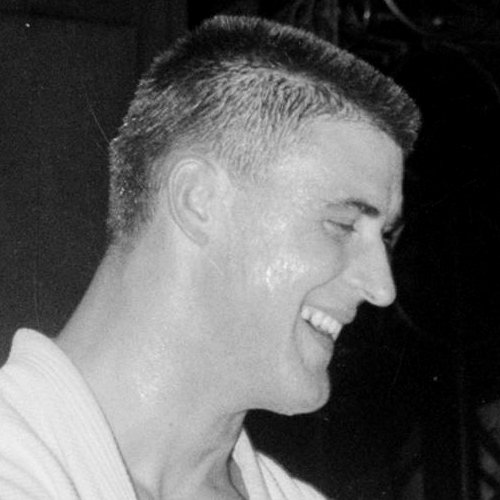
Anton Geesink in 1961
27 augustus

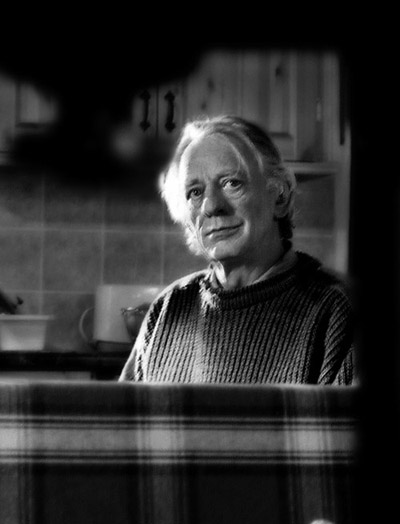
Mick Lally
31 augustus

| 1 | 2 | 3 | 4 | 5 | 6 | 7 | 8 | 9 | 10 | 11 | 12 | 13 | 14 | 15 | 16 | 17 | 18 | 19 | 20 | 21 | 22 | 23 | 24 | 25 | 26 | 27 | 28 | 29 | 30 | 31 |
| - | - | - | - | - | - | - | - | - | -- | -- | -- | -- | -- | -- | -- | -- | -- | -- | -- | -- | -- | -- | -- | -- | -- | -- | -- | -- | -- | -- |

### 1 augustus
- Robert F. Boyle (100), Amerikaans artdirector en productieontwerper
- Éric Etcheverry (51), Frans acteur

### 2 augustus
- Ansgar Nierhoff (68), Duits beeldhouwer

### 3 augustus
- Bobby Hebb (72), Amerikaans zanger

### 5 augustus
- Godfrey Binaisa (90), president van Oeganda
- Yuri Shishlov (65), Russisch voetbalcoach

### 6 augustus
- Phelps Collins (66), Amerikaans muzikant
- Tony Judt (62), Brits historicus
- Pentti Linnosvuo (77), Fins sportschutter
- André Telting (74), Surinaams politicus en bankier
- Gerrit Trooster (82), Nederlands voetballer

### 7 augustus
- Manon Alving (87), Nederlands actrice
- Bruno Cremer (80), Frans acteur
- Bob de Ronde (65), Nederlands journalist

### 8 augustus
- Charlie Davao (75), Filipijns acteur
- Patricia Neal (84), Amerikaans actrice
- Jack Parnell (87), Brits drummer
- Massamasso Tchangaï (32), Togolees voetballer

### 9 augustus
- Lies Sluijters (86), Nederlands atlete
- Ted Stevens (86), Amerikaans politicus

### 10 augustus
- Dana Dawson (36), Amerikaans zangeres en actrice
- Antonio Pettigrew (42), Amerikaans atleet
- Radomír Šimůnek (48), Tsjechisch veldrijder
- John Louis Mansi (83), Brits acteur

### 11 augustus
- Ger Lagendijk (68), Nederlands voetbalmakelaar en zaakwaarnemer
- Markus Liebherr (62), Zwitsers zakenman en sportbestuurder
- Dan Rostenkowski (82), Amerikaans politicus
- Bruno Schleinstein (78), Duits acteur
- Kurt Zapf (80), Oost-Duits voetballer

### 12 augustus
- Laurence Gardner (67), Brits schrijver en docent in de alternatieve historie
- André Kim (75), Zuid-Koreaans modeontwerper
- Guido de Marco (79), president van Malta

### 13 augustus
- Lance Cade (29), Amerikaans professioneel worstelaar
- Esteban Jordan (71), Amerikaans accordeonist

### 14 augustus
- Herman Franke (61), Nederlands schrijver
- Herman Leonard (87), Amerikaans fotograaf
- Abbey Lincoln (80), Amerikaans jazzzangeres
- Gloria Winters-Vernon (78), Amerikaans actrice

### 15 augustus
- Robert Wilson (53), Amerikaans muzikant (The Gap Band)

### 16 augustus
- Nicola Cabibbo (75), Italiaans natuurkundige
- Christopher Freeman (89), Brits econoom
- Paul Hatry (80), Belgisch politicus
- Dimitrios Ioannidis (87), Grieks militair en juntalid

### 17 augustus
- Francesco Cossiga (82), president van Italië
- Alejandro Maclean (41), Spaans piloot
- François Marcantoni (90), Frans-Corsicaans verzetsstrijder en gangster

### 18 augustus
- Carlos Hugo van Bourbon-Parma (80), troonpretendent van Spanje
- Harold Connolly (79), Amerikaans atleet
- Kenny Edwards (64), Amerikaans popgitarist
- Bill Millin (88), Schots doedelzakspeler "Piper Bill"
- Efraim Sevela (82), Russisch schrijver en scenarist

### 19 augustus
- Michael Been (60), Amerikaans zanger (The Call)
- Gerhard Beil (84), Oost-Duits politicus
- Edwin Morgan (90), Schots dichter
- Piet Wolters (90), Nederlands burgemeester

### 20 augustus
- Alberto Ablondi (85), Italiaans bisschop
- James Dooge (88), Iers politicus
- Jan de Groot (58), Nederlands burgemeester
- Charles Haddon (22), Brits zanger (Ou Est Le Swimming Pool)
- Gyda Hansen (72), Deens filmactrice
- Tiberio Murgia (81), Italiaans filmacteur
- Conny Mus (59), Nederlands journalist
- Jim Wehba (Skandor Akbar) (75), Amerikaans professioneel worstelaar en manager

### 21 augustus
- Chloé Graftiaux (23), Belgisch muurklimster
- Christoph Schlingensief (49), Duits regisseur
- Frits van der Ven (79), Nederlands pater jezuïet

### 22 augustus
- Piet Al (72), Nederlands geestelijke
- Stjepan Bobek (86), Joegoslavisch voetballer en voetbalcoach
- Michel Montignac (66), Frans voedingsspecialist
- Conny Stuart (96), Nederlandse zangeres, actrice, cabaretière en musicalster

### 23 augustus
- Marcel Albert (92), Frans luchtmachtpiloot
- Bill Phillips (74), Amerikaans countryzanger
- George David Weiss (89), Amerikaans liedjesschrijver

### 24 augustus
- Olivier Boclinville (47), Belgisch burgemeester van Bertrix en Luxemburgs provincieraadslid
- Satoshi Kon (46), Japans filmregisseur (anime)
- Gibson Sibanda (66), Zimbabwaans politicus, activist en vakbondsleider

### 25 augustus
- Daniel Philemotte (62), Belgisch zakenman
- Karel Van Isacker (97), Belgisch historicus en geestelijke

### 26 augustus
- Ton van Duinhoven (89), Nederlands acteur, tekstschrijver en journalist
- Raimon Panikkar (91), Spaans priester en theoloog
- William Lenoir (71), Amerikaans astronaut

### 27 augustus
- Ueli Beck (79), Zwitsers acteur[80]
- Corinne Day (48), Brits modefotografe[81]
- Anton Geesink (76), Nederlands judoka en sportbestuurder[82]
- Luna Vachon (48), Canadees professioneel worstelaar

### 28 augustus
- Ivan De Witte (98), Belgisch ondernemer
- Daniel Ducarme (56), Belgisch politicus
- Willi Hölz (81), Duits voetballer
- Jan Vriezo Voortman (90), Nederlands verzetsstrijder

### 29 augustus
- Appie Baantjer (86), Nederlands misdaadschrijver
- Dejene Birhanu (29), Ethiopisch atleet
- Firmin de Weijer (79), Belgisch journalist

### 30 augustus
- Louis Calebout (82), Belgisch bokser
- Alain Corneau (67), Frans filmmaker
- Victoria Longley (49), Australisch actrice
- Francisco Varallo (100), Argentijns voetballer

### 31 augustus
- Omer Dhaenens (87), Belgisch wielrenner
- Laurent Fignon (50), Frans wielrenner
- Jan van 't Hooft (83), Nederlands burgemeester
- Mick Lally (64), Iers acteur
- Jef Ulburghs (88), Belgisch priester en politicus

## September

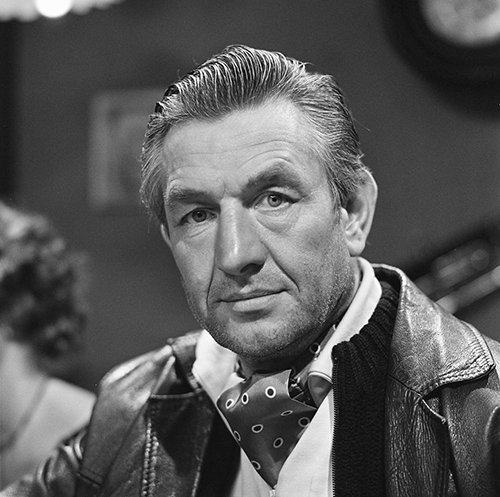
Frans Koppers
1 september

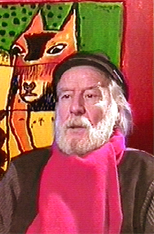
Corneille
5 september

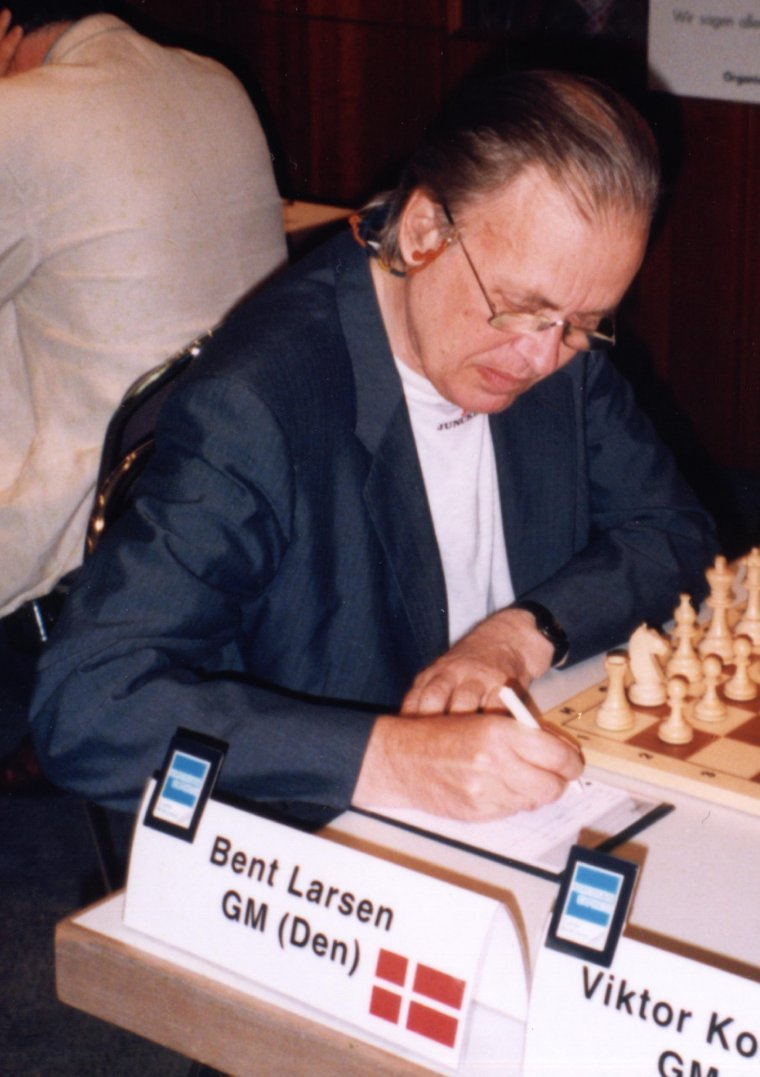
Bent Larsen
9 september

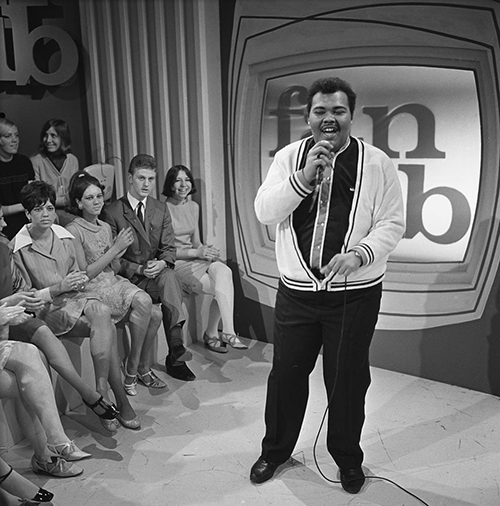
Big John Russell
12 september

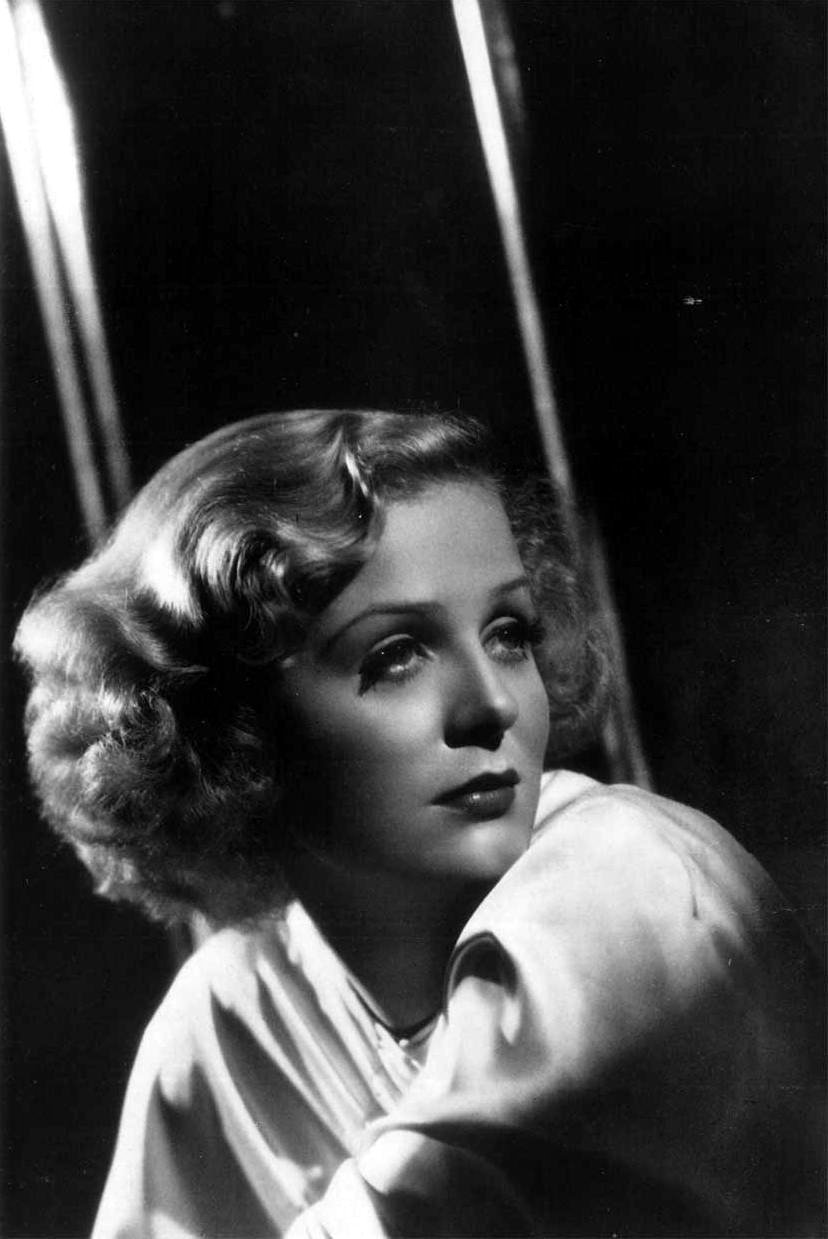
Gloria Stuart
26 september

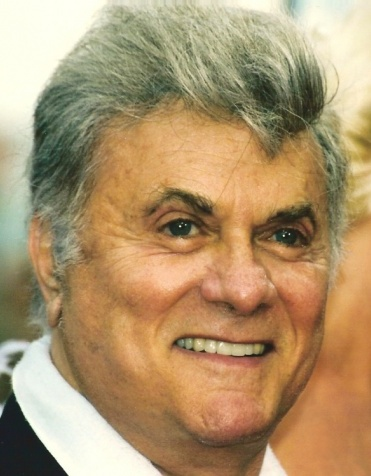
Tony Curtis
29 september

| 1 | 2 | 3 | 4 | 5 | 6 | 7 | 8 | 9 | 10 | 11 | 12 | 13 | 14 | 15 | 16 | 17 | 18 | 19 | 20 | 21 | 22 | 23 | 24 | 25 | 26 | 27 | 28 | 29 | 30 |
| - | - | - | - | - | - | - | - | - | -- | -- | -- | -- | -- | -- | -- | -- | -- | -- | -- | -- | -- | -- | -- | -- | -- | -- | -- | -- | -- |

### 1 september
- Cammie King (76), Amerikaans actrice[83]
- Frans Koppers (77), Nederlands acteur[84]
- Jean Nelissen (74), Nederlands sportjournalist[85]

### 2 september
- Shmuel Eisenstadt (86), Israëlisch socioloog
- Robert Garcia (72), Belgisch politicus
- Jackie Sinclair (67), Schots voetballer
- Morgan White (86), Amerikaans acteur

### 3 september
- José Augusto Torres (71), Portugees voetballer
- Oleg Bebenin (36), Wit-Russisch politicus
- Micky Burn (97), Engels journalist, veteraan, schrijver en dichter
- Mike Edwards (62), Engels musicus (Electric Light Orchestra)
- Noah Howard (67), Amerikaans jazz-saxofonist
- Robert Schimmel (60), Amerikaans stand-upcomedian

### 4 september
- Paul Conrad (86), Amerikaans cartoonist
- Bogdan Paprocki (90), Pools tenor

### 5 september
- Corneille (88), Nederlands schilder[86]
- David Dortort (93), Amerikaans televisieproducent[87]
- Ludvig Eikaas (89), Noors kunstenaar[88]
- Shoya Tomizawa (19), Japans motorcoureur

### 6 september
- Clive Donner (84), Brits filmregisseur
- Muhammad Fahim (53), Afghaans politicus
- Marius Soetendal (88), Nederlands politicus

### 7 september
- Enny IJskes-Kooger (97), Nederlands dichteres
- John Kluge (95), Amerikaans miljardair en televisiepionier
- Glenn Shadix (58), Amerikaans acteur

### 8 september
- Frans Helfrich (90), Nederlands kaatser
- George C. Williams (84), Amerikaans bioloog

### 9 september
- Peter Dzúrik (41), Slowaaks voetballer
- Bent Larsen (75), Deens schaker
- Frank Wanlass (77), Amerikaans elektrotechnicus

### 10 september
- Juan Mari Brás (82), Puerto Ricaans politicus en onafhankelijkheidsstrijder
- Gizela Dali (70), Grieks actrice
- Willian Lara (53), Venezolaans politicus en gouverneur
- Fridrikh Maryutin (85), Russisch voetballer
- Billie Mae Richards (88), Canadees stemactrice
- Andrei Timoshenko (41), Russisch voetballer
- Edwin Charles Tubb (90), Engels schrijver

### 11 september
- Bärbel Bohley (65), Oost-Duits kunstenares en politiek activiste
- King Coleman (78), Amerikaans zanger
- Harold Gould (86), Amerikaans acteur
- Kevin McCarthy (96), Amerikaans acteur
- Diego Rodriguez Cano (22), Uruguayaans voetballer
- Bert Stam (72), Nederlands burgemeester

### 12 september
- Claude Chabrol (80), Frans filmregisseur
- Bert Champagne (73), Belgisch acteur
- Albert Claes (95), Belgisch liberaal politicus
- Henk van Dorp (63), Nederlands weerman
- Big John Russell (67), Nederlands soulzanger
- Giulio Zignoli (64), Italiaans voetballer

### 13 september
- Georges Ceurvelt (87), Belgisch burgemeester
- Jaroslaw Kukulski (66), Pools componist
- Gus Williams (73), Australische countryzanger

### 14 september
- Catarina Boratto (95), Italiaans filmactrice

### 15 september
- Gerlach Fiedler (85), Duits (stem)acteur en regisseur[89]

### 16 september
- Berni Collas (56), Belgisch politicus
- Remy Merckx (79), Belgisch politicus
- Frederik Willem van Hohenzollern (86), hoofd van het huis Hohenzollern-Sigmaringen

### 17 september
- Rob Hoffman (71), Nederlands honkballer
- Jean-Marcel Jeanneney (99), Frans politicus
- Sonny Reeder (64), Arubaans zanger

### 18 september
- James Bacon (96), Amerikaans journalist, columnist en schrijver
- Øystein Gåre (56), Noors voetbalcoach
- Egon Klepsch (80), Duits politicus
- Bobby Smith (77), Engels voetballer

### 19 september
- László Polgár (63), Hongaars operazanger
- Bouk Schellingerhoudt (91), Nederlands wielrenner

### 20 september
- Prudent Bettens (67), Belgisch voetballer
- Fud Leclerc (86), Belgisch zanger

### 21 september
- Geoffrey Burgon (69), Engels componist
- Bernard Genoud (68), Zwitsers bisschop
- Sandra Mondaini (69), Italiaans actrice en presentatrice
- Don Partridge (68), Engels zanger

### 22 september
- Jackie Burroughs (71), Canadees actrice
- Hans van den Doel (55), Nederlands burgemeester
- Bruno Giorgi (69), Italiaans voetballer en voetbalcoach
- Eddie Fisher (82), Amerikaans zanger
- Giant González (44), Argentijns basketballer en professioneel worstelaar
- Alan Rudkin (68), Brits bokser
- Chris Rybicki (39), Amerikaans bassist (Unearth)

### 23 september
- Malcolm Douglas (69), Australisch documentairemaker
- Martin King (60), Amerikaans uitvinder van T9
- Aldo van den Nieuwelaar (65), Nederlands ontwerper en architect

### 24 september
- Gennadi Janajev (73), Sovjet-Russisch militair, politicus en couppleger
- Oswalt Kolle (81), Nederlands-Duits journalist, filmproducent en bepleiter van de seksuele revolutie

### 25 september
- Herman Deridder (72), Belgisch heemkundige
- Pierre Figeys (86), Belgisch voetballer
- Delbert Lamb (95), Amerikaans schaatser

### 26 september
- Art Gilmore (98), Amerikaans acteur
- Anke Groot (69), Nederlands cabaretière (Don Quishocking)
- Jimi Heselden (62), Brits ondernemer (Segway)
- Terry Newton (31), Engels rugby-speler
- Gloria Stuart (100), Amerikaans actrice
- Loes de Zeeuw-Lases (63), Nederlands burgemeester

### 27 september
- George Blanda (83), Amerikaans American-footballspeler
- Dominique Sakombi Inongo (70), Congolees minister
- Ahmed Maher (75), Egyptisch politicus
- Trevor Taylor (73), Brits autocoureur

### 28 september
- Orvin Cabrera (33), Hondurees voetbalinternational
- Rudolf Mees (79), Nederlands mede-oprichter van de Triodos Bank
- Arthur Penn (88), Amerikaans film- en toneelregisseur
- Erwin Stricker (60), Italiaans alpineskiër
- Romina Yan (36), Argentijns actrice

### 29 september
- Georges Charpak (86), Pools-Frans natuurkundige en Nobelprijswinnaar
- Tony Curtis (85), Amerikaans acteur
- Rao Sikandar Iqbal (67), Pakistaans politicus
- Greg Giraldo (44), Amerikaans stand-upcomedian
- Joe Mantell (94), Amerikaans acteur

### 30 september
- Stephen J. Cannell (69), Amerikaans televisieproducent
- Aaron-Carl Ragland (37), Amerikaans dj en producer
- Joan Triadú i Font (89), Catalaans schrijver, literatuurcriticus en pedagoog

## Oktober

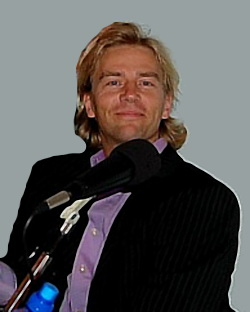
Antonie Kamerling
6 oktober

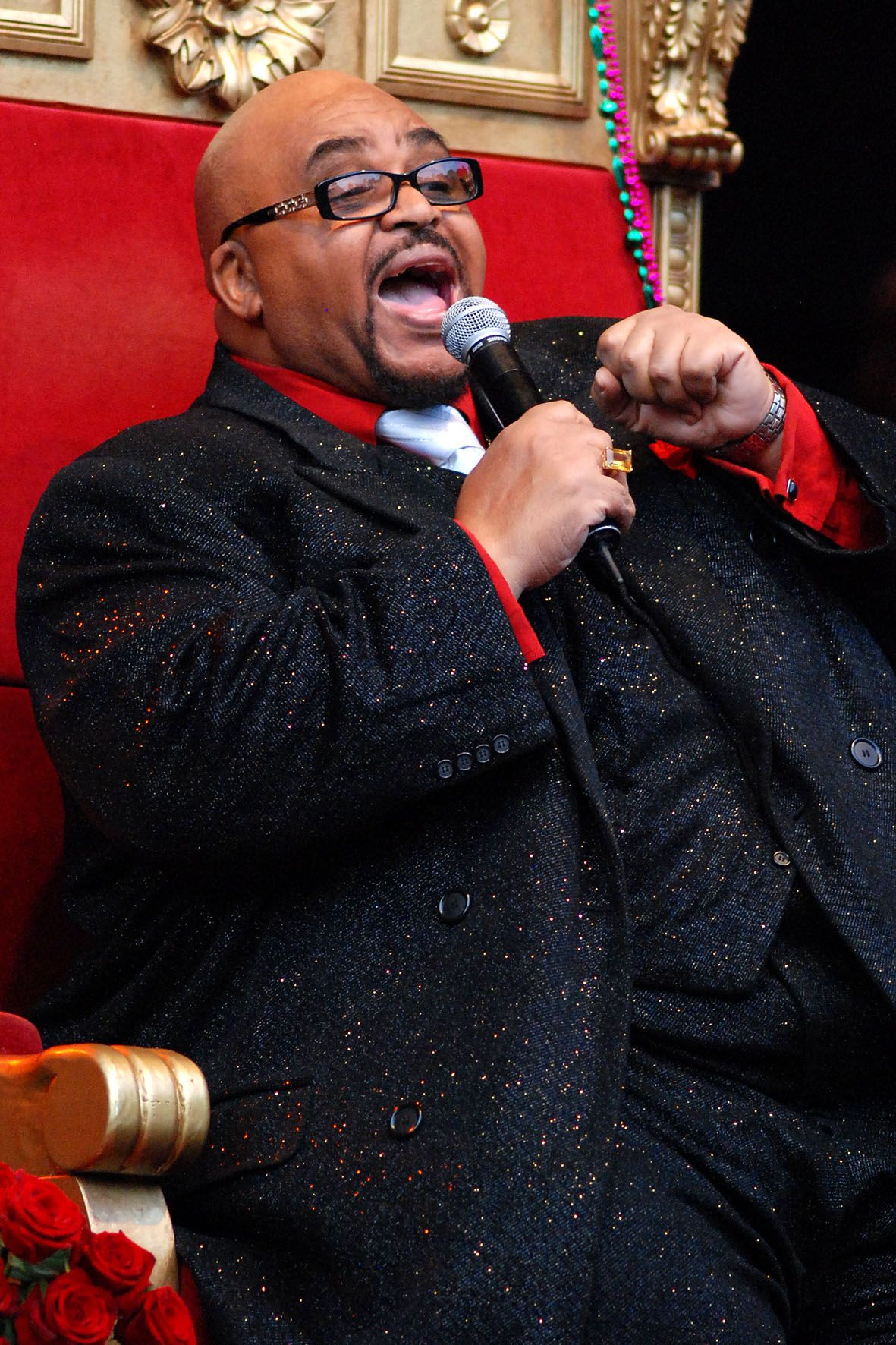
Solomon Burke
10 oktober

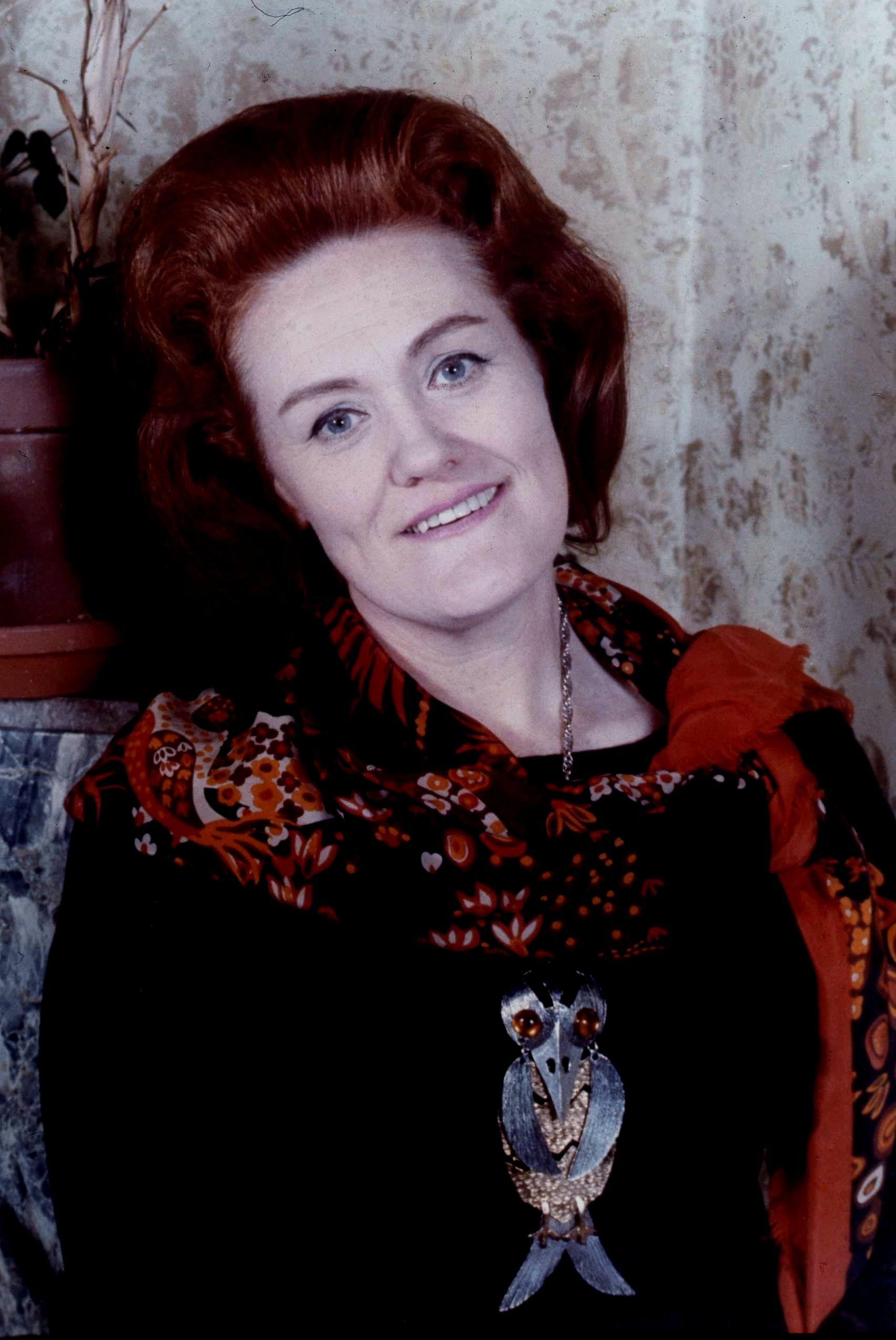
Joan Sutherland
10 oktober

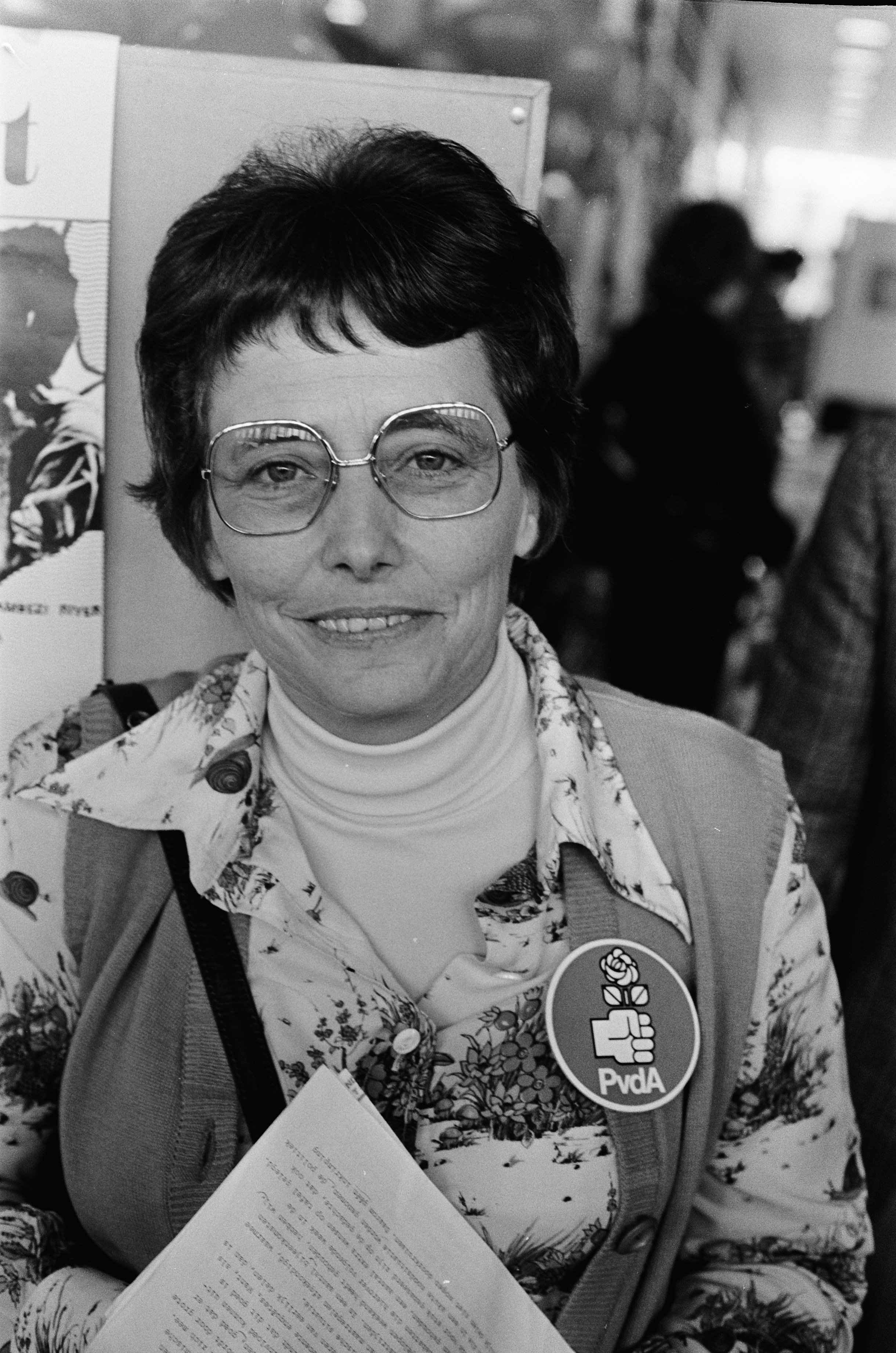
Ien van den Heuvel
13 oktober

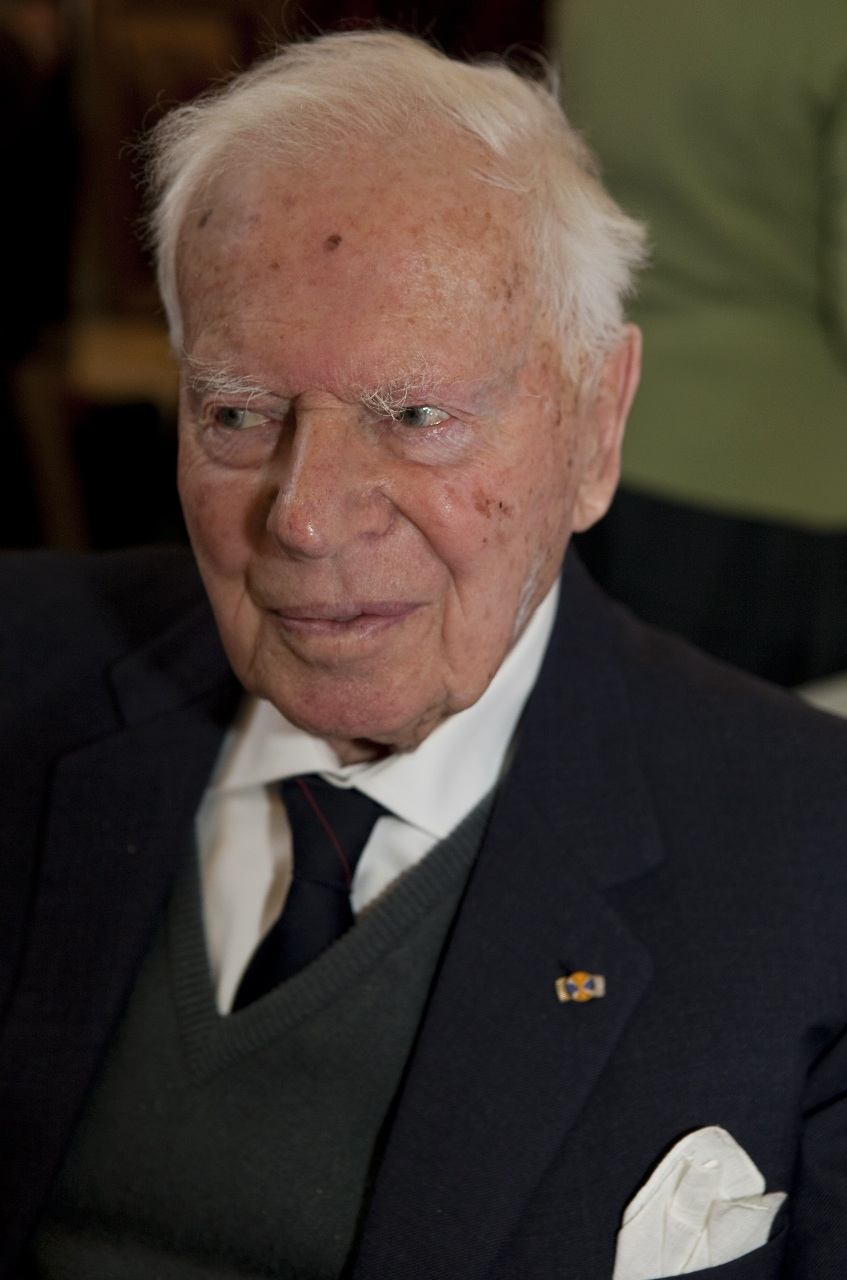
Max Kohnstamm
20 oktober

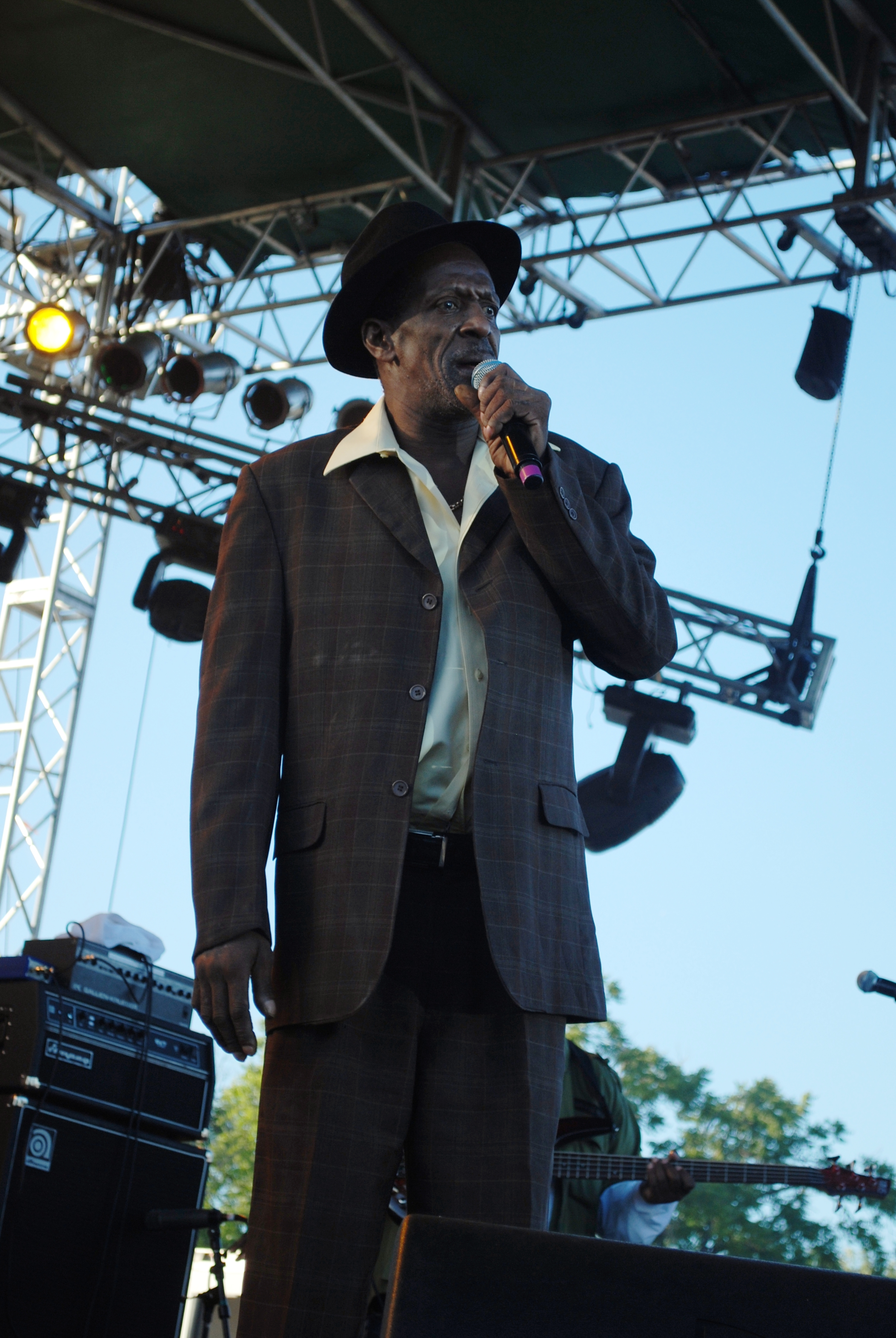
Gregory Isaacs
25 oktober

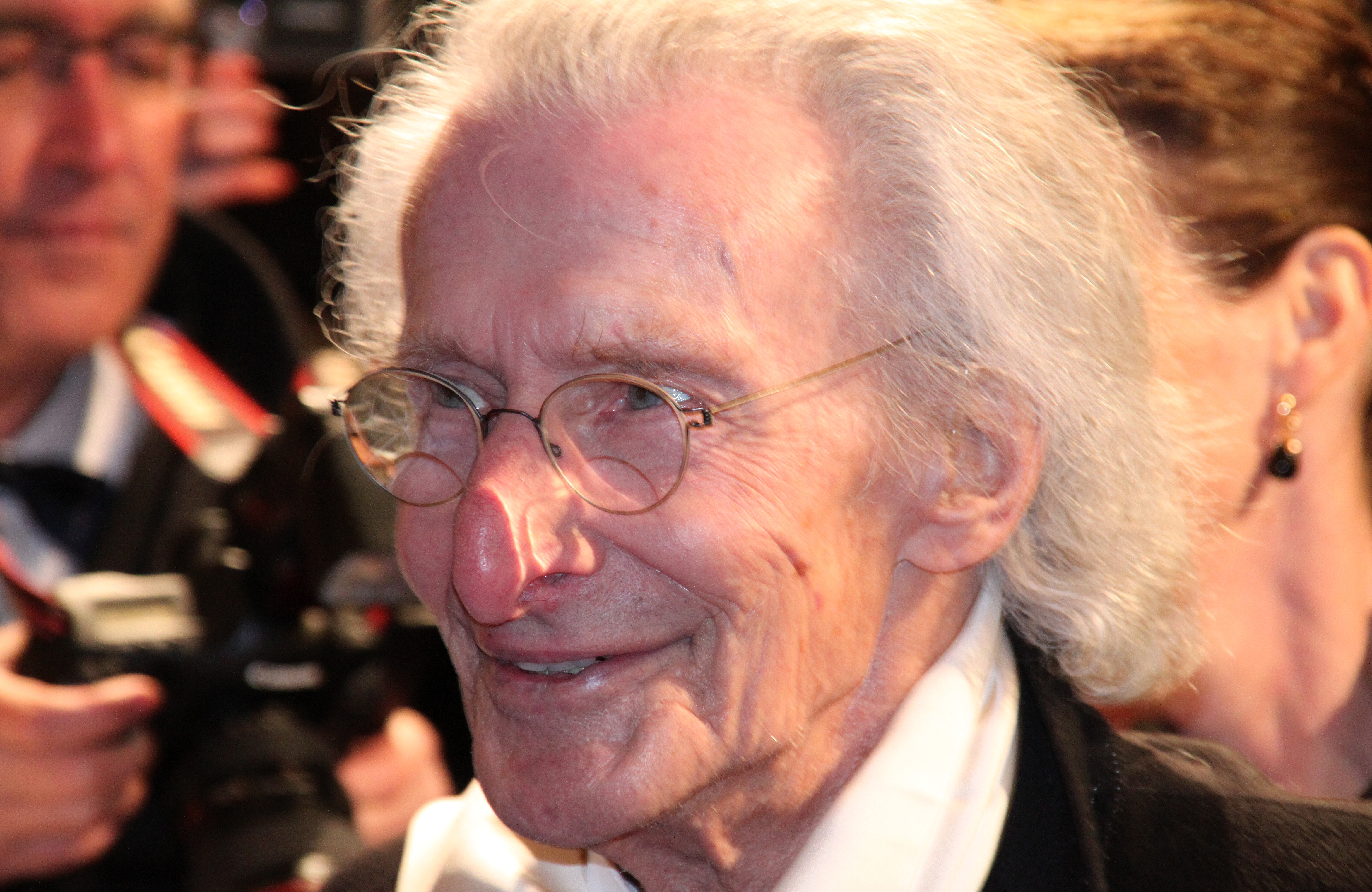
Harry Mulisch
30 oktober

| 1 | 2 | 3 | 4 | 5 | 6 | 7 | 8 | 9 | 10 | 11 | 12 | 13 | 14 | 15 | 16 | 17 | 18 | 19 | 20 | 21 | 22 | 23 | 24 | 25 | 26 | 27 | 28 | 29 | 30 | 31 |
| - | - | - | - | - | - | - | - | - | -- | -- | -- | -- | -- | -- | -- | -- | -- | -- | -- | -- | -- | -- | -- | -- | -- | -- | -- | -- | -- | -- |

### 1 oktober
- Georgi Arbatov (87), Sovjet-Russisch politicus
- Fred Bunao (84), Filipijns dichter
- Ad van Gils (79), Nederlands schrijver
- Hama Jaza (61), Iraaks-Koerdisch zanger
- Kilian Hennessy (103), Iers patriarch en bestuurslid van cognacfabrikant Hennessy
- Modeste Van den Bogaert (88), Belgisch bestuurder (Brouwerij De Koninck)
- Harmen Wind (64), Nederlands schrijver en dichter[90]

### 3 oktober
- Philippa Foot (90), Brits filosofe
- Claude Lefort (86), Frans filosoof
- Franz Mack (89), Duits zakenman
- Abraham Sarmiento (88), Filipijns rechter

### 4 oktober
- Peter Warr (72), Brits manager in de Formule 1
- Norman Wisdom (95), Brits komedie-acteur

### 5 oktober
- Roy Ward Baker (93), Engels regisseur
- Bernard Clavel (87), Frans schrijver
- Moss Keane (62), Iers rugbyspeler
- Steve Lee (47), Zwitsers zanger (Gotthard)

### 6 oktober
- Lex van Delden (63), Nederlands acteur en zanger
- Antonie Kamerling (44), Nederlands acteur
- Virginia Pérez-Ratton (60), Costa Ricaans kunstenares en curator
- Colette Renard (85), Frans zangeres en actrice
- Piet Wijn (81), Nederlands striptekenaar

### 7 oktober
- Brenda Cowling (75), Brits actrice
- Keiji Ohsawa (78), Japans honkballer
- Willem Vogel (90), Nederlands componist en organist

### 8 oktober
- Reggie Leon Battise (55), Amerikaans acteur, zanger, muzikant (Sha-Na-Na)
- Jim Fuchs (82), Amerikaans kogelstoter
- Mohammad Omar, Afghaans politicus en gouverneur van Baghlan en Kunduz
- Karl Prantl (86), Oostenrijks beeldhouwer
- Albertina Walker (81), Amerikaans gospelzangeres

### 9 oktober
- Maurice Allais (99), Frans econoom
- Werner Buck (85), Nederlands politicus[91]
- Free Coekaerts (95), Belgisch burgemeester
- Kees van der Linden (78), Nederlands burgemeester

### 10 oktober
- Solomon Burke (70), Amerikaans soulzanger
- Hwang Jang-yop (87), Noord-Koreaans dissident
- Georgia De Munter (89), Belgische politica
- Raymond Kintziger (87), Belgisch atleet
- Joan Sutherland (83), Australisch operazangeres

### 11 oktober
- Willem Breedveld (65), Nederlands journalist

### 12 oktober
- Paul Pesch (86), Nederlands burgemeester
- Belva Plain (95), Amerikaans schrijfster[92]

### 13 oktober
- Georges Beerden (72), Belgisch politicus
- Ien van den Heuvel (83), Nederlands politica
- Piet Huijgens (94), Nederlands verzetsstrijder
- General Johnson (69), Amerikaans zanger en songwriter

### 14 oktober
- Carla Del Poggio (84), Italiaans actrice[93]
- Simon MacCorkindale (58), Brits acteur[94]
- Benoît Mandelbrot (85), Pools-Frans wiskundige
- Hermann Scheer (66), Duits politicus

### 15 oktober
- Malcolm Allison (83), Brits voetbaltrainer
- Johnny Sheffield (79), Amerikaans acteur
- Claude Vancoillie (55), Belgisch wielrenner (wereldkampioen bij gehandicapten) en ploegleider

### 16 oktober
- Barbara Billingsley (94), Amerikaans actrice

### 17 oktober
- Ken Wriedt (83), Australisch politicus en minister

### 18 oktober
- Mel Hopkins (75), Brits voetballer
- Jos De Seranno (82), Belgisch politicus

### 19 oktober
- Bino (57), Italiaans zanger
- Tom Bosley (83), Amerikaans acteur
- Pieter Dolk (94), Nederlands trompettist en dirigent
- Herman Krott (79), Nederland wielerploegleider en oprichter van de Amstel Gold Race
- André Mahé (90), Frans wielrenner
- Rudi van der Paal (85), Belgisch bestuurder, mede-oprichter van de Volksunie

### 20 oktober
- Herbert Enderton, (74), Amerikaans wiskundige en logicus
- Farooq Leghari (70), Pakistaans president
- Bob Guccione (79), Amerikaans oprichter van Penthouse
- Max Kohnstamm (96), Nederlands historicus en diplomaat
- Ari Up (48), Duits-Engels zangeres en oprichter van de punkband The Slits

### 21 oktober
- Zwaantje van de Belt (65), Nederlands zangeres[95]
- Margreet Bruijn (94), Nederlands schrijfster
- José Carbajal (66), Uruguayaans zanger, gitarist en componist
- Boris Pilkin (82), Russisch turncoach
- Chris Smildiger (81), Nederlands atleet en muzikant

### 23 oktober
- Fran Crippen (26), Amerikaanse langeafstandszwemmer
- David Thompson (48), Barbadiaans premier

### 24 oktober
- Andy Holmes (51), Brits olympisch roeikampioen
- Lamont Johnson (88), Amerikaans acteur en regisseur
- Joseph Stein (98), Amerikaans toneelschrijver

### 25 oktober
- Lisa Blount (53), Amerikaanse actrice
- Buth (91), Belgisch striptekenaar (Thomas Pips)
- Gregory Isaacs (59), Jamaicaans reggae-artiest

### 26 oktober
- Glen Little (84), Amerikaans circusclown (Glen "Frosty" Little)
- James Phelps (78), Amerikaans zanger

### 27 oktober
- Denise Borino-Quinn (46), Amerikaans actrice (Ginni Sacramoni in the Sopranos)
- Néstor Kirchner (60), Argentijns president

### 28 oktober
- Gerard Kelly (51), Brits acteur
- James MacArthur (72), Amerikaans acteur
- Jonathan Motzfeldt (72), Groenlands premier
- Johnny van Rensburg (78), Zuid-Afrikaans olympisch bokser

### 29 oktober
- Ronnie Clayton (76), Engels voetballer
- George Hickenlooper (47), Amerikaans filmregisseur
- Takeshi Shudo (61), Japans schrijver

### 30 oktober
- John Benson (67), Schots voetballer
- Ina Clare (77), Brits actrice
- Oktaaf Meyntjens (87), Belgisch politicus
- Harry Mulisch (83), Nederlands schrijver
- Nachi Nozawa (72), Japans acteur

### 31 oktober
- Ted Sorensen (82), Amerikaans presidentieel adviseur

## November

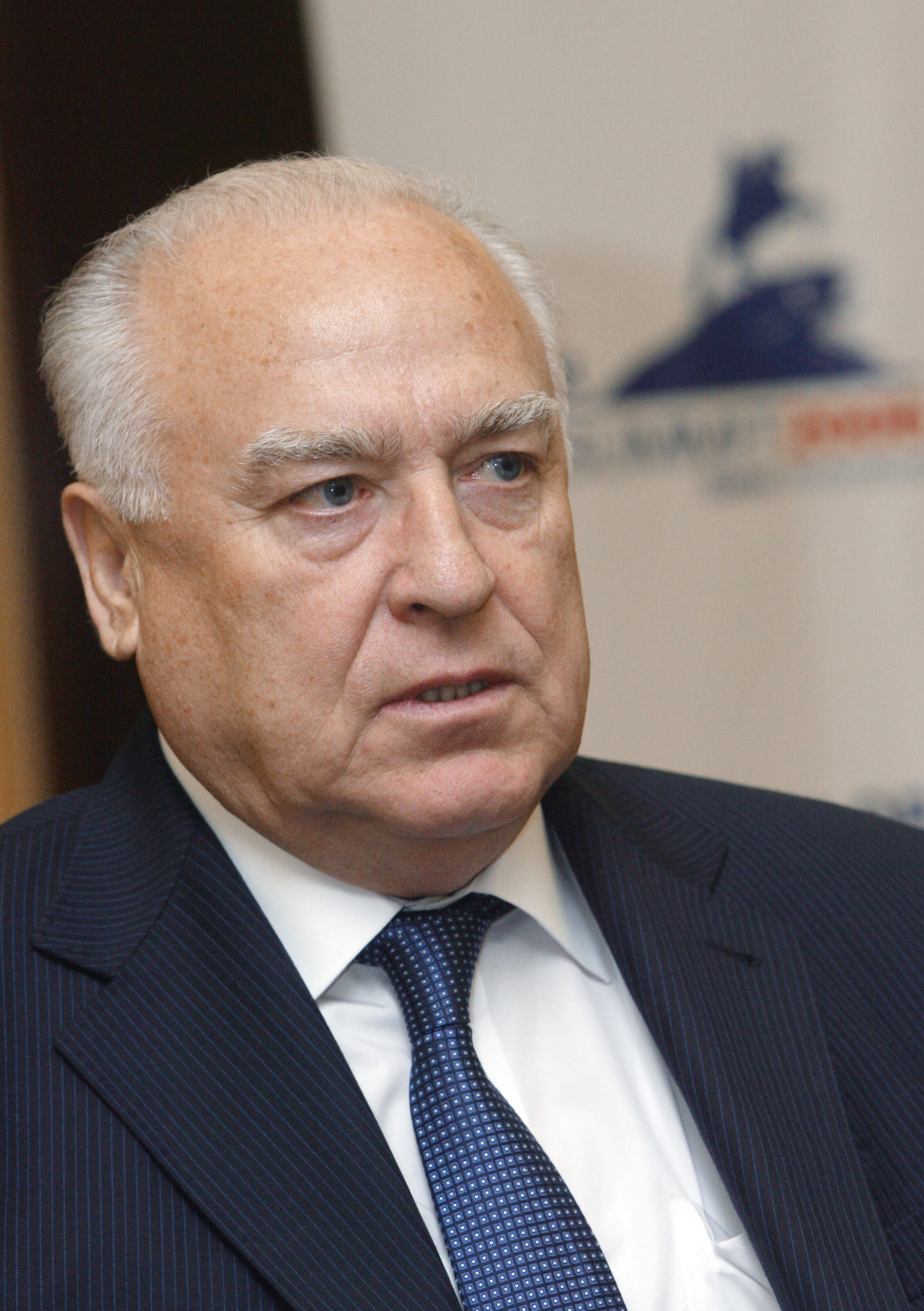
Viktor Tsjernomyrdin
3 november

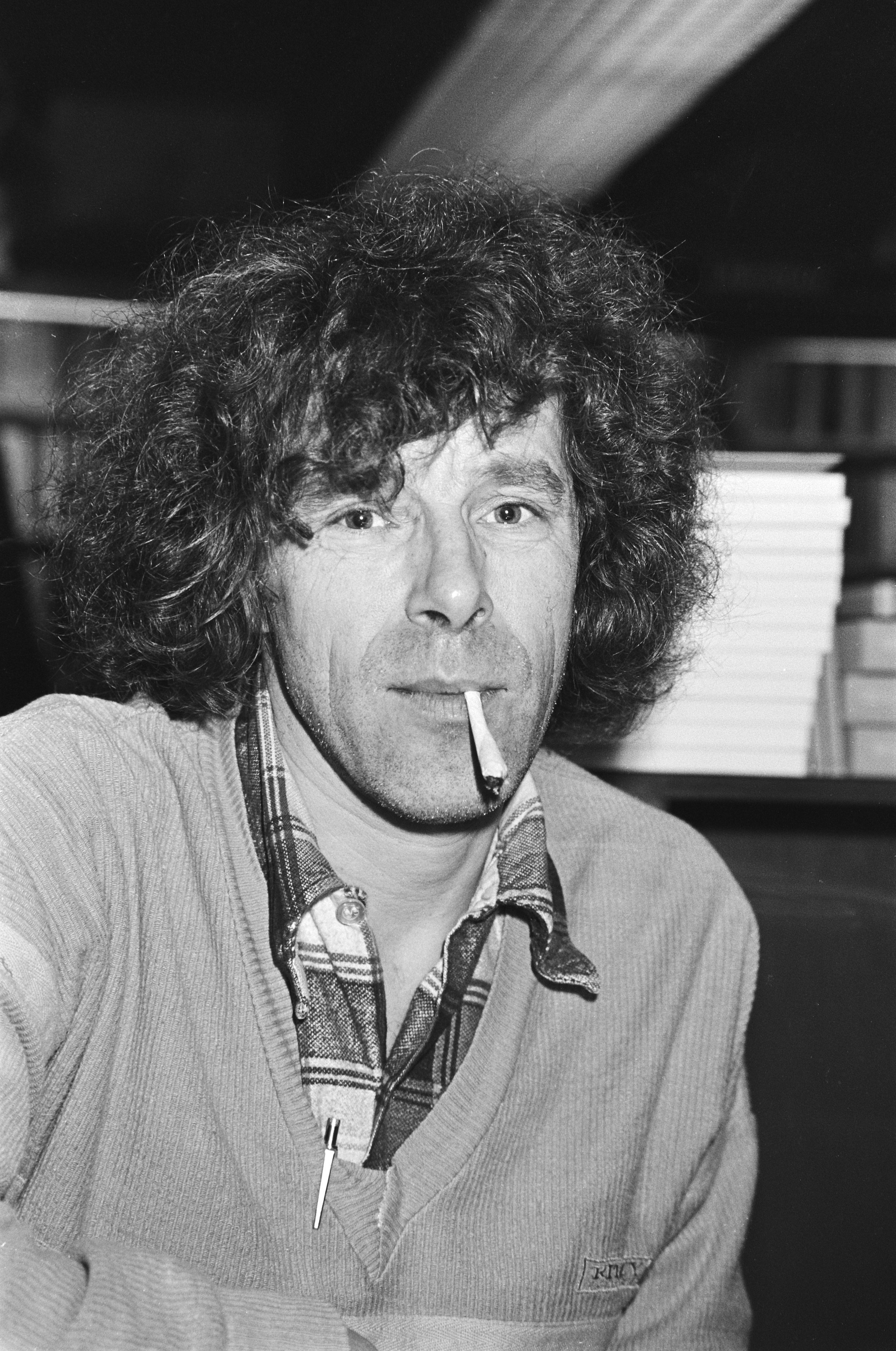
Peter Vos
6 november

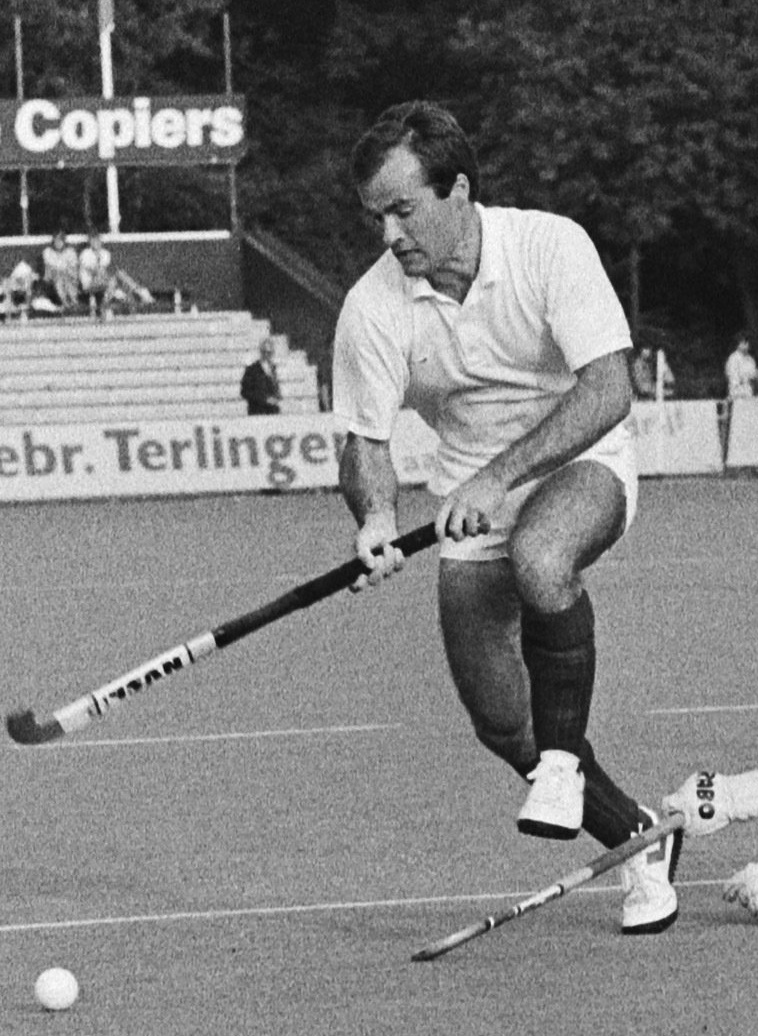
Theodoor Doyer
10 november

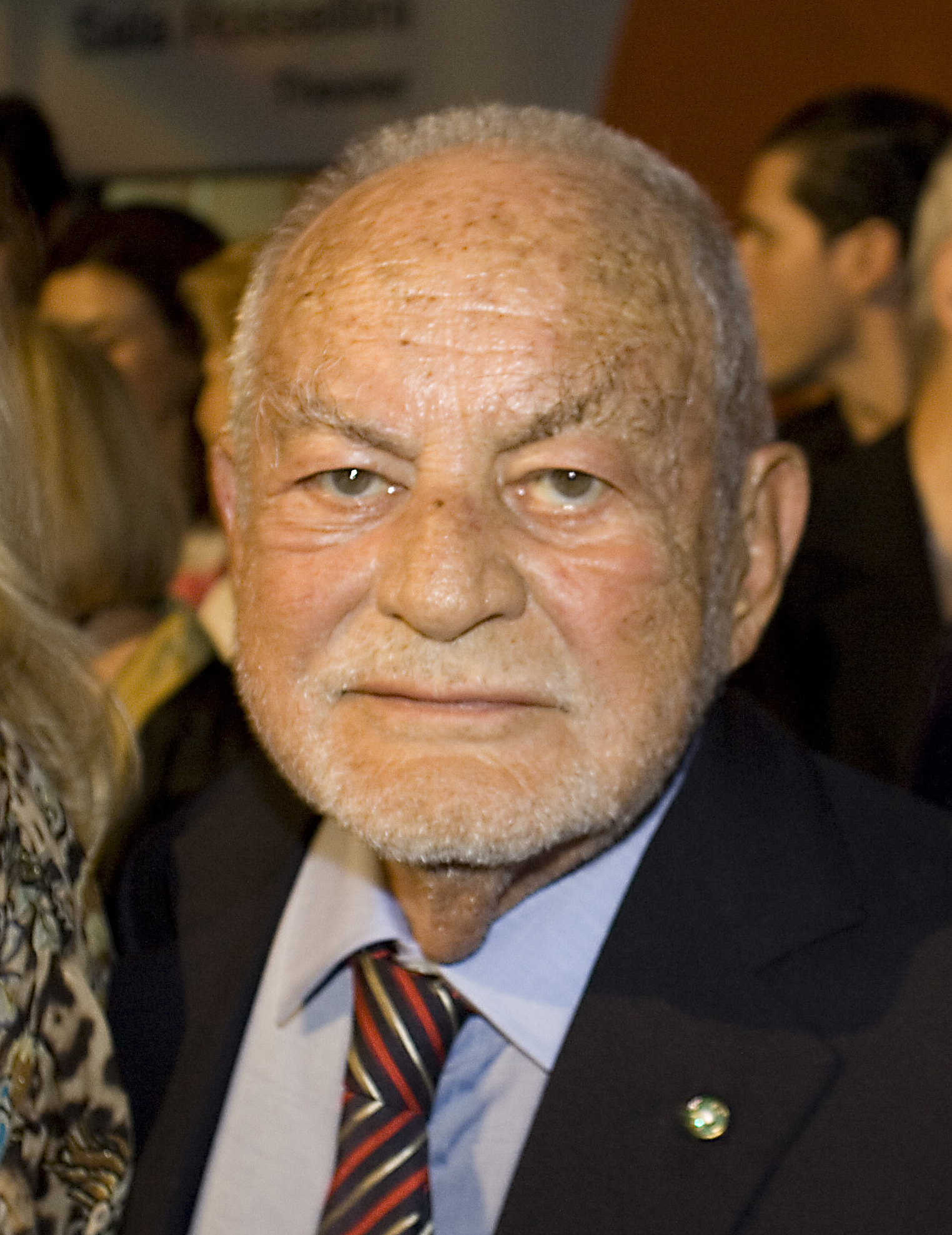
Dino De Laurentiis
11 november

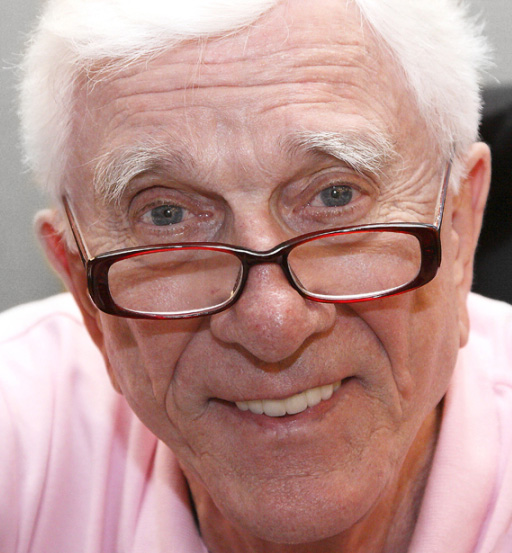
Leslie Nielsen
28 november

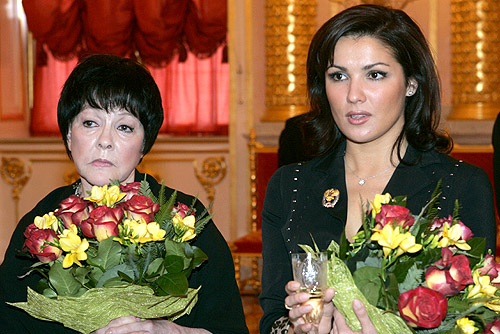
Bella Achmadoelina (links) in 2005, met opera-ster Anna Netrebko
29 november

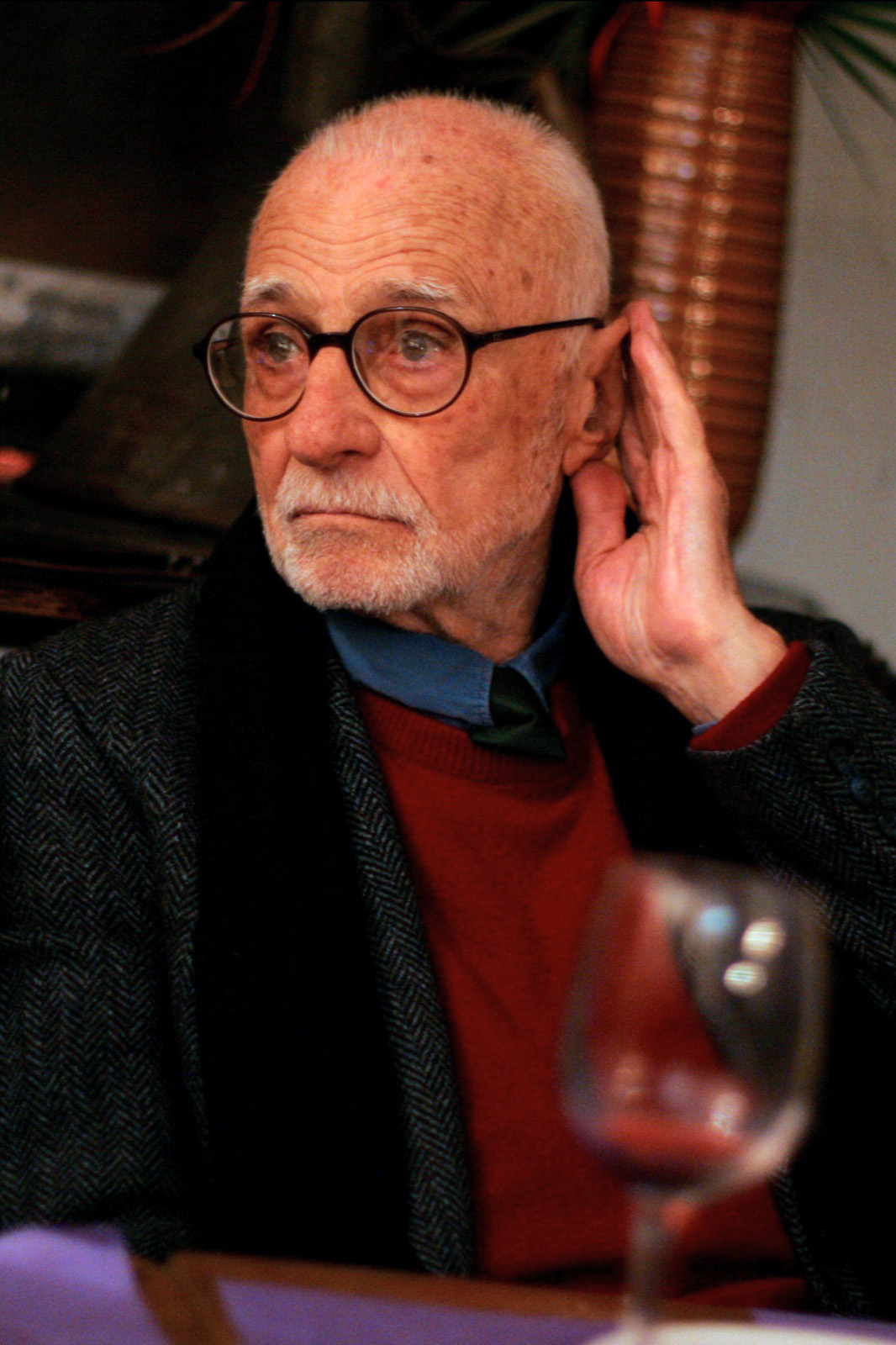
Mario Monicelli
29 november

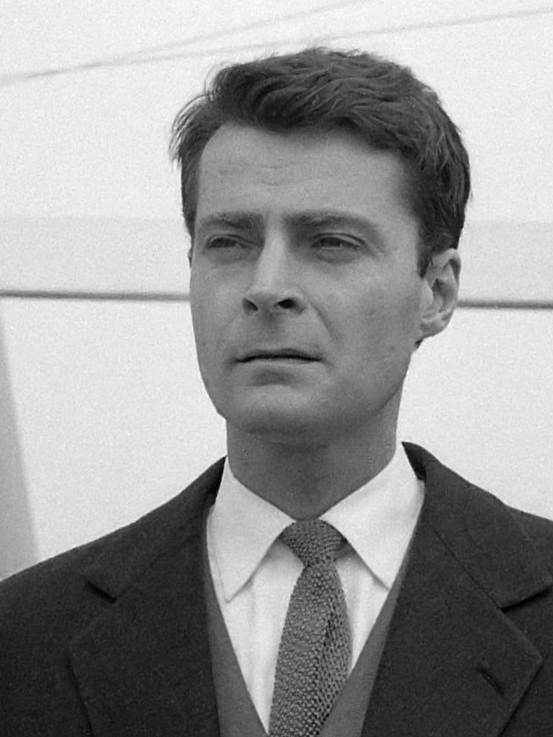
Ton Kuyl
30 november

| 1 | 2 | 3 | 4 | 5 | 6 | 7 | 8 | 9 | 10 | 11 | 12 | 13 | 14 | 15 | 16 | 17 | 18 | 19 | 20 | 21 | 22 | 23 | 24 | 25 | 26 | 27 | 28 | 29 | 30 |
| - | - | - | - | - | - | - | - | - | -- | -- | -- | -- | -- | -- | -- | -- | -- | -- | -- | -- | -- | -- | -- | -- | -- | -- | -- | -- | -- |

### 1 november
- Mihai Chițac (82), Roemeens generaal en politicus
- Julia Clements (104), Brits schrijfster en bloemschikster
- Shannon Tavarez (11), Amerikaans musicalactrice
- Gaston Vandermeerssche (89) Belgisch-Amerikaans verzetsleider

### 2 november
- Rudolf Barschai (86), Russisch-Zwitsers dirigent
- Andy Irons (32), Amerikaans surfer
- Lone Isaksen (68), Deens-Amerikaans ballerina
- Maud Keus (66), Nederlands televisieregisseuse en -producente

### 3 november
- Jerry Bock (81), Amerikaans musicalcomponist
- Viktor Tsjernomyrdin (72), premier van Rusland

### 4 november
- Eugénie Blanchard (114), Franse vrouw, oudste erkende levende persoon ter wereld
- Ron Cockerill (75), Engels voetballer
- Antoine Duquesne (69), Belgisch politicus
- Bernd Lohaus (70), Duits/Belgisch kunstenaar
- Tiny Mulder (89), Nederlands schrijfster, journaliste en verzetsstrijdster
- Michelle Nicastro (50), Amerikaans zangeres en actrice

### 5 november
- Jill Clayburgh (66), Amerikaans actrice
- Hajo (Hans Joachim) Herrmann (97), Duits militair en advocaat
- Henriette van Lynden (60), Nederlands diplomate
- Shirley Verrett (79), Amerikaans operazangeres

### 6 november
- John Fagel (80), Nederlands kok
- Ezard Haussman (75), Duits acteur
- Jo Myong-rok (82), Noord-Koreaans politicus
- Gerard Overdijkink (74), Nederlands hockeyer
- Michael Seifert (86), Duits-Oekraïens SS'er en concentratiekampbewaker
- Peter Vos (75), Nederlands illustrator

### 7 november
- Wim Bary (81), Nederlands schouwburgdirecteur en radiopresentator
- Jan Van Raemdonck (88), Belgisch filmproducent

### 8 november
- Fred Blankemeijer (84), Nederlands voetballer
- Emilio Eduardo Massera (85), Argentijns admiraal en juntalid

### 9 november
- Herman Liebaers (91), Belgisch hofmaarschalk, schrijver en directeur Koninklijke Bibliotheek
- Rudy Reunes (43), Belgisch trompettist
- Nel Veerkamp (82), Nederlands deelneemster realitysoap

### 10 november
- Theodoor Doyer (54), Nederlands hockeyer
- Jim Farry (55), Schots voetbalbestuurder

### 11 november
- Rob van der Giessen (65), Nederlands weerman
- Dino De Laurentiis (91), Italiaans filmproducent
- Sami Shoresh (60), Iraaks politicus, fractievoorzitter van de Koerdische Alliantie
- Marie Osborne (99), Amerikaans kinderactrice

### 12 november
- Willy Druyts (80), Belgisch atleet
- Henryk Górecki (76), Pools componist

### 13 november
- Luis García Berlanga (89), Spaans filmregisseur
- Allan Sandage (84), Amerikaans astronoom
- Richard Van Genechten (80), Belgisch wielrenner

### 14 november
- Wes Santee (78), Amerikaans middenafstandsloper
- Ad Verhoeven (61), Nederlands vakbondbestuurder

### 15 november
- Leonardo Co (56), Filipijns botanicus
- Larry Evans (78), Amerikaans schaker

### 16 november
- Rie de Boois (74), Nederlands politica
- Hans de Deugd (56), Nederlands muziekproducent en mede-eigenaar platenlabel Digimode Entertainment
- Roberto Rossi (84), Italiaans acteur
- Ilie Savu (90), Roemeens voetballer

### 17 november
- Wim van den Berg (93), Nederlands architect
- Isabelle Caro (28), Frans anorexiamodel

### 18 november
- Joachim Bobeldijk (90), Nederlands kanoër
- Jim Cruickshank (69), Schots voetbaldoelman
- Samuel Kunz (89), Russisch-Duits kampcommandant en verdachte van oorlogsmisdaden
- Brian Marsden (73), Brits astronoom
- Arthur Semay (55), Belgisch acteur
- Abraham Serfaty (84), Marokkaans politiek dissident

### 19 november
- Ladislav Demeterffy (77), Kroatisch zanger
- Gauke Nijholt (73), Nederlands schaatscoach

### 20 november
- Roxana Briban (39), Roemeens operazangeres
- Frans Feij (84), Nederlands politicus
- Chalmers Johnson (79), Amerikaans professor, historicus en auteur
- Frits Pouw (78), Nederlands burgemeester[96]

### 21 november
- Oscar van Alphen (87), Nederlands fotograaf
- Willem Barnard (90), Nederlands dichter en theoloog[97]
- Silverio Cavazos (42), Mexicaans politicus
- Philip Skell (91), Amerikaans chemicus

### 22 november
- Julien Guiomar (82), Frans acteur
- Urbano Navarrete Cortés (90), Spaans kardinaal, jezuïet en theoloog

### 23 november
- Nassos Daphnis (96), Grieks-Amerikaans kunstenaar
- Andy Jekel (43), Nederlands worstelaar
- Pavel Lednjev (67), Russisch atleet (vijfkamp) en olympisch kampioen
- Ingrid Pitt (73), Pools-Duits-Engels actrice

### 24 november
- Peter Christopherson (55), Brits muzikant (Coil) en videoclipregisseur
- Huang Hua (97), Chinees politicus en vertaler
- Alexander Skwortsow (66), Russisch violist

### 25 november
- Bernard Matthews (80), Britse zakenman
- Doris McCarthy (100), Canadees kunstschilder en schrijfster

### 26 november
- Maria Hellwig (90), Duits schlagerzangeres en presentatrice
- Palle Huld (98), Deens acteur

### 27 november
- Irvin Kershner (87), Amerikaans regisseur en acteur

### 28 november
- Samuel Cohen (89), Amerikaans natuurkundige
- Jon D'Agostino (81), Italiaans-Amerikaans striptekenaar
- Eric De Volder (64), Belgisch toneelregisseur
- Leslie Nielsen (84), Canadees acteur

### 29 november
- Bella Achmadoelina (73), Russisch dichteres
- Peter Baehr (75), Nederlands hoogleraar mensenrechten
- Peter Hofmann (66), Duits zanger
- Mario Monicelli (95), Italiaans regisseur
- Stephen Solarz (70), Amerikaans politicus
- Maurice Wilkes (97), Brits informaticus en computerpionier

### 30 november
- Garry Gross (73), Amerikaans fotograaf
- Jean Kirchen (90), Luxemburgs wielrenner
- Ton Kuyl (89), Nederlands acteur
- Thuur Luxembourg (96), Nederlands componist
- Monty Sunshine (82), Brits jazzklarinettist

## December

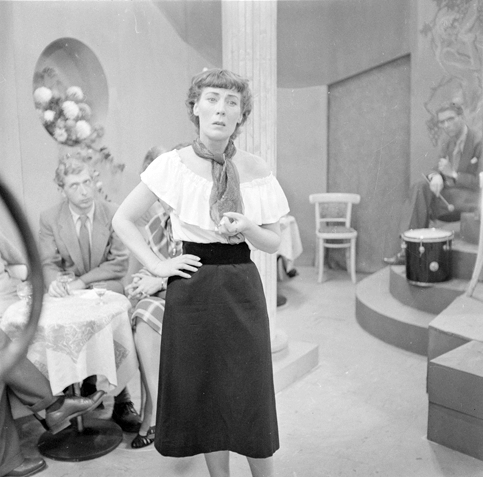
Lia Dorana
4 december

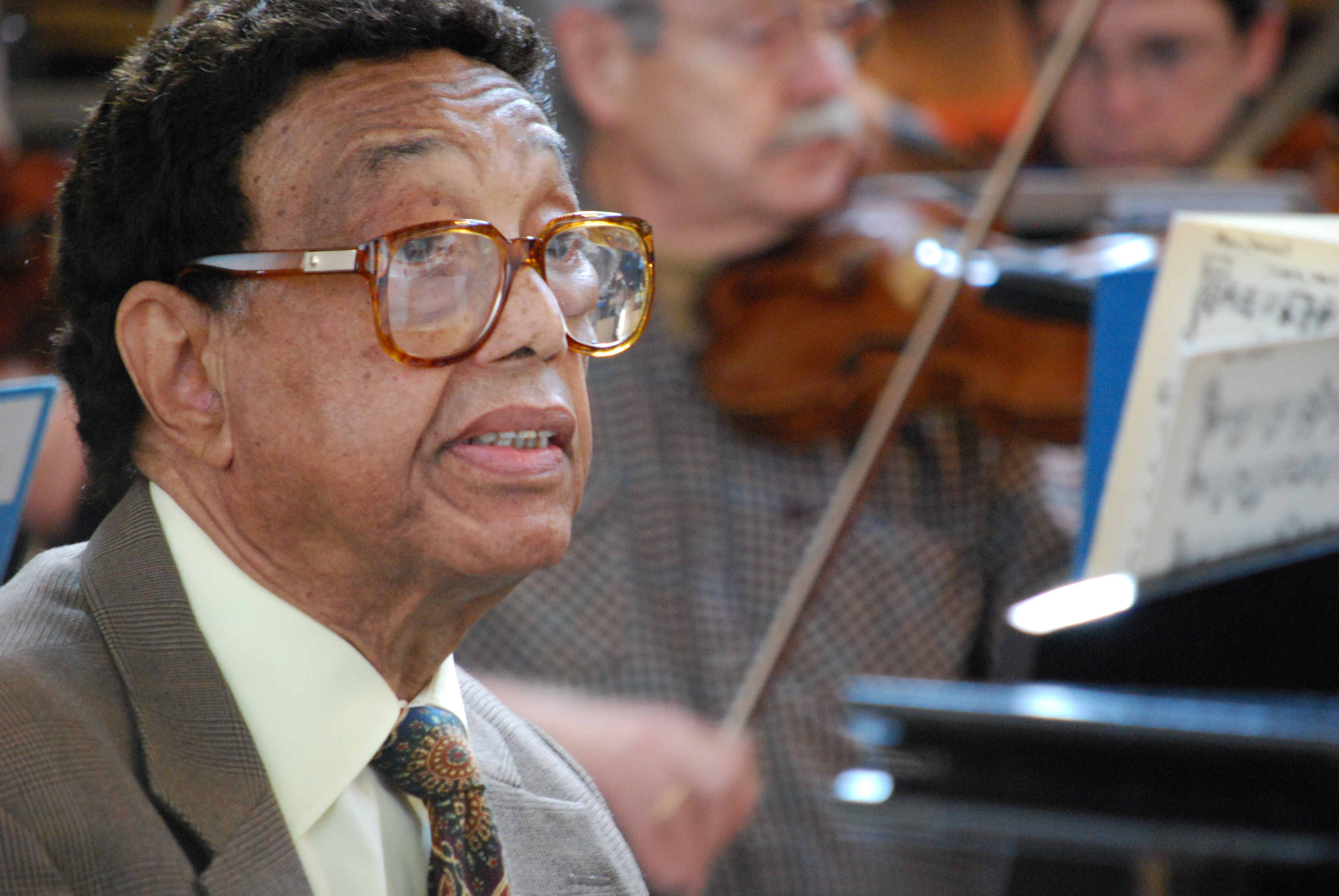
Billy Taylor
28 december

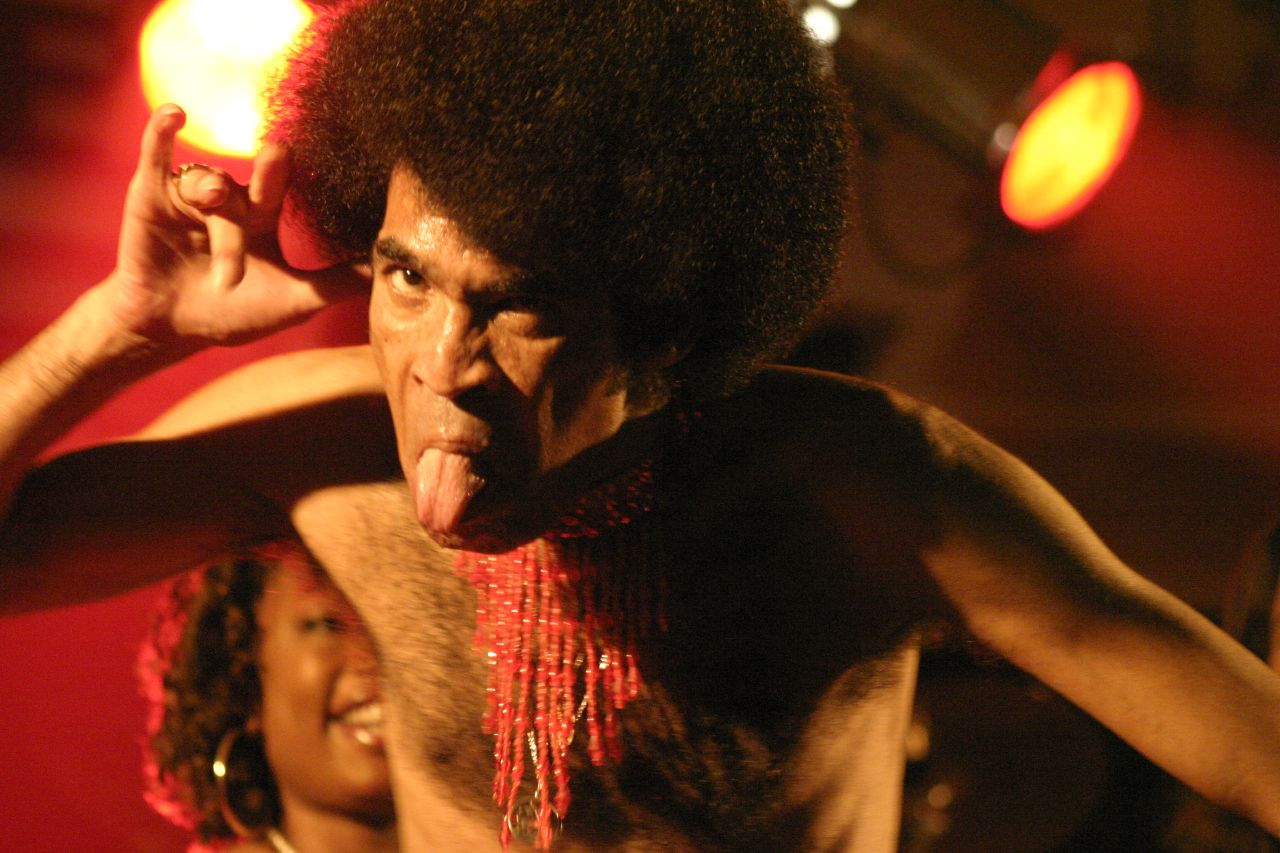
Bobby Farrell
30 december

| 1 | 2 | 3 | 4 | 5 | 6 | 7 | 8 | 9 | 10 | 11 | 12 | 13 | 14 | 15 | 16 | 17 | 18 | 19 | 20 | 21 | 22 | 23 | 24 | 25 | 26 | 27 | 28 | 29 | 30 | 31 |
| - | - | - | - | - | - | - | - | - | -- | -- | -- | -- | -- | -- | -- | -- | -- | -- | -- | -- | -- | -- | -- | -- | -- | -- | -- | -- | -- | -- |

### 1 december
- Adriaan Blaauw (96), Nederlands astronoom
- Geert Hoebrechts (41), Belgisch voetballer
- Stan Lokhin (63), Surinaams musicus
- Jenkins Scott (?), Liberiaans minister[98]

### 2 december
- Michele Giordano (80), aartsbisschop van Napels, Italië

### 3 december
- José Ramos Delgado (75), Argentijns voetballer en voetbalcoach

### 4 december
- Lia Dorana (92), Nederlands cabaretière en actrice
- Sandra Ellis-Troy (68), Amerikaans toneelactrice

### 5 december
- Jacques Batenburg (92), Nederlands verzetsstrijder
- Sjamil Boerzijev (25), Russisch voetballer
- Gerard Kolthoff (85), Nederlands politicus
- John Leslie (65), Amerikaans pornoacteur
- Guillaume Marquet (88), Belgisch atleet
- Virgílio Teixeira (93), Portugees acteur

### 6 december
- Hugues Cuénod (108), Zwitsers tenor
- René Hauss (82), Frans voetballer en voetbaltrainer
- Sergiu Luca (67), Roemeens-Amerikaans violist
- George Will (73), Schots golfer en golfcoach

### 7 december
- Geesje Been (84), Nederlands radiopresentatrice[99]
- Willy Dehaen (79), Belgisch burgemeester van Mortsel (1983-2000)
- Elizabeth Edwards (61), Amerikaans publiciste en echtgenote van politicus John Edwards
- Noppie Koch (78), Nederlands wielrenner en gangmaker
- Gus Mercurio (82), Amerikaans acteur en bokser[100]
- Antoon Steverlynck (85), Belgisch advocaat, burgemeester en politicus
- Kari Tapio (65), Fins zanger
- Federico Vairo (80), Argentijns voetballer

### 9 december
- Alexander Kerst (86), Oostenrijks acteur
- Fausto Sarli (83), Italiaans modeontwerper
- Dov Shilansky (86), Israëlisch politicus
- Thorvald Strömberg (79), Fins kanovaarder
- Boris Tisjtsjenko (72), Russisch componist

### 10 december
- John Fenn (93), Amerikaans scheikundige en Nobelprijswinnaar
- Gerard de Haan (43), Nederlands voetballer[101]
- James Moody (85), Amerikaans saxofonist
- Braz Paschoalin (62), Braziliaans politicus
- Matthew Stewardson (35), Zuid-Afrikaans acteur en presentator
- Jacques Swaters (84), Belgisch autocoureur, teambaas en zakenman

### 11 december
- Anton Houtepen (70), Nederlands theoloog
- Dick Harris (83), Nederlands entertainer
- José dos Santos Garcia (97), Portugees bisschop

### 12 december
- Ursie Bento (68), Surinaams-Nederlands radio-dj
- Henk de Jonge (93), Nederlands militair en verzetsstrijder
- Emmanuel Ogoli (21), Nigeriaans voetballer
- Rolph Pagano (51), Nederlands personal coach, schrijver en televisiepresentator[102]
- Henri Ronse (64), Belgisch regisseur
- William Thompson (71), Brits politicus
- Tom Walkinshaw (64), Brits formule 1-teambaas
- Harrie van Weegen (90), Nederlands burgemeester van Veghel (1969-1985)

### 13 december
- Ellen Bekking-Moria (53), Nederlands sjoelster
- Richard Holbrooke (69), Amerikaans diplomaat
- Willem Maris (71), Nederlands tennisser en bestuurder
- Fernand Massay (90), Belgisch voetballer
- Enrique Morente (67), Spaans flamencozanger
- T.T. Oksala (52), Fins gitarist en muziekproducent
- Jan Oosterhoff (80), Nederlands burgemeester van Hoogeveen (1973-1985)
- Aldo Sassi (51), Italiaans wielercoach
- Woolly Wolstenholme (63), Brits toetsenist

### 14 december
- Ruth Park (93), Australisch romanschrijfster
- Neva Patterson (90), Amerikaans actrice

### 15 december
- Blake Edwards (88), Amerikaans filmregisseur
- Bob Feller (92), Amerikaans baseballspeler
- Günther Grabbert (79), Duits acteur

### 17 december
- Captain Beefheart (69), Amerikaans musicus
- Ralph Coates (64), Engels voetballer
- Theo De Cooremeter (89), Belgisch schilder
- Adrie van Eijkeren (107), Nederlands oudste veteraan
- Jan Lenstra (91), Nederlands voetballer
- Michail Oemanski (58), Duits-Russisch schaker

### 18 december
- Armando Borrajo (34), Argentijns wielrenner
- Jacob Lateiner (82), Amerikaans pianist
- Patrick Meersschaert (51), Belgisch mountainbiker
- Adriaan van Montfoort (93), Nederlands burgemeester
- Tommaso Padoa-Schioppa (70), Italiaans bankier en minister

### 19 december
- Anthony Howard (76), Brits journalist
- Trudy Pitts (78), Amerikaans jazzmuzikante en zangeres

### 20 december
- Donna Atwood (85), Amerikaans kunstschaatsster
- Henri van Daele (64), Belgisch jeugdauteur
- Jos Gemmeke (88), Nederlands verzetsstrijdster
- Brian Hanrahan (61), Brits journalist
- Steve Landesberg (74), Amerikaans acteur
- Guy Mertens (72), Belgisch generaal en adviseur van prins Filip
- Magnolia Shorty (28), Amerikaans rapster

### 21 december
- Enzo Bearzot (83), Italiaans voetballer en voetbalcoach
- James Richard Pennington (Dick) van Hoey Smith (89), Nederlands dendroloog
- Marcia Lewis (72), Amerikaans zangeres en toneelactrice
- Wim Schenk (73), Nederlands schaatsbestuurder

### 22 december
- Fred Foy (89), Amerikaans stemacteur

### 23 december
- Jan Buijs (73), voorman van Electric Johnny & The Skyriders
- Poentje Castro (47), Arubaans journalist en talkshowhost
- Marjon van Rijn (49), Nederlands televisieregisseuse en presentatrice
- Paul Schweda (80), Oostenrijks voetbaldoelman

### 24 december
- Frances Ginsberg (55), Amerikaans sopraan
- Frans de Munck (88), Nederlands voetballer
- Roy Neuberger (107), Amerikaans belegger en kunstverzamelaar
- Myrna Smith (69), Amerikaanse zangeres
- Eino Tamberg (80), Estisch componist

### 25 december
- Elisabeth Beresford (84), Brits jeugdboekenschrijfster
- Carlos Andrés Pérez (88), president van Venezuela
- Jens Scheiblich (68), Duits acteur

### 26 december
- Teena Marie (54), Amerikaans zangeres
- Elly Overzier (82), Belgisch actrice
- Lorenzo Pimentel (82), Amerikaans gitaarbouwer
- Dary Reis (84), Braziliaans acteur
- Alfons Verbist (83), Belgisch senator en burgemeester
- Bernie Wilson (64), Amerikaans zanger

### 27 december
- Bernard-Pierre Donnadieu (61), Frans acteur
- Alfred E. Kahn (93), Amerikaans hoogleraar en econoom

### 28 december
- Bennie Briscoe (67), Amerikaans bokser
- Denis Dutton (66), Amerikaans filosoof, hoogleraar en auteur
- Hideko Takamine (86), Japans actrice
- Billy Taylor (89), Amerikaans jazzpianist en -componist
- Agathe von Trapp (97), Oostenrijks zangeres

### 29 december
- Avi Cohen (54), Israëlisch voetballer
- Bill Erwin (96), Amerikaans acteur
- Piet van der Meulen (92), Nederlands acteur, cabaretier en voordrachtskunstenaar

### 30 december
- Ellis Clarke (93), eerste president van Trinidad en Tobago
- Geraldine Doyle (86), Amerikaans model[103]
- Bobby Farrell (61), Arubaans zanger
- Boeis Haile (91), Curaçaos componist en musicus
- Franz Müller-Heuser (78), Duits operazanger

### 31 december
- Raymond Impanis (85), Belgisch wielrenner
- Hans de Jong (89), Nederlands weerman
- Per Oscarsson (83), Zweeds acteur
- Frans Poptie (92), Nederlands violist

## Datum onbekend
- Robert Delannoit (88), Belgisch atleet
- Wim de Greef (±89), Nederlands worstelaar
- Gloribel Hernández (39), Venezolaans zangeres[104]

1900 ·
1901 ·
1902 ·
1903 ·
1904 ·
1905 ·
1906 ·
1907 ·
1908 ·
1909 ·
1910 ·
1911 ·
1912 ·
1913 ·
1914 ·
1915 ·
1916 ·
1917 ·
1918 ·
1919 ·
1920 ·
1921 ·
1922 ·
1923 ·
1924 ·
1925 ·
1926 ·
1927 ·
1928 ·
1929 ·
1930 ·
1931 ·
1932 ·
1933 ·
1934 ·
1935 ·
1936 ·
1937 ·
1938 ·
1939 ·
1940 ·
1941 ·
1942 ·
1943 ·
1944 ·
1945 ·
1946 ·
1947 ·
1948 ·
1949 ·
1950 ·
1951 ·
1952 ·
1953 ·
1954 ·
1955 ·
1956 ·
1957 ·
1958 ·
1959 ·
1960 ·
1961 ·
1962 ·
1963 ·
1964 ·
1965 ·
1966 ·
1967 ·
1968 ·
1969 ·
1970 ·
1971 ·
1972 ·
1973 ·
1974 ·
1975 ·
1976 ·
1977 ·
1978 ·
1979 ·
1980 ·
1981 ·
1982 ·
1983 ·
1984 ·
1985 ·
1986 ·
1987 ·
1988 ·
1989 ·
1990 ·
1991 ·
1992 ·
1993 ·
1994 ·
1995 ·
1996 ·
1997 ·
1998 ·
1999 ·
2000 ·
2001 ·
2002 ·
2003 ·
2004 ·
2005 ·
2006 ·
2007 ·
2008 ·
2009 ·
2010 ·
2011 ·
2012 ·
2013 ·
2014 ·
2015 ·
2016 ·
2017 ·
2018 ·
2019 ·
2020 ·
2021 ·
2022 ·
2023 ·
2024 ·
2025